# Storia della Repubblica Italiana

Emblema della Repubblica Italiana

La storia della Repubblica Italiana riguarda gli eventi attinenti alla storia d'Italia che si sono succeduti a partire dal 1946; la storia repubblicana viene generalmente divisa nelle fasi della prima e della seconda Repubblica.

## Il centrismo e il dopoguerra (1946-1963)

### L'istituzione della Repubblica

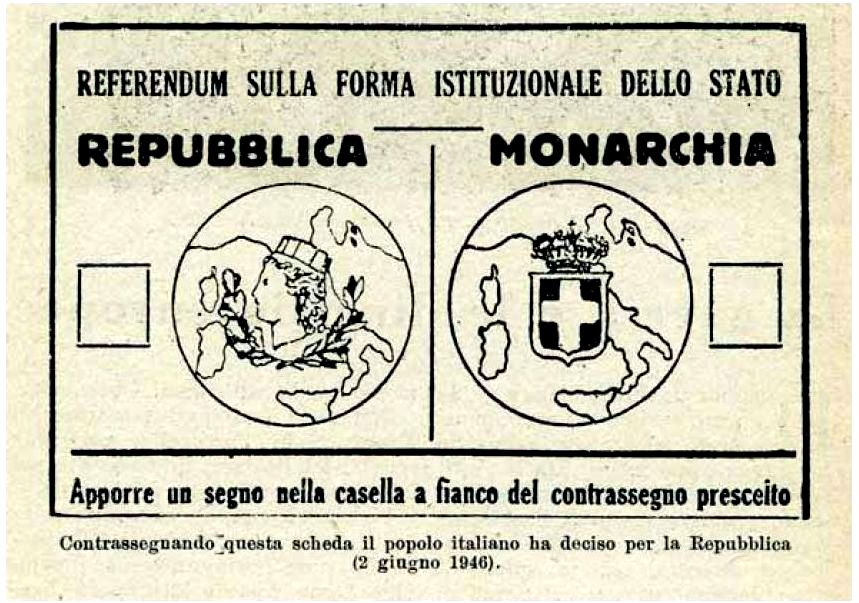
Scheda del referendum istituzionale del 1946 che decretò la nascita della Repubblica Italiana

La Repubblica Italiana nacque il 2 giugno 1946, in seguito ai risultati del referendum istituzionale indetto quel giorno per determinare la Forma di Stato dopo la fine della seconda guerra mondiale. I risultati furono proclamati dalla Corte suprema di cassazione il 10 giugno successivo: la repubblica ottenne il 54% dei consensi e i ricorsi concernenti presunti brogli circa la legalità dello svolgimento della consultazione furono respinti il seguente 18 giugno.
Nella notte tra il 12 e 13 giugno 1946, nel corso della riunione del Consiglio dei ministri, il presidente Alcide De Gasperi, preso atto del risultato referendario, assunse le funzioni di Capo provvisorio del nuovo Stato repubblicano. Messo di fronte al fatto compiuto, l'ormai ex re Umberto II, rimasto in carica soltanto un mese e per questo soprannominato "re di maggio", lasciò polemicamente e volontariamente il paese il 13 giugno.
Oltre che per il referendum, si votava per l'elezione di un'Assemblea Costituente che avesse il compito di dare all'Italia una nuova Costituzione: primo partito risultò la Democrazia Cristiana, seguita dal Partito Socialista Italiano e dal Partito Comunista Italiano. Il Partito d'Azione, invece, a seguito del risultato deludente, si sarebbe sciolto nel 1947. Fu la prima consultazione politica alla quale partecipavano anche le donne italiane.
Alla sua prima seduta, il 28 giugno 1946, l'Assemblea Costituente, sotto la presidenza di Giuseppe Saragat, elesse quindi Capo Provvisorio dello Stato Enrico De Nicola, con 396 voti su 501, al primo scrutinio. De Nicola poi sarà il primo ad assumere le piene funzioni di Presidente della Repubblica Italiana il 1º gennaio 1948.

Prima seduta dell'Assemblea Costituente

In quegli anni l'Italia operò le scelte decisive che avrebbero determinato il proprio destino: guidata da De Gasperi, che presiedeva un governo di unità nazionale composto dai tre partiti antifascisti del Comitato di Liberazione Nazionale, l'Italia accettò di entrare a far parte della sfera di influenza atlantica, filoamericana e anticomunista, contrapposta al blocco sovietico. Questa collocazione accese una competizione politica tra i due maggiori partiti, la DC e il PCI. Quest'ultimo rimarrà da allora confinato all'opposizione per via dei legami ideologici e finanziari con l'Unione Sovietica, legami che avrebbero provocato, nel caso di una sua entrata al governo, una rottura dell'alleanza internazionale con gli Stati Uniti e degli accordi di Yalta. Un tale assetto politico priverà inoltre l'Italia di una logica dell'alternanza fino alla caduta del muro di Berlino, generando un'anomalia rispetto alle altre democrazie occidentali, dove i partiti comunisti godevano di una forza e un consenso assai minori che in Italia. Questa situazione degenererà in pratiche consociative più o meno occulte, che porteranno di fatto a un progressivo coinvolgimento dell'opposizione nelle decisioni della maggioranza.

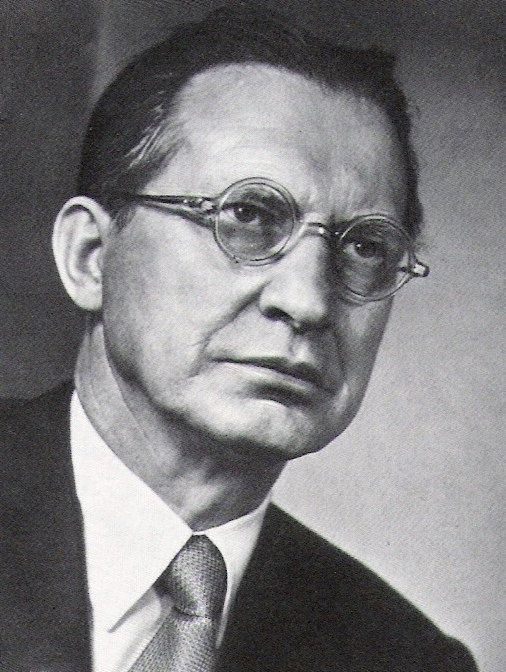
Alcide De Gasperi

Fu in particolare durante la missione di De Gasperi del gennaio 1947 negli Stati Uniti, con i quali si accordò per ricevere gli aiuti economici previsti dal Piano Marshall (un prestito Eximbank di 100 milioni di dollari), che si aprì un dialogo costruttivo tra USA e Italia, in grado di dare a De Gasperi la motivazione e il sostegno necessari ad attuare l'ambizioso disegno di un nuovo governo senza le sinistre. Il Piano Marshall, con cui si chiedeva ai paesi beneficiari di estromettere in cambio le forze filosovietiche, fu il primo atto della guerra fredda. Il PSI e soprattutto il PCI interpretarono la propria esclusione dall'esecutivo, avvenuta nel maggio 1947, alla stregua di un "colpo di Stato"; essi tuttavia decisero di non abbandonare i lavori dell'assemblea costituente a cui stavano partecipando insieme alla DC. Questa decisione consentirà in particolare al PCI di acquisire una legittimità costituzionale che non poteva avere sul piano ideologico, e che lo porterà, negli anni a venire, a richiamarsi spesso alla Costituzione come motivo di auto-legittimazione democratica, e a difenderla da qualunque tentativo di modificarla senza un suo previo consenso.
Un'altra anomalia tipicamente italiana fu l'atteggiamento del Partito Socialista (allora denominato PSIUP), che a differenza di quanto avveniva negli altri paesi occidentali decise di avvicinarsi alle posizioni dei comunisti, per timore di vedersi sottrarre da costoro l'egemonia sulle masse operaie, accettando così anche la dipendenza da Mosca. Alcuni esponenti del partito, guidati da Saragat, disapprovando la scelta di legarsi all'Unione Sovietica, operarono nel gennaio 1947 una scissione, dando vita al Partito Socialista dei Lavoratori Italiani, che in seguito diverrà Partito Socialdemocratico Italiano.
Nel frattempo vennero firmati nel 1947 i trattati di Parigi, con i quali formalmente e definitivamente fu siglata la pace con le potenze alleate e vennero sancite le conseguenze della sconfitta nella seconda guerra mondiale, con mutilazioni nazionali territoriali: l'Istria e la Dalmazia cedute alla nascente Repubblica Federale Socialista di Jugoslavia, il Dodecaneso alla Grecia, Briga e Tenda alla Francia, l'Isola di Saseno all'Albania, il pagamento dei danni di guerra all'URSS e la perdita di tutti i possedimenti coloniali italiani. Il passaggio dei territori dell'Adriatico orientale dall'Italia alla Jugoslavia determinò il più grande flusso migratorio nella storia italiana: l'esodo giuliano-dalmata.
Nonostante si cercasse di tornare alla normalità, nel paese si stavano diffondendo alcuni movimenti separatisti, in particolare in Sicilia e in Alto Adige. Per farvi fronte, Alcide De Gasperi istituì, il 15 maggio 1946, la Regione a statuto speciale della Sicilia. Per il Tirolo meridionale trovò nel settembre 1946 una soluzione con il collega ministro degli esteri austriaco Karl Gruber: fu costituita la Regione a statuto speciale del Trentino-Alto Adige, dotata di ampie autonomie e dove accanto all'italiano, a livello regionale, fu ufficializzato pure il tedesco. In seguito, nel 1948, si avrà l'istituzione della Regione a statuto speciale anche della Valle d'Aosta.

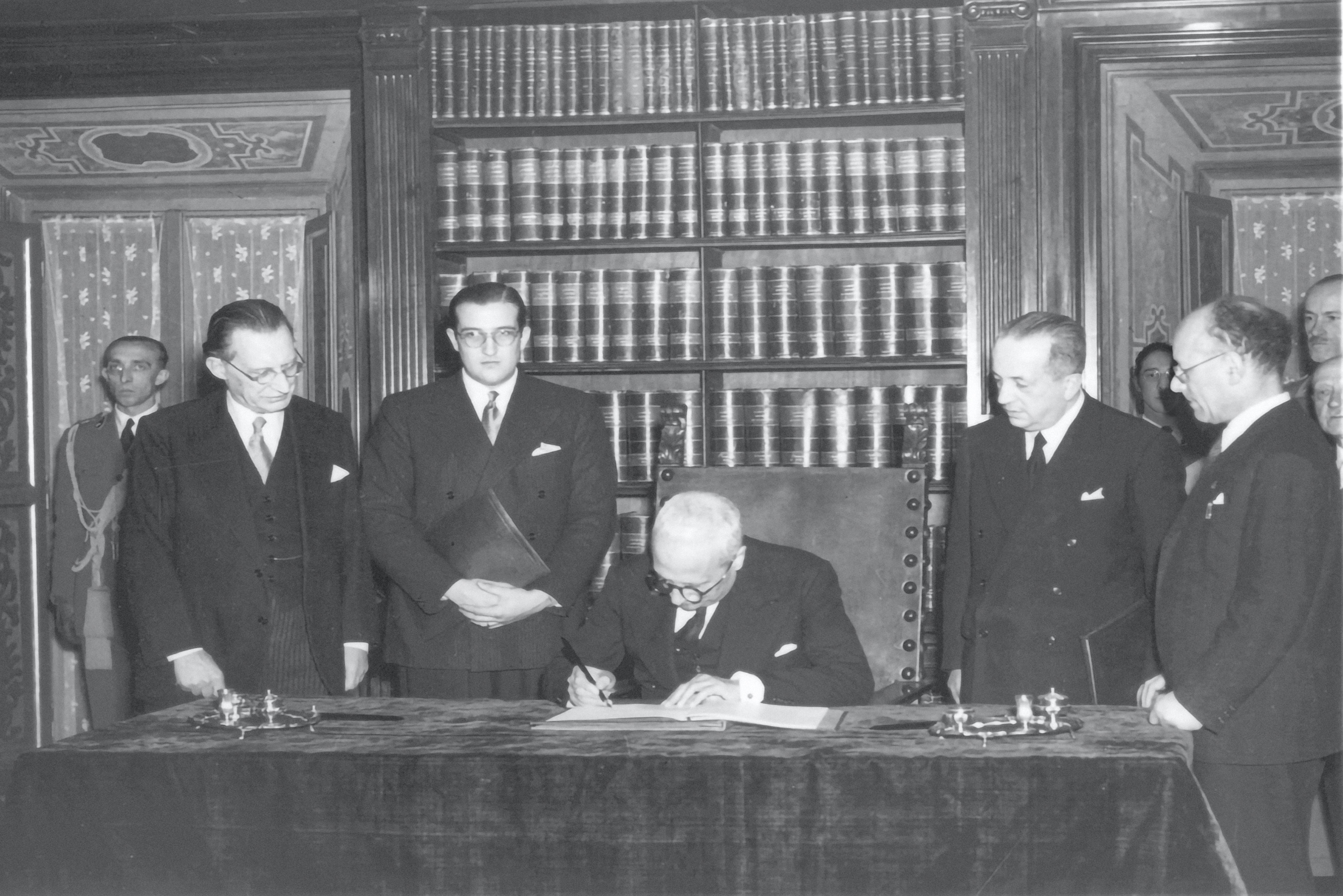
Enrico De Nicola, primo Presidente della Repubblica Italiana, firma la Costituzione il 27 dicembre 1947

Tornò tuttavia alla ribalta in quel periodo la mafia, riemersa nel 1943 in occasione dello sbarco Alleato in Sicilia. Il 1º maggio 1947 rimase tristemente celebre l'eccidio di Portella della Ginestra, quando il bandito Salvatore Giuliano, presumibilmente assoldato da alcuni latifondisti, sparò sulla folla che festeggiava la Festa dei lavoratori chiedendo la distribuzione delle terre: fu la prima strage in Italia di cui non si scopriranno i mandanti. Giuliano venne poi ucciso dal suo braccio destro Gaspare Pisciotta, che a sua volta fu ritrovato morto in carcere in circostanze misteriose.
Negli ultimi giorni del 1947 venne infine ultimata la stesura della Carta Costituzionale, entrata ufficialmente in vigore il 1º gennaio 1948. Fu questo un periodo particolarmente felice per la letteratura italiana e ancor di più per il cinema, con l'affermazione del neorealismo.

### Gli anni del centrismo e la ricostruzione

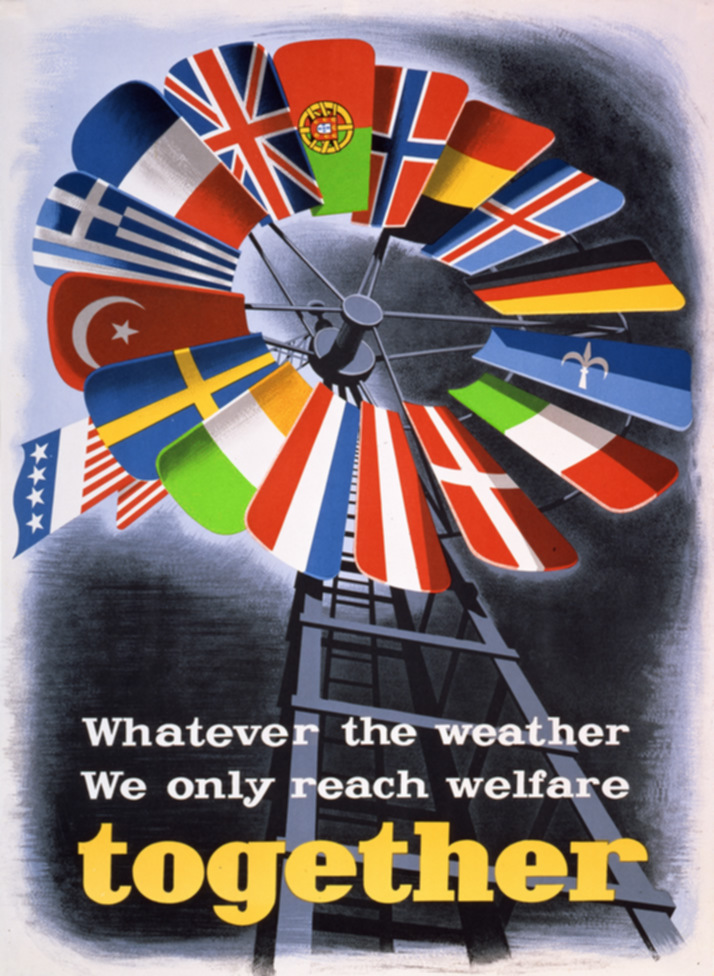
Poster del Piano Marshall

Dopo che il 31 maggio 1947 era caduto il terzo governo De Gasperi per la fuoriuscita di socialisti e comunisti, si formò il IV governo De Gasperi appoggiato soltanto dalla Democrazia Cristiana, dal Partito Liberale Italiano, dal Partito Repubblicano Italiano, e dal neonato partito socialdemocratico di Saragat. L'esecutivo si avvalse anche di un gruppo di tecnici guidati dal liberale Luigi Einaudi, il quale attraverso una politica deflazionistica, attenta alla spesa pubblica e ai salari, riuscì a far diminuire fortemente l'inflazione. Fu l'inizio di una lunga fase di governo detta del "centrismo", perché dominata da partiti collocati esclusivamente nell'area di centro dello schieramento politico. L'Italia diventò un grande cantiere, anche grazie agli aiuti del Piano Marshall che contribuì a risanare il bilancio dello Stato. In contemporanea si verificarono evoluzioni nella politica e nel costume.
Il Partito Socialista invece, dopo la scissione di Saragat, si accostò sempre più al Partito Comunista fino a formare con esso una federazione che avrebbe dovuto condurre l'Italia verso la rivoluzione socialista; la somma di PSI e PCI sembrava infatti maggiore dei voti della DC. L'effigie di Garibaldi fu il simbolo con cui il nuovo partito, denominato Fronte Democratico Popolare, si presentò alle prime elezioni parlamentari dell'Italia repubblicana nel 1948.

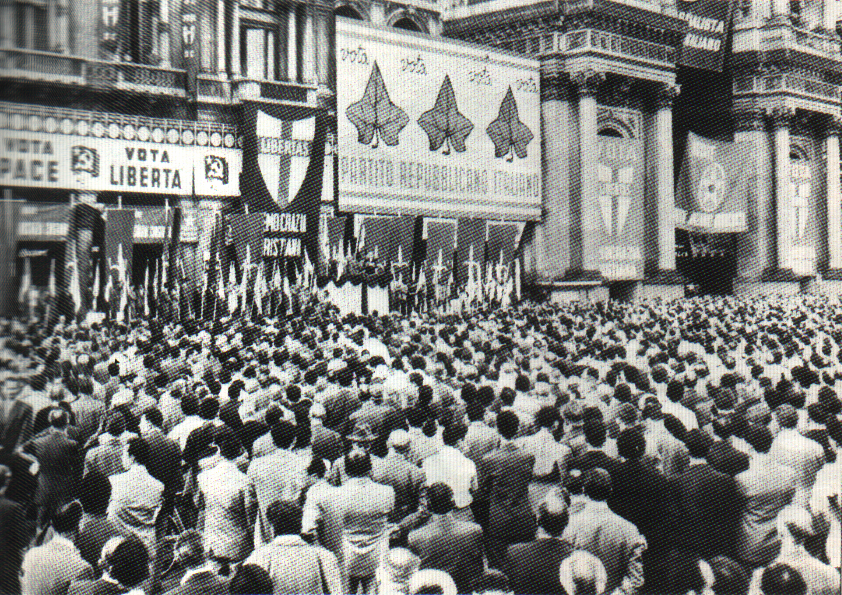
Tribune elettorali a Milano per la campagna del 1948.

Il timore di una vittoria della sinistra crebbe tra i dirigenti della Democrazia Cristiana, anche in considerazione dell'avanzata del partito dell'Uomo Qualunque che avrebbe potuto sottrarle una parte consistente di elettorato. Si trattava di un movimento sorto attorno all'omonimo giornale fondato a Roma nel 1944 dal commediografo e giornalista Guglielmo Giannini, che ripudiava le ideologie e che per il proprio atteggiamento di generica sfiducia nella classe politica diede vita a quella tendenza definita appunto qualunquismo.
Continuarono inoltre in quegli anni gli episodi di rappresaglia contro ex-fascisti ma anche contro gente comune, da parte di apparati del PCI, come l'eccidio di Porzûs in Friuli ai danni di formazioni resistenziali "bianche". In vista delle elezioni del 1948 crebbero le tensioni tra le sinistre, unite nel Fronte Democratico Popolare e la DC di De Gasperi. La tensione raggiunse livelli assai acuti, per esempio a Milano dove, in seguito alla rimozione del prefetto Ettore Troilo, un corteo di militanti comunisti ed ex-partigiani guidato dal giovane esponente del PCI Gian Carlo Pajetta occupò la Prefettura. L'intervento del leader nazionale del PCI Togliatti contribuì a rasserenare la situazione.

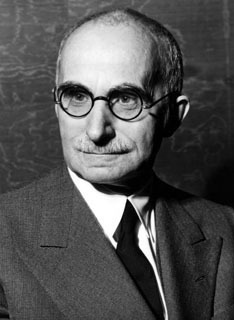
Luigi Einaudi, Presidente della Repubblica dal 1948 al 1955

La campagna elettorale del 1948, tra le più aspre e combattute dell'Italia repubblicana, si risolse infine con la vittoria della Democrazia Cristiana (che ottenne il 48,51% alla Camera dei Deputati e il 48,14% al Senato della Repubblica) e la bruciante, inaspettata, sconfitta del Fronte Popolare: questo non era andato al di là della somma dei voti del PSI e del PCI ottenuti nel 1946. Tra le cause della sconfitta, oltre ai vari episodi di intimidazione che lasciavano trapelare l'esistenza di un volto armato e minaccioso accanto a quello più rassicurante di Togliatti, vi era la proposta di un modello di vita, di tipo sovietico, piuttosto ignoto allora agli italiani, contrapposto a quello ben più accattivante e filo-americano offerto dalla DC. Il partito dell'Uomo Qualunque invece per il suo scarso successo non fu tale da scalfire i voti per la DC, e si sciolse entro pochi mesi. Alcide De Gasperi poté formare così il suo quinto governo, appoggiato, oltre che dal suo partito, anche dai socialdemocratici di Saragat, dal Partito Repubblicano Italiano e dal Partito Liberale Italiano, il cui principale esponente, Luigi Einaudi, divenne il secondo presidente della Repubblica.
Il 14 luglio 1948 l'attentato a Togliatti provocò sollevazioni in tutte le città italiane che reclamavano la destituzione del governo De Gasperi. La situazione cominciò a precipitare, si contarono diversi morti e quasi un migliaio di feriti, ma Togliatti non morì, venendo salvato dai medici; fu provvidenziale un suo stesso annuncio alla radio in cui invitava i "compagni" a deporre le armi. Nello stesso giorno giunse la notizia di una grande impresa compiuta dal ciclista Gino Bartali, le cui gesta dividevano gli italiani tra suoi fan e sostenitori di Fausto Coppi.
Su richiesta degli Stati Uniti nel 1949 l'Italia aderì alla NATO, un'alleanza fra i paesi occidentali, che dal 1955 si contrappose al patto di Varsavia guidato dall'Unione Sovietica e che in quel periodo stava esercitando la propria influenza come nella guerra civile greca. Il Patto prevedeva, nel caso di un attacco nemico nei confronti di uno Stato alleato, che tutti i paesi intervenissero militarmente in sua difesa. La decisione di aderire alla NATO scatenò nuovamente le proteste e le agitazioni delle sinistre nelle piazze italiane; Nenni, leader del PSI, insieme a Togliatti accusarono De Gasperi di mettere in pericolo la democrazia e l'indipendenza politica dell'Italia.

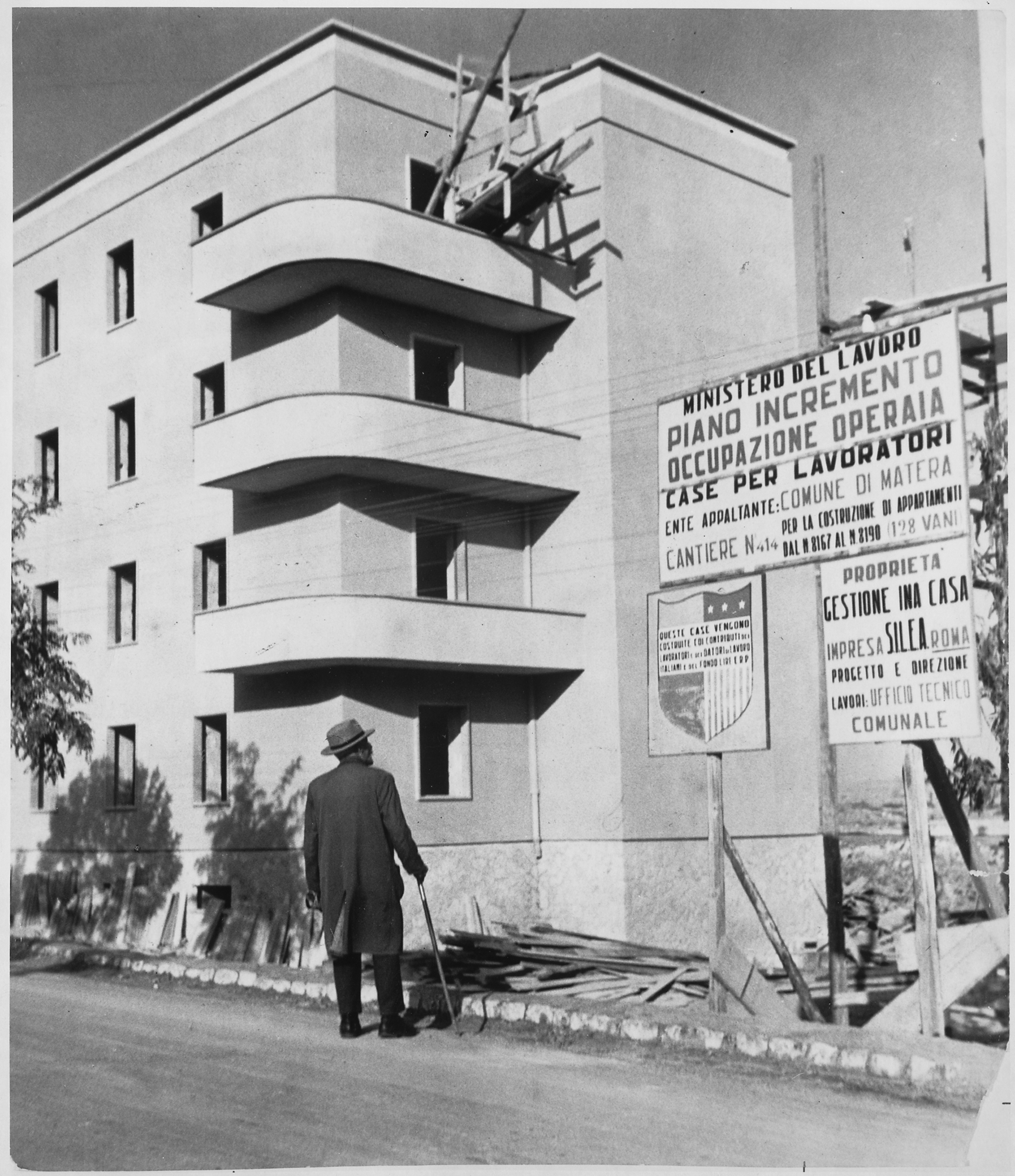
Un edificio di Matera realizzato col piano INA-Casa

Accanto alle agitazioni politiche l'Italia si stava comunque ricostruendo. La forte prevalenza democristiana nei governi che si succedettero, tutti a guida De Gasperi, permise di varare importanti riforme come quella del piano Casa, detta anche piano Fanfani, con cui lo Stato agevolò la costruzione di 75 000 abitazioni per i lavoratori, stanziando circa 15 miliardi di lire all'anno in cambio di una trattenuta sul loro stipendio. Venne poi varata nel 1950, con una misura del ministro dell'Agricoltura Antonio Segni, la riforma agraria, ritenuta tra le più importanti del secondo dopoguerra, che attuava, tramite l'esproprio coatto ai grandi latifondisti, la distribuzione delle terre incolte ai braccianti agricoli rendendoli così piccoli imprenditori; se da un lato la riforma andava incontro alle rivendicazioni dei contadini del Sud, sfociate in episodi come la strage di Melissa, per altri versi ridusse in maniera notevole la dimensione delle aziende agricole, togliendo di fatto la possibilità di trasformarle in veicoli imprenditoriali avanzati. Sul versante estero, nel 1951 l'Italia aderì al Trattato di Parigi che istituiva la CECA (Comunità europea del carbone e dell'acciaio), il primo embrione di un'organizzazione europea. Nel 1955 venne ammessa invece alle Nazioni Unite. Il 1958 vedrà infine la nascita della Comunità Economica Europea, il primo passo verso la realizzazione dell'Unione europea.

Il programma Lascia o raddoppia? condotto da Mike Bongiorno

Tra gli altri atti di rilievo della stagione centrista ci fu l'attuazione di un riassetto fiscale operato dal ministro delle Finanze Ezio Vanoni, e l'istituzione della Cassa del Mezzogiorno per finanziare iniziative industriali tese allo sviluppo economico del meridione d'Italia e colmarne il divario con le regioni settentrionali. Furono così poste le premesse per quello che alla fine degli anni cinquanta diventerà un vero e proprio boom economico. La produzione industriale accelerò e comparvero i primi segnali del consumismo; iniziò la produzione su larga scala dei primi motorini come Vespa e Lambretta. Nel 1954 cominceranno le prime trasmissioni televisive della RAI, che portarono a un incremento vertiginoso della vendita di televisori. I primi programmi televisivi più seguiti furono il festival di Sanremo e il gioco a quiz Lascia o raddoppia?, che «nasceva in un Paese che nasceva: c'era lo stesso carico di sogni, di speranze, di buone intenzioni». In campo cinematografico, ai film del neorealismo si succedono quelli surreali di Federico Fellini, mentre grande successo riscossero i primi colossal girati a Cinecittà a cui contribuì l'emergente regista Sergio Leone. In campo artistico si affermarono talenti come Alberto Burri.
Se da un lato stava nascendo una nuova borghesia benestante, nel paese permanevano ancora delle sacche di povertà, dovute al fatto che i salari dei lavoratori crescevano più lentamente rispetto ai ritmi della produzione industriale. Le proteste sociali e sindacali, come quelle alle Fonderie Riunite di Modena nel 1950, vennero fermamente represse dal ministro dell'Interno Mario Scelba. Nel novembre 1951 ci fu poi una terribile alluvione nel Polesine che causò 84 morti e rivelò la penuria di mezzi adeguati di contrasto delle catastrofi naturali. La crescita economica peraltro non fu senza sacrifici: il disastro di Marcinelle in una miniera del Belgio nel 1956 mise in luce che l'Italia aveva ceduto ai belgi 50 000 minatori in cambio del carbone di cui aveva bisogno.
La DC intanto stava guardando con crescente preoccupazione all'avanzata sulla propria destra del Movimento Sociale Italiano, nato dalle ceneri della Repubblica Sociale Italiana, e del Partito Nazionale Monarchico dell'armatore Achille Lauro. Alle amministrative del 1951, dove si votava anche per eleggere il sindaco di Roma, l'invito agli elettori fu di non disperdere i voti. Alcuni componenti del clero cattolico, tuttavia, compreso papa Pio XII, intimoriti dal clima da guerra fredda e dalla minaccia sovietica, auspicarono un'alleanza con le destre ritenendo fosse opportuno unire adesso le forze in funzione anticomunista, così come durante la lotta per la Liberazione vi era stata un'unione di tutte le forze antifasciste: fu pertanto incaricato lo storico leader don Luigi Sturzo di trovare una mediazione tra DC, MSI e monarchici. Ampi settori della DC, tuttavia, tra cui lo stesso De Gasperi, opposero resistenza al progetto, rivendicando un'autonomia politica dalle volontà curiali, e sancendo il fallimento dell'operazione Sturzo nella maggior parte dei casi, in particolare a Roma dove venne comunque eletto un sindaco democristiano (mentre in altre realtà locali l'alleanza con le destre giunse in porto).
L'atteggiamento della DC nei confronti delle destre fu molto duro e aperto anche negli anni successivi. Per contrastare la loro avanzata fu varata nel 1953 la legge Scelba che vietava la ricostituzione del disciolto Partito Fascista. Anche se rivolta esplicitamente al Movimento Sociale, la legge di fatto rimase inapplicata, né i comunisti si batterono per una sua effettiva messa in pratica vedendo tacitamente nel MSI un partito capace di erodere consensi al suo principale avversario, la DC.
Un altro provvedimento fu una nuova legge elettorale, ribattezzata dagli oppositori "legge truffa", che prevedeva un premio di maggioranza al partito (la DC nelle intenzioni) che avesse superato la soglia del 50% dei voti. Questa legge non avrebbe danneggiato tanto le sinistre che mantenevano ampi consensi elettorali nel paese, ma proprio le destre che avrebbero visto esclusi o ridotti i propri rappresentanti al Parlamento. Nella campagna elettorale del 1953, che vide un ampio ricorso alla satira e la contrapposizione tra DC e PCI si rifletterà nei film su Don Camillo e Peppone. Alle elezioni, per un soffio la DC non ottenne la maggioranza assoluta dei voti, e il meccanismo della "legge truffa" non scattò; ci furono peraltro accuse di brogli e irregolarità rivolte agli scrutatori di fede comunista. Si trattò comunque di una sconfitta per la DC che determinò la fine dell'esperienza politica di De Gasperi.

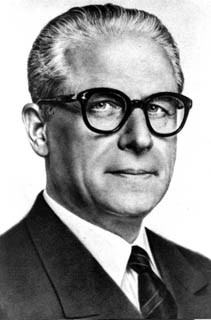
Giovanni Gronchi, Presidente della Repubblica dal 1955 al 1962

Gli scompigli in casa democristiana portarono a un succedersi di diversi governi (Pella, Fanfani, Scelba), mentre emergeva l'esigenza di un superamento del centrismo, ora che la DC faticava a governare da sola con i suoi minori alleati di centro. Tra i successori più in voga di De Gasperi vi era il democristiano Attilio Piccioni, la cui carriera fu però stroncata da uno scandalo, rivelatosi poi una montatura, in cui rimase coinvolto il figlio Piero, riguardante il caso Montesi.
A nuovi scenari che consentissero ad esempio un'apertura ai socialisti guarderà sempre più con favore il nuovo presidente della Repubblica Giovanni Gronchi, esponente della sinistra democristiana, e amico dell'imprenditore Enrico Mattei, presidente dell'Agip, una delle personalità più rilevanti e potenti del panorama post-bellico italiano, di cui appoggiava le iniziative spregiudicate. Fra i primi a intuire l'importanza del petrolio per lo sviluppo dell'Italia, Mattei osteggiò il predominio delle cosiddette sette sorelle in campo petrolifero, e portò avanti una visione neoatlantista che coinvolgesse il Mediterraneo nelle politiche di cooperazione tra Europa e Stati Uniti. Avviò la costruzione di una rete di gasdotti per lo sfruttamento del metano, aprì all'energia nucleare, e negoziò rilevanti concessioni petrolifere in Medio Oriente e con l'Unione Sovietica.

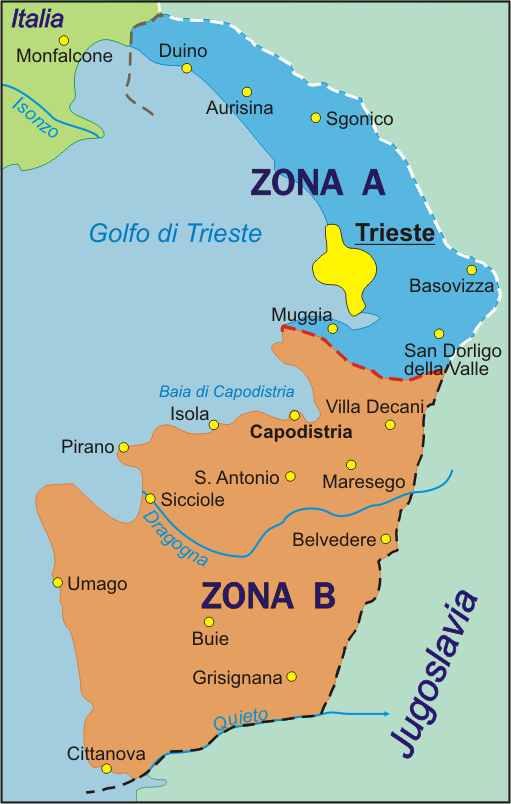
La suddivisione del territorio di Trieste

Notevoli sconvolgimenti si stavano producendo anche in casa comunista, dove si era accesa una rivalità fra Pietro Secchia e Togliatti, dopo che quest'ultimo aveva rifiutato l'invito di Stalin a trasferirsi in URSS per occuparsi della propaganda sovietica. Nel 1953 avvenne poi la morte di Stalin: circondato allora da un'aura di mito, la sua figura fu ridimensionata dal suo successore Krusciov durante il processo di destalinizzazione. La notizia della denuncia fu un trauma per il mondo comunista, non solo del PCI ma anche del PCUS, che cercarono di negare i crimini, ma ebbe conseguenze in Ungheria che nel 1956 si ribellò all'Unione Sovietica uscendo dal Patto di Varsavia. La rivolta ungherese venne però repressa dall'Armata Rossa suscitando sdegno nei paesi occidentali. Nel PCI emerse per la prima volta il dissenso, da parte di intellettuali come Delio Cantimori, Carlo Muscetta, Natalino Sapegno, firmatari del Manifesto dei 101: costoro furono espulsi dal partito, che rimase schierato con l'Unione Sovietica.
Nel 1954 intanto fu firmato il Memorandum di Londra con il quale il Territorio Libero di Trieste veniva suddiviso in due zone, una assegnata all'Italia con il ritorno di Trieste alla madrepatria, ed una alla Jugoslavia (la parte settentrionale dell'Istria).

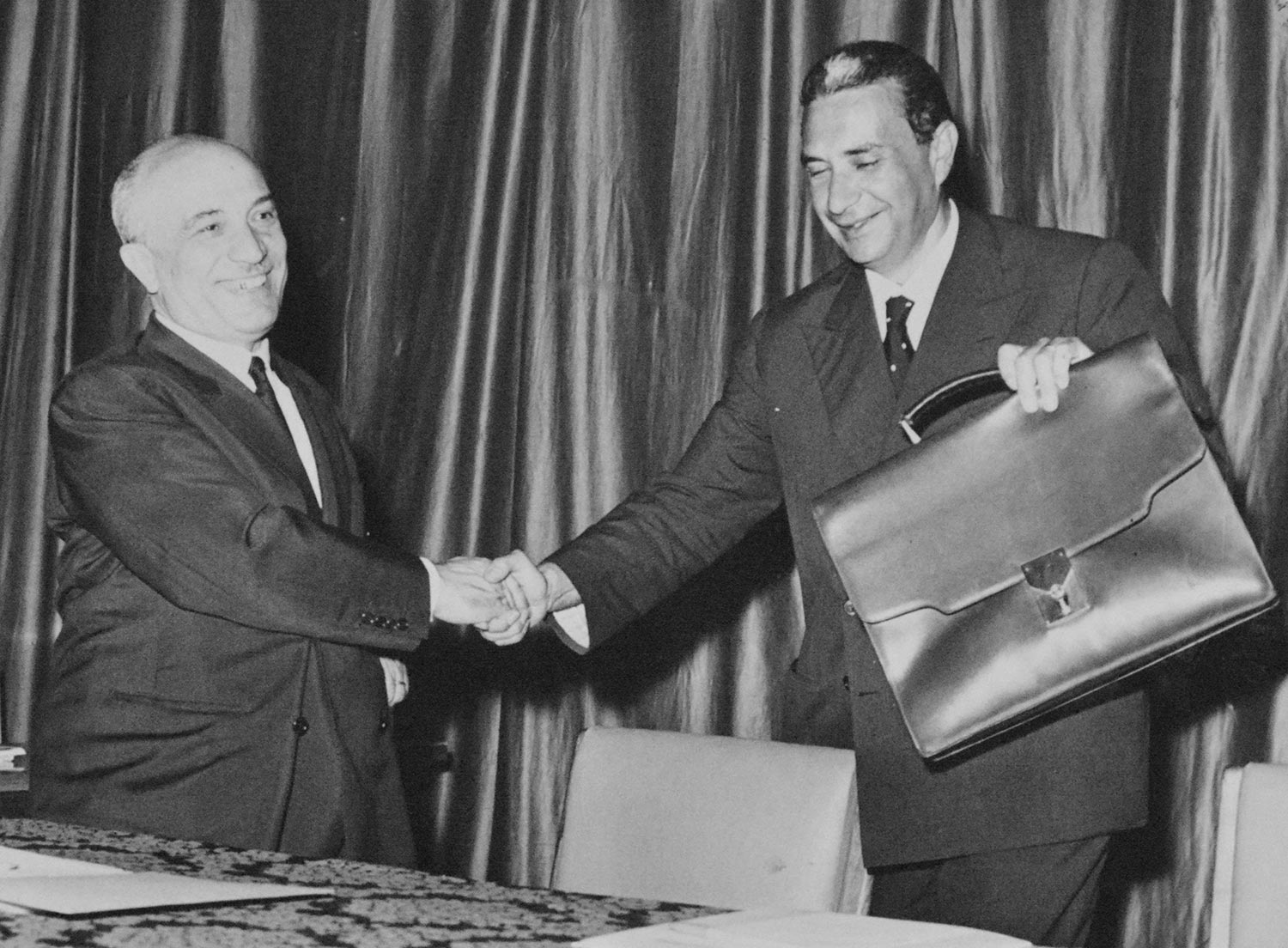
Amintore Fanfani e Aldo Moro, definiti i due "cavalli di razza" della Democrazia Cristiana

Con l'uscita di scena di De Gasperi, il vuoto lasciato nella dirigenza della DC fu progressivamente riempito da due nuove personalità, Amintore Fanfani e Aldo Moro. Già nel 1956 Fanfani ritenne maturi i tempi per un'alleanza col PSI, ora che questo partito sotto la spinta degli autonomisti si era deciso a rompere i legami col PCI, contestandone la vicinanza all'Unione Sovietica. Pur avviandosi così verso una nuova fase, nel PSI restavano tuttavia forti le resistenze nei confronti di una possibile alleanza con la DC.
Le elezioni del 1958 segnarono un importante successo dei partiti componenti il centro-sinistra vagheggiato da Fanfani. Quest'ultimo, divenuto intanto segretario della DC, si decise perciò a compiere un ulteriore passo, formando un governo che comprendeva anche il PSDI di Saragat, come premessa per una futura alleanza coi socialisti di Nenni. Tra gli atti di rilievo del nuovo governo, orientato su tematiche care alla sinistra, come una politica estera filo-araba o l'appoggio all'Eni fondato da Enrico Mattei, ci fu l'abolizione delle case chiuse con la legge Merlin, seppure tra le contestazioni di alcuni parlamentari o del giornalista Indro Montanelli. Venne anche varato il nuovo codice della strada per far fronte al grave incremento degli incidenti automobilistici, dovuto alla motorizzazione di massa nell'epoca in cui stava esplodendo il cosiddetto boom economico.

### Il miracolo economico
Durante il cosiddetto "miracolo economico" il prodotto interno lordo, che fino al 1958 era cresciuto in media del 5.5%, crebbe nei sei anni successivi del 6.3%. Tale crescita rappresentò un record nella storia del paese. Il reddito pro capite passò da 350.000 a 571.000 lire. Tra il 1958 e il 1959 gli investimenti lordi crebbero del 10%, mentre tra il 1961 e il 1962 l'incremento fu del 13%. Questi numeri ridussero sensibilmente il divario storico con i grandi Paesi europei: Inghilterra, Germania e Francia.
La crescita del reddito pro capite produsse l'aumento dei consumi individuali che registrarono una crescita media di cinque punti percentuali l'anno. La domanda di beni durevoli (automobili, elettrodomestici, ecc.) raggiunse una crescita annua pari al 10.4%.
La produzione industriale registrò una crescita pari all'84% tra il 1953 e il 1961, grazie sia alle nuove tecnologie di produzione che arrivavano in gran parte dagli Stati Uniti sia ad una manodopera con bassi salari.
Con l'aumento dell'industrializzazione diminuì il peso delle attività agricole nel bilancio globale dell'economia del paese. Tra il 1954 e il 1964 in tutta Italia vi fu una diminuzione di 3 milioni di posti di lavoro nel settore agricolo. Il peso dell'agricoltura si ridusse del 10.8% del Prodotto interno lordo.
 Tra il 1958 e il 1963, infatti, l'economia italiana, ma anche la società e le famiglie, subirono una radicale trasformazione: da paese prevalentemente agricolo l'Italia diventò una delle sette grandi potenze industriali del mondo.
Allora l'Italia primeggiava soprattutto in due grandi settori ad alta tecnologia, quali la microelettronica e la chimica, grazie a gruppi industriali come la Olivetti e la Montecatini, ma anche nella farmaceutica, nel nucleare, nell'aeronautica, nelle telecomunicazioni, settori che in seguito sarebbero scomparsi o finiti in mani straniere.
Importanti cambiamenti ci furono nell'alimentazione e nella vita delle donne, grazie alla diffusione degli elettrodomestici, in particolare del frigorifero e della lavatrice. Anche le automobili e le motociclette divennero beni accessibili per un gran numero di italiani. Si affermarono marchi come Fiat, Lancia, Alfa Romeo, Autobianchi, Gilera, Piaggio.

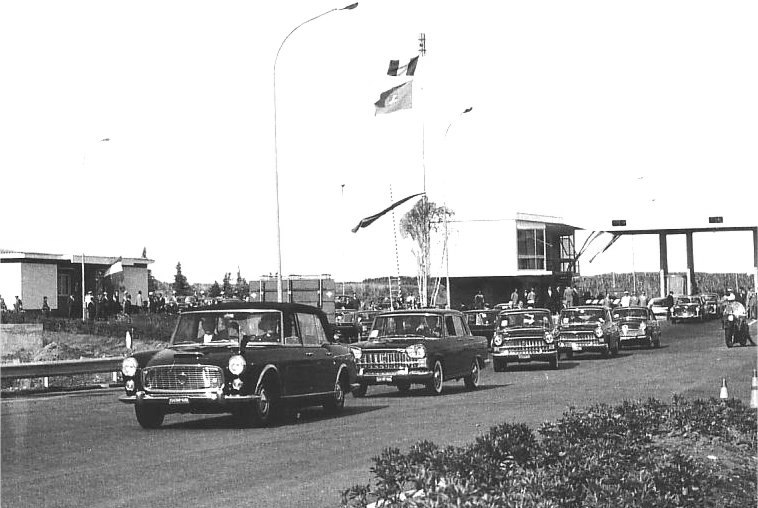
Antonio Segni (Presidente della Repubblica dal 1962 al 1964) inaugura l'Autostrada del Sole a bordo della Lancia Flaminia 335 presidenziale, il 4 ottobre 1964

Contribuì alla rapida crescita dell'Italia l'elevata disponibilità di manodopera, dovuta ad un forte flusso di migrazione dalle campagne alle città, e dal Sud verso il Nord. Questo fenomeno provocò per certi versi un aumento del divario economico tra il Settentrione e il Meridione. Il tentativo di ridurre tale squilibrio con l'istituzione della Cassa per il Mezzogiorno, o la formazione di poli siderurgici Italsider, non darà risultati soddisfacenti. Ma contribuì alla crescita anche un fattore esterno, cioè la creazione del Mercato comune europeo (MEC), preceduta dalla creazione nel 1951 della Comunità europea del carbone e dell'acciaio e la creazione della CEE nel 1957, a cui l'Italia aderì immediatamente. Con la creazione del MEC vi fu l'apertura delle frontiere europee ai commerci, col conseguente aumento delle esportazioni e degli scambi commerciali europei.
Se il paese uscì dall'arretratezza in cui versava, non mancarono però gli aspetti negativi legati al "miracolo economico", come una crescita tumultuosa dei centri urbani. Questo notevole sviluppo si dovette tra l'altro anche all'intervento dello Stato nell'economia attraverso politiche di tipo keynesiano, rese possibili soprattutto dall'aumento della spesa pubblica e dalla creazione di società a partecipazione statale. Fondamentale in tal senso fu la realizzazione di alcune infrastrutture necessarie per lo sviluppo del mercato: un importante ruolo fu ricoperto dall'IRI, ente pubblico di origine fascista fondato nel 1933, che intervenne sostanzialmente nella costruzione della rete autostradale (con la costituzione della Società Autostrade) e nel potenziamento del settore dei trasporti, non solo automobilistico, ma anche metropolitano, navale e aereo (fondazione dell'Alitalia).
Nel marzo 1959, intanto, all'interno della DC era emersa la corrente dei Dorotei, che contestava il decisionismo di Fanfani, e il fatto che egli concentrasse nelle sue mani tre poteri: quello di presidente della DC, di presidente del Consiglio, e di ministro degli Esteri. I Dorotei giunsero ad appoggiare in Sicilia la giunta del democristiano Silvio Milazzo, sostenuta da una convergenza di missini e comunisti, contro il candidato di Fanfani Barbaro Lo Giudice. Trovandosi isolato, e senza più appoggi nel partito al suo difficile tentativo di trovare un'intesa col PSI, Fanfani rassegnò le dimissioni da tutte e tre le cariche.

Gli scontri a Genova del 1960

Dopo che Aldo Moro fu eletto segretario della DC col sostegno dei Dorotei, nel 1960 il presidente della Repubblica Giovanni Gronchi affidò a Fernando Tambroni, ex-ministro degli Interni distintosi per il suo carattere deciso e autorevole, il governo che avrebbe dovuto finalmente varare il nuovo corso di centro-sinistra. Di fronte a un ennesimo temporeggiamento di Nenni e della base socialista, tuttavia, Tambroni decise di cercare altrove i voti di cui aveva bisogno, rivolgendosi al Movimento Sociale Italiano, a cui concedeva in cambio il suo "sdoganamento". Il governo Tambroni in tal modo ricevette dall'opposizione diverse accuse di neofascismo, ma fu soltanto alcuni mesi dopo, in occasione di un congresso del MSI da tenere a Genova, città ritenuta "antifascista" in quanto medaglia d'oro della Resistenza, che scoppiarono delle pesanti proteste di piazza, fomentate dal PCI, con scontri e morti anche in altre città italiane.
In seguito ai gravi fatti di Genova Tambroni rassegnò le dimissioni; al suo posto tornò Fanfani che stavolta trovò i socialisti più disponibili ad un'alleanza con la DC, memori dell'esperienza appena trascorsa, a partire dalla quale il MSI subirà un isolamento dal cosiddetto arco costituzionale che durerà almeno fino alla metà degli anni ottanta.
Venne così varato un governo che si reggeva su un appoggio esterno del PSI, e definito da Moro delle «convergenze parallele», perché basato sulla convergenza di disegni e linee politiche assai distanti tra loro, ma che nonostante tutto durerà quasi tre anni. Tra i suoi atti di rilievo vi fu la nazionalizzazione dell'energia elettrica (che nel 1964 porterà alla nascita dell'Enel) voluta dalle forze di sinistra ma osteggiata dal PLI e dalle società private Edison e SADE, allora sostenute dal Corriere della Sera, le quali paventavano il rischio di creare in tal modo inefficienze e aumenti di spesa per lo Stato e le famiglie. Vi fu poi l'estensione della scuola dell'obbligo fino ai 14 anni con la creazione della scuola media unificata, per impedire l'abbandono scolastico dei ragazzi avviati precocemente al lavoro.

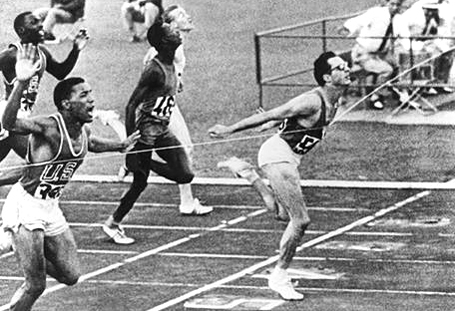
L'atleta italiano Livio Berruti, vincitore dei 200 metri piani alle Olimpiadi di Roma del 1960

Nell'agosto del 1960 si erano svolte intanto le Olimpiadi di Roma. Benché l'unità nazionale italiana si stesse ormai consolidando, grazie anche alla diffusione della lingua comune veicolata dalla televisione, persistevano episodi di separatismo, tra i quali la Notte dei fuochi del 1961 in Alto Adige; un'altra strage avverrà il 25 giugno 1967 in Cima Vallona, ad opera del Comitato per la liberazione del Sudtirolo (Befreiungsausschuss Südtirol-BAS), in cui rimasero uccisi quattro militari.
In questo periodo anche la Chiesa cattolica andava incontro a un grande cambiamento con il Concilio Vaticano II, avviato nel 1962 da papa Giovanni XXIII con l'intenzione di "aprire la Chiesa alla lettura dei segni dei tempi". Si conobbero anche le prime risposte dello Stato alla mafia, dopo che nell'ambito della prima guerra di mafia il 30 giugno 1963 un'autobomba vicino alla casa di un boss a Ciaculli uccise sette carabinieri giunti sul posto in seguito ad una telefonata anonima. Il fatto, noto come strage di Ciaculli, fu alla base dei primi provvedimenti antimafia del dopoguerra. Nello stesso anno l'Italia, unendo la regione del Friuli con la parte dell'ex-territorio Libero di Trieste, costituì la Regione a Statuto speciale del Friuli-Venezia Giulia. 
Dal punto di vista letterario questo fu il periodo della neoavanguardia.

## Il centro-sinistra e gli anni di piombo (1963-1981)

### Il centro-sinistra di Moro

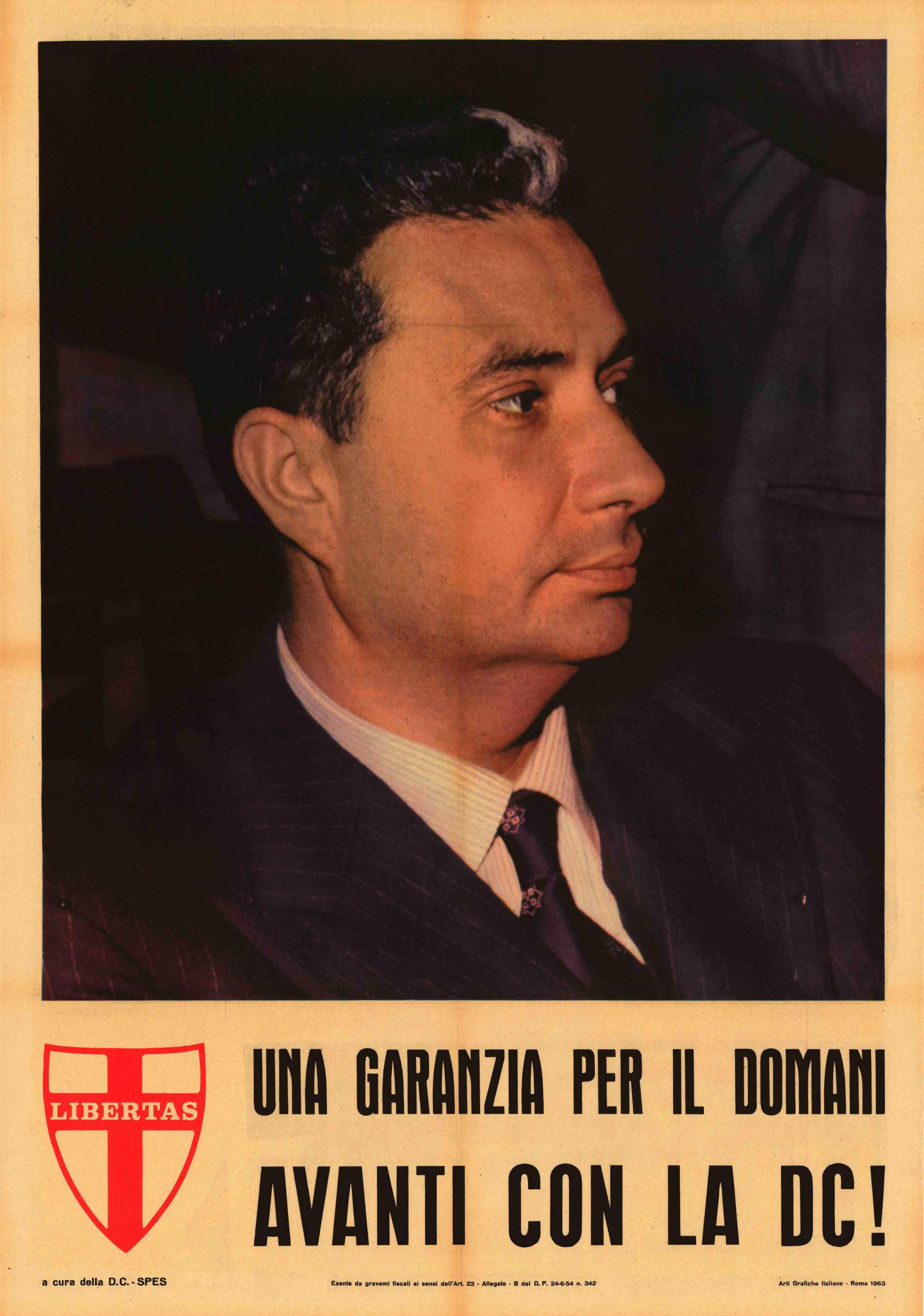
Aldo Moro in un manifesto per le elezioni del 1963

Alle elezioni del 1963 la DC, guidata da Aldo Moro, si presentò rinnovata, puntando alla formazione di un centro-sinistra "organico" che prevedesse la partecipazione diretta del Partito Socialista Italiano PSI nel governo. Questa strategia fu favorita internazionalmente dall'elezione del presidente statunitense John Fitzgerald Kennedy, favorevole a coalizioni moderate per contenere l'influenza del PCI, e dal nuovo orientamento della Chiesa cattolica promosso da papa Giovanni XXIII e dal Concilio Vaticano II. Giunte locali di centro-sinistra nacquero già in seguito alle elezioni amministrative del 1960, e nel 1961 il terzo governo Fanfani retto dall'astensione del PSI ne sperimentò la formula a livello nazionale. Per mantenere l'unità all'interno della DC, Aldo Moro sostenne l'elezione alla presidenza della Repubblica del doroteo Antonio Segni, poco favorevole all'alleanza col PSI. Le elezioni del 28 aprile 1963 segnarono per la prima volta un calo per la DC sotto il 40%, e una leggera flessione per il PSI di Pietro Nenni, che raccolse quasi il 14%. A beneficiarne furono PLI e MSI, mentre il PCI superò il 25% grazie al voto degli immigrati meridionali delle città del triangolo industriale. Dopo l'accordo tra Nenni e Moro, il nuovo programma di governo non ottenne però l'approvazione della sinistra del PSI, così il 22 giugno 1963 fu formato un governo provvisorio monocolore DC guidato da Giovanni Leone, il cosiddetto "governo balneare". Durante il suo breve mandato, il 9 ottobre si verificò il disastro del Vajont, che distrusse Longarone causando circa duemila morti. Le responsabilità furono attribuite alla sottovalutazione del rischio idrogeologico da parte della SADE e dei tecnici del Ministero dei lavori pubblici. Nel frattempo, il PSI ricompattò le sue correnti interne, nonostante le critiche dell'ala sinistra di Lelio Basso, mentre nella DC si levarono critiche da parte di Mario Scelba, che però infine ritirò le sue minacce di opposizione al governo con i socialisti. Il 4 dicembre 1963 nacque il primo governo Moro, sostenuto da DC, PSI, PSDI e PRI e definito da un programma di governo molto ambizioso ma ritenuto irrealizzabile, che prevedeva riforme in vari settori fondamentali. Alla guida del PSI Nenni fu sostituito da Francesco De Martino, mentre nella DC Moro lasciò la segreteria a Mariano Rumor. L'opposizione interna del PSI guidata da Basso portò nel gennaio 1964 alla nascita del PSIUP, con l'adesione di importanti esponenti della CGIL.

I funerali di Palmiro Togliatti a Roma il 25 agosto 1964

Il primo governo Moro dovette subito affrontare la crisi della lira, dovuta a uno squilibrio commerciale indotto dall'aumento dei salari e dei consumi durante il miracolo economico. Il governatore della Banca d'Italia Guido Carli rispose allora con la stretta del credito, causando un calo degli investimenti, della produzione industriale e dell'occupazione. Il ministro del tesoro Emilio Colombo introdusse nuove tasse e misure per contenere la fuga di capitali, mentre Carli ottenne dagli USA un prestito per stabilizzare il cambio. Le riforme previste dal governo furono accantonate, provocando il malcontento dei socialisti, così il 25 giugno 1964 la bocciatura del finanziamento alle scuole private fece esplodere la crisi di governo. Durante le consultazioni, il presidente Segni convocò il Comandante generale dell'Arma dei Carabinieri Giovanni de Lorenzo, alludendo forse a un governo tecnico. De Lorenzo, già a capo del SIFAR, aveva elaborato il "Piano Solo", che prevedeva un intervento dell'Arma per il controllo dello Stato in caso di crisi. La sola prospettiva di questa soluzione spinse i socialisti a ricomporre la crisi, dando vita al secondo governo Moro il 23 luglio 1964. Pochi giorni dopo, il 7 agosto, Segni fu colpito da trombosi cerebrale e fu sostituito dal presidente del Senato Cesare Merzagora fino alle dimissioni ufficiali. Il 28 dicembre 1964 fu eletto presidente della Repubblica il socialdemocratico Giuseppe Saragat. Nel PCI, la morte di Palmiro Togliatti il 21 agosto 1964 a Yalta segnò l'inizio di un periodo di transizione per la fazione comunista, nel frattempo guidata da Luigi Longo. All'XI Congresso del 1966 si scontrarono l'ala destra di Giorgio Amendola e Giorgio Napolitano, favorevole a un'intesa col PSI, e l'ala sinistra Pietro Ingrao, favorevole alla formazione pacifica di uno stato socialista. Al congresso prevalse la posizione dell'intesa col PSI, con l'emarginazione della sinistra interna.

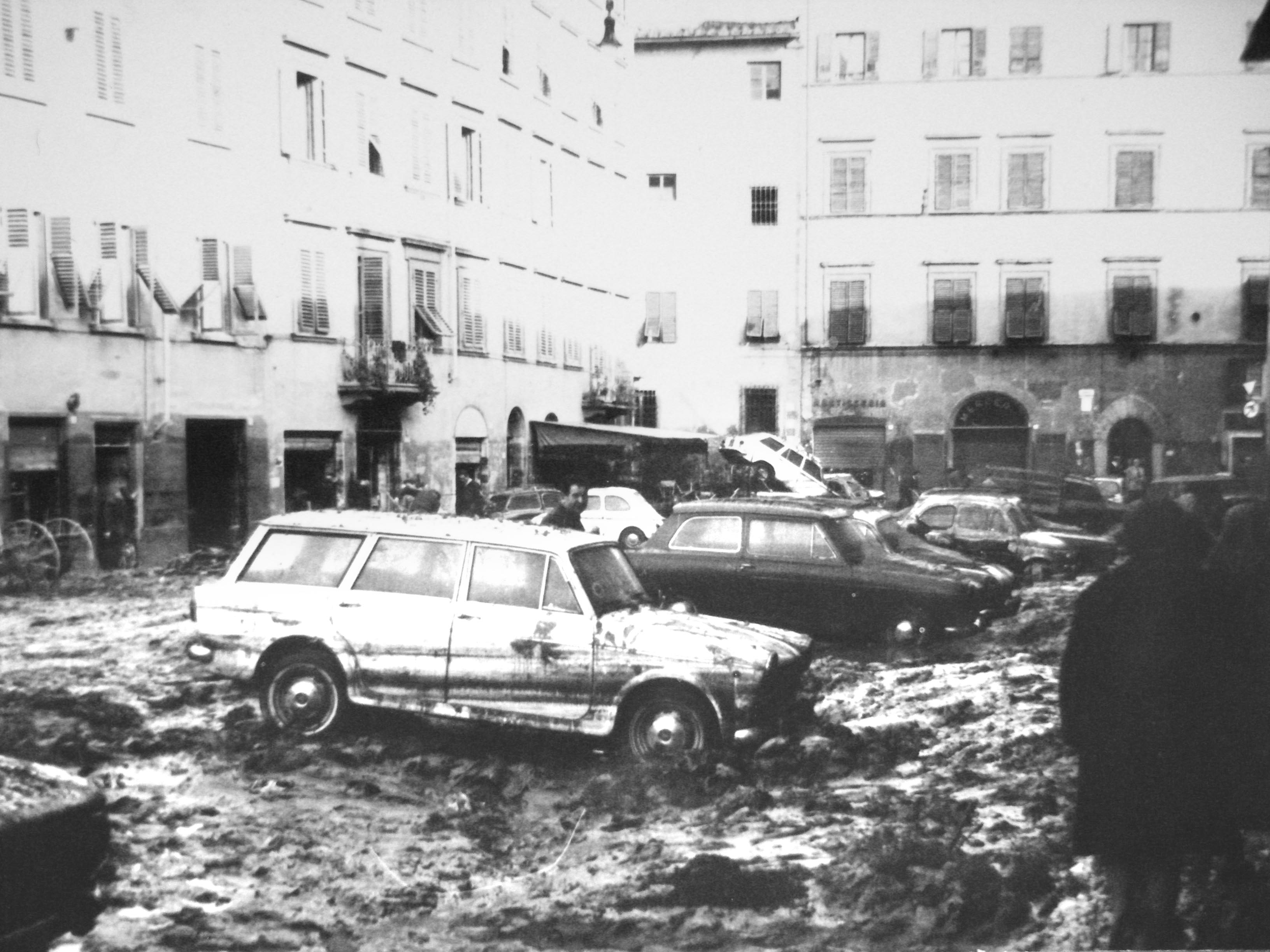
Firenze dopo l'alluvione del 4 novembre 1966

Il secondo governo Moro si concentrò sulla stabilità economica più che sulle riforme. Nel 1965 l'economia riprese grazie a un aumento della produttività e delle esportazioni, tuttavia investimenti, salari occupazione continuarono a calare fino al 1966. Nel gennaio 1966 una nuova crisi, dovuta alla riforma scolastica, fu presto superata con la nascita del terzo governo Moro il 24 febbraio 1966, più orientato alle riforme. La riforma urbanistica divenne urgente dopo una frana ad Agrigento nel luglio 1966 e le alluvioni del 4 novembre che colpirono duramente Venezia e Firenze. Il ministro socialista Giacomo Mancini varò allora la "legge ponte" del 6 agosto 1967 per frenare la speculazione edilizia, mentre il decreto urbanistico del 2 aprile 1968 fissò nuovi standard, ma entrò in vigore solo nel 1969, provocando un'ondata di licenze edilizie sotto le vecchie regole. Nel 1967 fu istituito il CIPE per la programmazione economica, e nel 1968 fu varata la legge per l'elezione dei consigli regionali, con l'effettiva attuazione nel 1970. La riforma sanitaria, portata avanti dal ministro socialista Luigi Mariotti, fu solo parziale: fu riorganizzata la rete ospedaliera ma mantenuto il sistema delle mutue. L'esperienza di governo e l'elezione di Saragat portarono alla fusione di PSI e PSDI nel PSU il 30 ottobre 1966, tuttavia la fusione fu inefficace: il partito mantenne due leadership distinte, Francesco De Martino per il PSI e Mario Tanassi per il PSDI. Alle elezioni del 20 maggio 1968 il PSU ottenne solo il 14%, perdendo più del 5% rispetto alla somma precedente dei due partiti venendo superato dal PCI (27%) e dalla DC (39%), mentre il PSIUP ottenne il 4,5%. Il pessimo risultato provocò una crisi interna e il 25 giugno 1968 fu formato un nuovo governo balneare, monocolore DC, guidato da Giovanni Leone. Il congresso del PSU confermò l'adesione al centro-sinistra "organico" e tornò a chiamarsi ufficialmente Partito Socialista Italiano. Dopo le trattative estive, il 13 dicembre 1968 nacque il primo governo del segretario della DC Mariano Rumor, e sostenuto oltre che dalla DC anche dal PSU e dal PRI.

### I movimenti sociali

Manifestazione studentesca del 1966 a sostegno de La zanzara

Nel contesto del miracolo economico, le condizioni di vita migliorarono sensibilmente, portando a una crescente indipendenza economica e culturale dei giovani rispetto alle famiglie. La diffusione dei mass media, in particolare della televisione, contribuì alla nascita di nuovi modelli culturali: si affermarono nuovi stili di abbigliamento e la musica della Beat Generation raggiunse un vasto pubblico, con un boom di vendite discografiche. Nel clima della rivoluzione sessuale, si verificarono eventi simbolici come il rifiuto del matrimonio riparatore da parte di Franca Viola nel 1966, e l'inchiesta del giornale studentesco La zanzara sul tema della sessualità che suscitò scandalo nazionale. Intanto, la riforma della scuola media del 1962 e l'estensione dell'obbligo scolastico favorirono l'accesso di giovani della classe media e dei figli degli operai all'università. Gli iscritti alle università passarono da 268000 nel 1961 a 500000 nel 1968, causando crisi di sovraffollamento e una carenza di docenti. Il primo segnale dell'inizio della contestazione giovanile si ebbe con l'occupazione della facoltà di sociologia di Trento il 24 gennaio 1966. Nel 1967, altre università seguirono: l'Università Cattolica del Sacro Cuore di Milano, la facoltà di lettere dell'Università degli Studi di Torino, e l'Università degli Studi di Roma "La Sapienza", dove nel febbraio 1968 si svolse la "battaglia di Valle Giulia", uno violento scontro tra studenti e polizia. Sulla scia del maggio francese, il movimento del Sessantotto raggiunse il suo apice e le occupazioni si estesero in tutta Italia, coinvolgendo anche le scuole superiori. Il movimento si saldò con le lotte operaie e rivolse una critica radicale alla società borghese. Simbolici furono gli episodi del 7 dicembre 1968, con la contestazione dell'inaugurazione della stagione al Teatro alla Scala di Milano, e del 31 dicembre, con gli scontri alla Bussola in Versilia.

Manifestazione del 1968 contro la guerra del Vietnam. Si notano i ritratti di Che Guevara e Malcolm X.

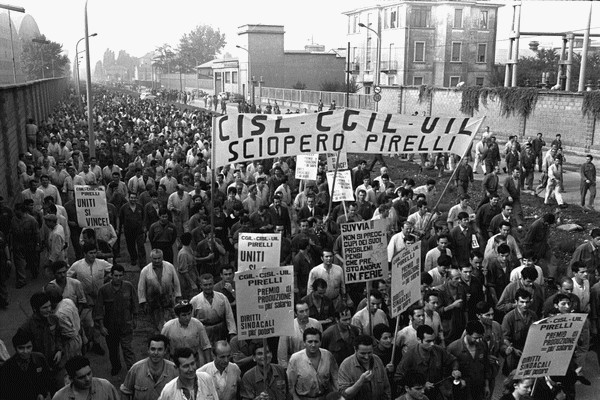
Operai della Pirelli in sciopero nell'autunno del 1969

Il movimento del Sessantotto assunse un orientamento ideologico antirevisionista e terzomondista, influenzato dalla rivoluzione culturale cinese e critico verso il centralismo democratico dell'Unione Sovietica. Condannò la guerra del Vietnam e celebrò figure rivoluzionarie come Che Guevara e Malcolm X. In area comunista il PCI si scontrò con la nuova sinistra: sia l'ala moderata di Giorgio Amendola che la corrente ortodossa di Giancarlo Pajetta furono critiche, mentre Luigi Longo e Pietro Ingrao espressero un cauto appoggio. Il punto di rottura tra le due realtà si ebbe con l'invasione della Cecoslovacchia da parte del Patto di Varsavia nell'agosto del 1968, che pose fine alla stagione riformista di Alexander Dubček. Enrico Berlinguer, eletto vicesegretario nel congresso del 1969, condannò l'intervento, ma senza rompere con l'Unione Sovietica. Le posizioni ambigue del PCI spinsero alcuni intellettuali comunisti a fondare Il manifesto, una rivista critica nei confronti del partito e da cui furono poi espulsi. In questo periodo iniziarono ad essere pubblicate numerose riviste operaie come Quaderni Rossi, Quaderni piacentini e Classe operaia. Furono molti anche i gruppi extraparlamentari che sorsero alla sinistra del PCI, tra quelli di ispirazione maoista: il Partito Comunista d'Italia (marxista-leninista) e l'Unione dei Comunisti Italiani (marxisti-leninisti); tra gli operaisti: Potere Operaio e Avanguardia operaia; tra i gruppi studenteschi, Movimento Studentesco e Lotta Continua.
Anche il cattolicesimo italiano fu attraversato da profonde trasformazioni. Nel 1969 l'Azione Cattolica interruppe ogni collateralismo con la DC, mentre Le ACLI e la CISL si avvicinarono a posizioni di cristianesimo sociale. Nacquero nuove associazioni impegnate nell'aiuto ai bisognosi come Mani Tese, Gruppo Abele e la Comunità di Sant'Egidio, parallelamente le comunità cristiane di base criticarono la dottrina cattolica tradizionale, mentre i giovani più conservatori si riunirono in Comunione e Liberazione.
Il movimento del Sessantotto influenzò anche il mondo del lavoro. Nel marzo 1968 gli operai della FIAT scesero in sciopero, ma la vertenza si concluse con risultati modesti e generò insoddisfazione. In estate, allo stabilimento petrolchimico Montedison di Porto Marghera, nacque il primo Comitato Unitario di Base (CUB), una struttura di rappresentanza autonoma dai sindacati tradizionali. A Milano, gli operai della Pirelli seguirono l'esempio, riuscendo a ottenere successi significativi nell'autunno del 1968. Questi scioperi autonomi culminarono nell'estate del 1969 negli stabilimenti FIAT, quando gli operai in corteo si scontrarono con la polizia nella rivolta di corso Traiano. Di fronte alla crescente tensione sociale, i sindacati confederali (CGIL, CISL, UIL) proclamarono uno sciopero unitario il 14 novembre 1968, riuscendo a ottenere nel febbraio 1969 l'abolizione delle "gabbie salariali" e l'istituzione della pensione sociale. Come alternativa ai CUB, i sindacati confederali promossero i Consigli di fabbrica. Forti del sostegno del movimento operaio, nel 1969 tutti i sindacati confederali presentarono un programma comune: settimana lavorativa di 40 ore, uguali aumenti salariali, parità di trattamento su infortuni tra operai e impiegati, e limiti al lavoro straordinario. Queste rivendicazioni sfociarono nell'"autunno caldo" del 1969, un'ondata di scioperi che coinvolse circa 1500000 di lavoratori in tutti i settori industriali. La mobilitazione portò così nel dicembre 1969, alla firma del nuovo contratto collettivo nazionale di lavoro da parte del ministro Carlo Donat-Cattin, che recepì molte delle richieste sindacali.

### La risposta al Sessantotto

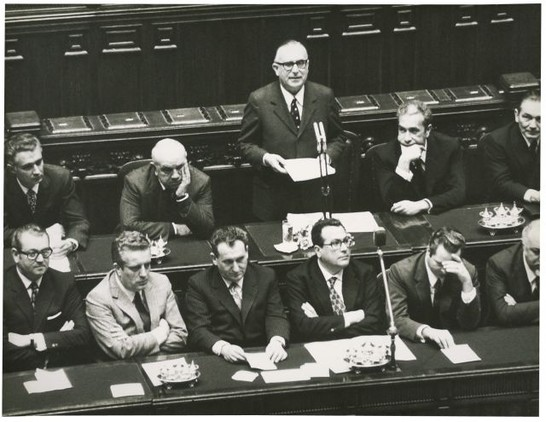
Mariano Rumor alla presentazione del suo terzo governo il 17 aprile 1970

In risposta al movimento del Sessantotto, la DC e gli alleati del centro-sinistra scelsero la via delle riforme sociali e istituzionali. Una delle più importanti fu l'istituzione delle Regioni con legge del 16 maggio 1970, che consentì al PCI e al Partito Socialista Italiano PSI di governare in coalizione in regioni come Emilia-Romagna, Toscana e Umbria. Seguì il 20 maggio 1970 l'approvazione dello statuto dei lavoratori voluto dal ministro Giacomo Brodolini, le norme sui referendum e sulle leggi di iniziativa popolare, e provvedimenti sulle pensioni. Il 1° dicembre 1970 fu introdotta anche la legge sul divorzio, approvata da una maggioranza trasversale esclusa la DC e il MSI. Tuttavia i governi erano instabili: il primo, il secondo e il terzo governo Rumor durarono pochi mesi a causa di fratture tra PSI e PSDI. Seguì nell'agosto 1970 il governo di Emilio Colombo e una nuova crisi nel 1971 con l'uscita del PRI dalla maggioranza e la richiesta del PSI di coinvolgere il PCI, proposta respinta dal PSDI. La situazione si complicò ulteriormente durante l'elezione del Presidente della Repubblica, dove il PSI sostenne Pietro Nenni con il PCI, ma fu l'MSI a rendere possibile l'elezione di Giovanni Leone. La raccolta firme per un referendum contro il divorzio causò la caduta del governo nel gennaio 1972, per salvare la legislatura si formò il primo governo di Giulio Andreotti, che però non ottenne i voti necessari portando così alle prime elezioni anticipate. Nelle elezioni del 1972 la DC si presentò rinnovata dalla segreteria di Arnaldo Forlani, che cercò di ridurre l'influenza dorotea con l'appoggio di Ciriaco De Mita. La formula centrista proposta per arginare gli "opposti estremismi" ottenne però risultati modesti: la DC restò al 38,7%, il PCI al 27,1%, il PSI scese al 9,6% e il MSI raggiunse l'8,7% grazie alla fusione con i monarchici. Il secondo governo Andreotti formato da DC, PSDI e PLI ebbe però vita breve, cadendo dopo un anno nel giugno 1973 per le critiche del PRI al blocco delle neonate TV private. Si tornò così al centro-sinistra, e con il "patto di Palazzo Giustiniani", nacque il quarto governo Rumor.

Circolazione in corso Buenos Aires a Milano durante l'austerity del 1973

L'economia, dopo un periodo di crescita, fu colpita dalla fine della convertibilità del dollaro in oro ratificata nell'agosto del 1971 dallo Smithsonian Agreement. La lira italiana si svalutò del 15%, aumentò il costo delle importazioni e si ridussero consumi, investimenti e produzione industriale. La crisi si aggravò nell'ottobre 1973 con lo scoppio della guerra del Kippur e il conseguente embargo petrolifero dell'OPEC. Seguì l'attentato palestinese a Fiumicino il 17 dicembre 1973, a cui il ministro Aldo Moro rispose con un accordo informale, il "lodo Moro", per proteggere l'Italia da ulteriori attentati. Alla crisi economica il governo rispose con politiche di austerità: riduzione dell'illuminazione, blocco del traffico domenicale e rilancio dell'energia nucleare. Le misure fiscali e creditizie restrittive portarono a una temporanea riduzione dell'inflazione, ma anche a stagnazione economica, stagflazione e aumento della spesa pubblica. Gli imprenditori accusarono i sindacati di contribuire all'inflazione tramite la scala mobile, il segretario PRI Ugo La Malfa propose il taglio della spesa pubblica, mentre il socialista Antonio Giolitti spinse per nuove riforme. Nel frattempo scoppiò lo "scandalo dei petroli", che coinvolse politici e partiti corrotti dall'Unione Petrolifera per frenare il nucleare, il governo si dimise allora nel marzo 1974, portando al quinto governo Rumor, durato solo otto mesi.

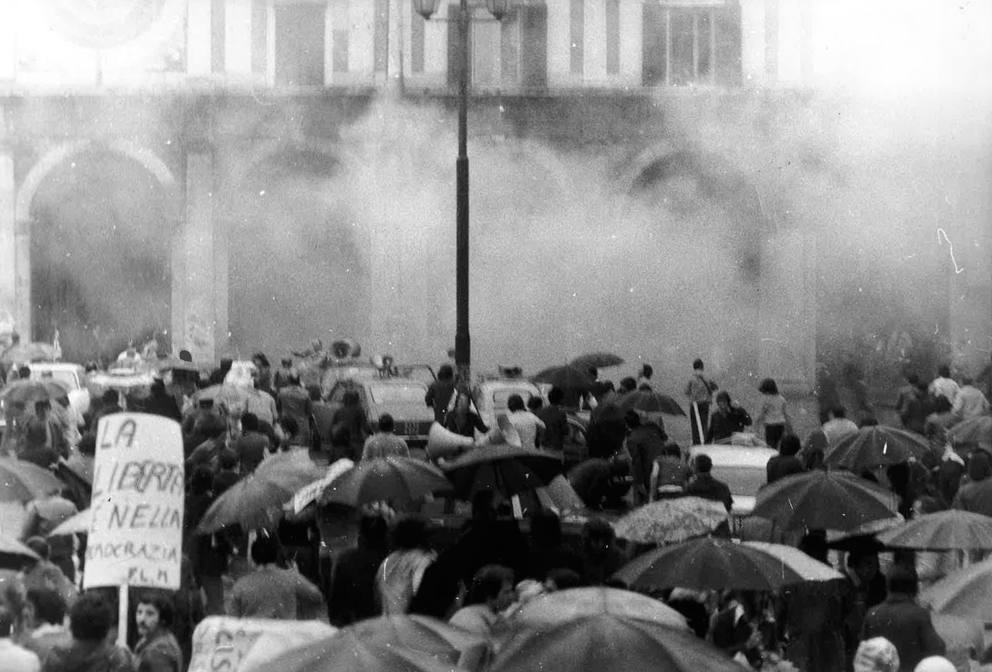
L'esplosione che il 28 maggio 1974 causò la strage di piazza della Loggia

Il movimento del Sessantotto provocò la risposta delle forze più reazionarie della società italiana, che attraverso le organizzazioni della destra eversiva attuò la "strategia della tensione", volta a generare paura e giustificare svolte autoritarie sul modello greco. Negli anni sessanta nacquero infatti gruppi neofascisti come Centro Studi Ordine Nuovo di Pino Rauti, Avanguardia Nazionale di Stefano Delle Chiaie e il Fronte Nazionale di Junio Valerio Borghese. Con l'arrivo di Giorgio Almirante alla segreteria del MSI si avvicinò alla "maggioranza silenziosa" e promosse le organizzazioni giovanili che adottavano metodi squadristici, acuendo gli scontri con i gruppi di estrema sinistra. Gli attentati di matrice neofascista iniziarono con le bombe del 25 aprile 1969 alla Fiera di Milano e gli attentati ai treni. Il 12 dicembre 1969 la strage di piazza Fontana uccise diciassette persone, a cui seguirono nello stesso giorno e ulteriori esplosioni a Roma e Milano. Le indagini si indirizzarono inizialmente verso gli anarchici, con l'arresto di Pietro Valpreda e la morte sospetta di Giuseppe Pinelli in questura mentre era interrogato dal commissario Luigi Calabresi. La vicenda portò il 17 maggio 1972 all'omicidio Calabresi da parte di alcuni esponenti di Lotta Continua , mentre il 17 maggio 1973 quattro persone morirono nella strage della Questura di Milano, diretta verso ministro dell'interno Mariano Rumor, accusato di non aver indetto lo stato d'assedio dopo le bombe del 12 dicembre 1969 quando era presidente del consiglio. Nel dicembre 1970 elementi dei servizio segreto militare (SID) di Vito Miceli e dalla loggia massonica P2 di Licio Gelli sostennero il golpe Borghese, che fu però bloccato dallo stesso Junio Valerio Borghese durante l'esecuzione. Seguirono poi altri attentati di matrice neofascista: la strage di Peteano del 1972, il "giovedì nero di Milano" del 1973, la strage di piazza della Loggia del 1974 seguita dalla strage dell'Italicus; nello stesso anno inoltre fu svelato il "golpe bianco" di Edgardo Sogno, sostenuto dalla loggia P2.

Intervento delle forze dell'ordine durante i moti di Reggio nel 1970

Nel Mezzogiorno, la protesta prese forme diverse, legate all'arretratezza economica, allo spopolamento e alla debolezza sindacale, questioni che in ambito rurale, emersero nel 1968 con la repressione di uno sciopero ad Avola. Nelle città, il malgoverno e la disoccupazione favorirono mafia e camorra, inoltre si intensificò il clientelismo legato alla Cassa del Mezzogiorno e alla speculazione edilizia. In questo contesto si verificarono disordini come la "rivolta del pallone" nel 1969, i fatti di Battipaglia e Castel Volturno e la rivolta di Eboli nel 1974. Il 14 luglio 1970 la decisione di rendere Catanzaro capoluogo di regione, diede il via ai moti di Reggio, che presto degenerarono in violenti scontri guidati dal missino Ciccio Franco. Dopo mesi di tumulti e concessioni, i moti furono repressi nel febbraio 1971. Proteste simili si verificarono anche all'Aquila. A Napoli nel 1973 un'epidemia di colera, provocò proteste e l'attivismo dei "disoccupati organizzati".
Nei primi anni Settanta alcuni dei partecipanti al movimento del Sessantotto, delusi dal fallimento della protesta teorizzarono la lotta armata. La violenza politica, sostenuta da Potere Operaio e teorizzata dal Collettivo Politico Metropolitano (CPM) e dai GAP di Giangiacomo Feltrinelli, crebbe in seguito alle prime stragi neofasciste. Nel 1970, dal CPM nacquero le Brigate Rosse (BR), che iniziarono la loro attività con azioni contro i dirigenti d'azienda. Il 18 aprile 1974 le BR sequestrarono il magistrato Mario Sossi, chiedendo la liberazione di alcuni anarchici del Gruppo XXII Ottobre; il rilascio, avvenuto il 23 maggio, alimentò un acceso dibattito pubblico. Il 17 giugno 1974 le BR assaltarono la sede del MSI di Padova commettendo per la prima volta due omicidi, nel frattempo in Italia meridionale la popolarità delle BR ispirò la fondazione dei Nuclei Armati Proletari (NAP). Il 24 maggio 1974, Carlo Alberto dalla Chiesa fu incaricato di guidare il Nucleo speciale di polizia giudiziaria portando l'8 settembre all'arresto dei vertici delle BR Renato Curcio e Alberto Franceschini.

### Il compromesso storico

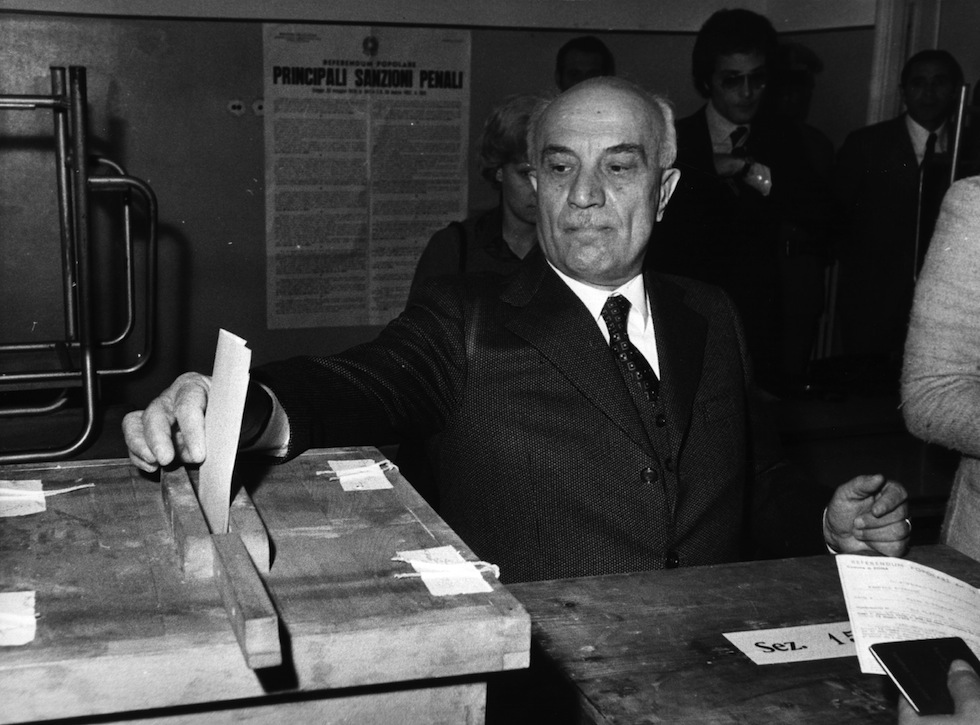
Amintore Fanfani il 12 maggio 1974 durante il referendum sul divorzio

Gli attentati neofascisti perpetrati nel contesto della "strategia della tensione" e il colpo di Stato in Cile del 1973, suscitarono forte preoccupazione nell'opinione pubblica e nei partiti di sinistra. Fu allora che il segretario del PCI Enrico Berlinguer propose una nuova strategia politica: il "compromesso storico" tra DC, PCI e PSI, accantonando l'alternativa di sinistra. La proposta fu rifiutata dal segretario della DC Amintore Fanfani, ma trovò apertura in Aldo Moro. Il successo del "no" al referendum sul divorzio del 1974, che vide la sconfitta politica di Fanfani e l'affacciarsi del Partito Radicale di Marco Pannella, rafforzò il PCI e indebolì le posizioni più conservatrici della DC. Il clima politico era però segnato da un'escalation di violenze: nel 1975 si susseguirono omicidi politici e scontri di piazza che coinvolsero neofascisti, militanti di sinistra e forze dell'ordine. Si ricordano tra le vittime Miki Mantakas, Claudio Varalli e Sergio Ramelli. A questa ondata di insicurezza si aggiunse un aumento dei sequestri di persona a scopo di estorsione da parte della criminalità comune sarda e calabrese. Il quarto governo Moro reagì approvando il 22 maggio 1975 la "legge Reale", che estese i poteri della polizia. Alle elezioni amministrative e regionali del 1975 il PCI raccolse il 33,4%, sfiorando la DC al 35,3% e in molte realtà locali entrò al governo con PSI, PSDI e PRI, mentre nella DC Amintore Fanfani fu sostituito alla segreteria da Benigno Zaccagnini, grazie alla mediazione di Aldo Moro. Dopo l'uscita del PSI dal governo nel 1976, si formò un monocolore DC guidato da Moro, che cadde poco dopo. Intanto scoppiò lo "scandalo Lockheed", che coinvolse importanti politici italiani, tra cui l'allora presidente della Repubblica Giovanni Leone.

Incontro tra Enrico Berlinguer e Aldo Moro il 3 maggio 1977

Alle elezioni politiche del 20 giugno 1976, il PCI salì al 34,4%, avvicinandosi alla DC al 38,7%, e superando di gran lunga il PSI, che crollò al 9,6%. Francesco De Martino lasciò la guida del PSI a Bettino Craxi. La complessità del risultato impose la nascita di un "governo della non sfiducia", sostenuto dall'astensione di quasi tutti i partiti. Il terzo governo Andreotti aprì così la stagione della "solidarietà nazionale" tra DC e PCI. Il governo riuscì ottenere prestiti dagli Stati Uniti e dal Fondo Monetario Internazionale, aumentò la pressione fiscale e collaborò con i sindacati per frenare l'inflazione. Tra le riforme, nel 1977 fu approvata la legge sul decentramento amministrativo e la legge sull'aborto, resasi attuale in seguito al disastro di Seveso del 1976. Per legittimare il PCI come forza di governo, Berlinguer promosse l'eurocomunismo, riaffermando l'autonomia dall'Unione Sovietica e la fedeltà alla NATO. L'iniziativa trovò sostegno anche nel mondo imprenditoriale e nel PRI, rendendo più concreta la possibilità di un governo con ministri comunisti. Questo causò la caduta del terzo governo Andreotti nel gennaio 1978, aprendo così alla trattativa per una nuova maggioranza.

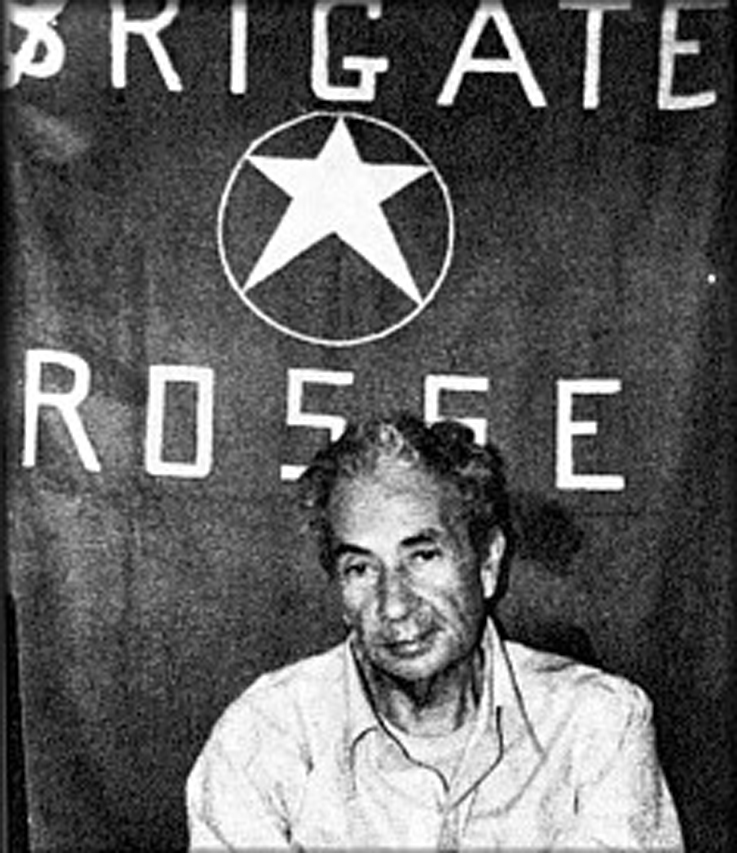
Aldo Moro prigioniero delle BR il 19 marzo 1978

Nel frattempo la violenza politica aumentò. Le BR, dominate dall'ala militarista di Mario Moretti, colpirono magistrati, giornalisti e politici, tra cui: Francesco Coco, Fulvio Croce e Carlo Casalegno. Parallelamente nacquero altri gruppi di lotta armata, tra cui Prima Linea, che uccise Enrico Pedenovi e Giuseppe Ciotta. La diffusione della lotta armata fu facilitata da un nuovo movimento contestativo, il movimento del Settantasette da cui si originarono organizzazioni come Autonomia Operaia e gli Indiani metropolitani. Il movimento del Settantasette adottò forme di protesta più violente rispetto a quelle del Sessantotto e si oppose radicalmente al PCI, ritenuto per via del compromesso storico un partito istituzionale, tanto che il 17 febbraio 1977 Luciano Lama fu cacciato dall'Università La Sapienza durante un comizio organizzato dal PCI. L'episodio segnò l'inizio di violente manifestazioni e gravi scontri a Bologna, Milano e Roma. L'anno successivo si aprì con un ulteriore incremento della violenza, il 7 gennaio 1978, avvenne la strage di Acca Larentia in cui furono uccisi a colpi di pistola tre giovani del MSI. Il 16 marzo 1978, mentre si votava la fiducia al quarto governo Andreotti, un commando BR sequestrò Aldo Moro e uccise la sua scorta. Il governo ottenne la fiducia con larghissima maggioranza consentendo al governo di gestire la situazione con pieni poteri nello spirito della solidarietà nazionale. Tuttavia, i servizi di sicurezza fallirono nell'individuare il luogo della prigionia, anche per l'infiltrazione presenza di elementi deviati nei servizi segreti. Il caso Moro divise l'opinione pubblica e la politica: il PSI si mostrò disponibile alla trattativa, mentre DC, PCI e PRI sostennero la "linea della fermezza". Durante la detenzione, Moro scrisse lettere e un memoriale in cui criticava duramente la linea della fermezza adottata dal governo e dalle gerarchie vaticane. Il 9 maggio 1978 Moro fu ucciso: il suo corpo fu ritrovato in via Caetani, a metà strada tra la sede della DC e quella del PCI.

### La fine degli anni di piombo
In seguito all'omicidio di Moro il ministro dell'Interno Cossiga, che si era opposto alla trattativa con le BR, fu costretto alle dimissioni. Anche il presidente della Repubblica Leone fu accusato di non aver fatto abbastanza per salvare Moro; sottoposto tra l'altro a una campagna mediatica da parte dell'Espresso e del Partito Radicale che lo ritenevano coinvolto nello scandalo Lockheed, che in quegli anni stava portando a svariate inchieste giudiziarie, Leone si dimise di lì a poco, nonostante la sua estraneità ai fatti riconosciuta vent'anni dopo dagli stessi radicali. L'omicidio di Moro accelerò di fatto la fine dei governi di solidarietà nazionale, portando alla fine anticipata della legislatura nel 1979.

La marcia dei quarantamila

l pesante clima ideologico degli anni settanta, che aveva portato a un vertiginoso accrescimento della tensione sociale e politica, cominciò a dissolversi all'inizio degli anni ottanta, durante i quali avvenne la cosiddetta svolta del «riflusso», inaugurata nell'autunno del 1980 dalla marcia dei quarantamila a Torino: il 14 ottobre numerosi quadri intermedi della Fiat, stanchi delle continue proteste dei sindacati che si opponevano alla cassa integrazione di diversi operai proposta dall'azienda per rilanciarsi, e che impedivano loro di entrare in fabbrica a lavorare, diedero vita a un corteo "silenzioso" per la città che mise a tacere gli scioperi e le occupazioni.

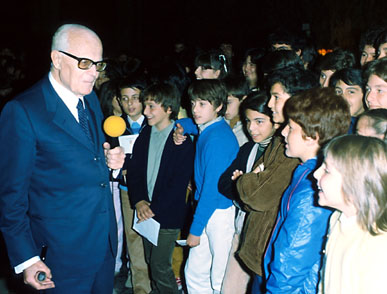
Sandro Pertini, Presidente della Repubblica dal 1978 al 1985, con un gruppo di studenti

Ci fu nel complesso un ritorno delle persone dalle piazze al privato; cominciò l'era della televisione commerciale, unito a un decollo della pubblicità e a un incremento dei consumi. Rinacque il Carnevale di Venezia; crebbe la disaffezione dei cittadini per la politica, ma aumentò il senso di ottimismo e di benessere sociale. Prendendo parte al clima culturale ravvivato dai nuovi intellettuali della rivista Mondoperaio, Craxi cominciò ad attaccare il PCI, rimproverandogli di essere ancora alle dipendenze di Mosca nonostante i proclami di segno opposto; il primo atto di quest'offensiva era stata un'intervista concessa nell'agosto 1978 all'Espresso in cui accusava i comunisti di essere ancorati all'ideologia marxista-leninista. Nello stesso anno Craxi era riuscito a far eleggere presidente della Repubblica Sandro Pertini, uomo della vecchia guardia del PSI, che durante il suo mandato si proporrà un riavvicinamento più amichevole e sereno dei cittadini alle istituzioni, promuovendo ad esempio incontri e afflussi di scolaresche al Quirinale. Per il suo carisma, il suo modo di fare schietto e ironico, il suo affetto verso i bambini, Pertini sarà ricordato come il presidente più amato dagli italiani.
I primi anni del decennio furono tuttavia ancora permeati di una certa turbolenza. Nell'estate 1980 avvenne la strage di Ustica, un disastro aereo di un DC-9 dai contorni tuttora non chiariti. Il 2 agosto avvenne poi la strage di Bologna in cui morirono ottantacinque persone e se ne ferirono duecento. I processi che ne seguirono decretarono la colpevolezza di Valerio Fioravanti e Francesca Mambro, membri dei Nuclei Armati Rivoluzionari di ispirazione neofascista. Tra i fatti di cronaca, la disgrazia toccata al piccolo Alfredino turbò assai l'opinione pubblica. Nel calcio esplose il primo scandalo scommesse di notevole rilievo, che vide la condanna di numerosi calciatori e la penalizzazione di alcune importanti squadre di club.
Dopo la fine delle esperienze di unità nazionale si erano avvicendati governi fragili e di breve durata (Cossiga I-II, Forlani) che si rivelarono inadeguati a gestire le conseguenze del terremoto dell'Irpinia del 1980, in occasione del quale Pertini auspicò invano il ricompattarsi di una grande coalizione; un suo tentativo di riesumarla era già fallito l'anno precedente quando aveva provato senza successo a dare l'incarico di un nuovo governo per la prima volta a un politico non democristiano, Ugo La Malfa. Si ripresentò la minaccia della guerra fredda con l'invasione dell'Afghanistan da parte dell'Unione Sovietica e la sua decisione di rivolgere contro l'Europa occidentale una moderna generazione di missili a testata nucleare SS20; tra i paesi NATO si cominciò allora a discutere se installare nuovi euromissili pershing e cruise in risposta.
Nel marzo 1981 una perquisizione nella villa di Licio Gelli da parte della Guardia di Finanza condusse alla scoperta della loggia massonica P2, un'organizzazione clandestina anticomunista con presunti scopi eversivi, che contava tra i suoi iscritti, oltre a Gelli, anche Roberto Calvi, responsabile del fallimento del Banco Ambrosiano trovato misteriosamente impiccato a Londra sotto un ponte, e il banchiere Michele Sindona, ritenuto mandante dell'omicidio del giudice Giorgio Ambrosoli che stava indagando su irregolarità nelle sue operazioni finanziarie. Il presidente del consiglio Arnaldo Forlani dovette dimettersi per non aver reso pubblici i documenti riguardanti lo scandalo sulla P2. Sempre nel 1981 ci fu l'attentato al Papa polacco Wojtyła, avversario dei regimi comunisti, la cui elezione al soglio pontificio era stata mal vista negli ambienti dell'Est europeo.
Tra gli eventi sportivi di rilievo ci fu tuttavia nel 1982 l'inaspettata vittoria della nazionale italiana di calcio guidata da Bearzot ai mondiali di Spagna, di cui fu protagonista uno dei maggiori imputati nello scandalo, il calciatore Paolo Rossi. Le forze dell'ordine, intanto, grazie al varo di nuove leggi e ad innovativi metodi di indagine, riuscirono ad arrestare i capi delle Brigate Rosse, finendo per smantellarne l'organizzazione, che ricevette un duro colpo nel gennaio 1982 con la spettacolare liberazione da parte dei NOCS del generale statunitense James Lee Dozier rapito un mese prima.

## Il pentapartito e la fine della prima repubblica (1981-1994)

### Gli anni ottanta
Nel giugno 1981 riuscì il tentativo di Pertini di mettere alla guida del governo il primo politico non appartenente alle file della DC, il repubblicano Giovanni Spadolini. Sotto la sua presidenza, che inaugurava la formula del pentapartito (alleanza governativa fra DC-PSI-PLI-PSDI-PRI), l'Italia inviò in Libano per la prima volta un contingente militare all'estero. Anche se si trattò di un governo debole, destinato a cadere per uno scontro tra i ministri Andreatta e Formica noto come "lite delle comari", fu il preludio della chiamata a Palazzo Chigi del socialista Bettino Craxi, investito da Pertini nel 1983 in seguito ad elezioni anticipate: queste videro un pesante tracollo della DC, che sotto la direzione del nuovo segretario Ciriaco De Mita scese di quasi 6 punti, una flessione del PCI, e una risalita del PSI. Se la DC perse così la sua funzione di guida politica del paese, l'ascesa di Craxi consentì di superare lo stallo del sistema venutosi a creare dopo il fallimento del compromesso storico; quello di Craxi sarà infatti il governo più lungo di tutti quelli finora mai avuti. Esso sarà caratterizzato da un energico decisionismo, con frequente ricorso a decreti-legge, a differenza di quelli precedenti a guida democristiana più inclini alle mediazioni. Tra i suoi primi atti di rilievo, Craxi firmò nel febbraio del 1984 l'accordo di villa Madama, un protocollo aggiuntivo ai Patti lateranensi già stipulati nel 1929 e ratificato in seguito dalla legge 206 del 1985, che ribadiva la sovranità e la reciproca indipendenza di Stato e Chiesa.

Silvio Berlusconi e l'allora Presidente del Consiglio Bettino Craxi, nel 1984

Legato in amicizia all'emergente imprenditore Silvio Berlusconi, a favore del quale intervenne per decretare il ripristino delle trasmissioni delle sue reti Fininvest oscurate nell'ottobre 1984 dall'ingiunzione di tre pretori, Craxi inaugurò un nuovo corso economico che trovò una sponda nel liberismo di Reagan e della Thatcher. In particolare egli si propose di combattere la pesante inflazione che si trascinava sin dagli anni settanta, motivo di stagnazione e crescita lenta, individuandone la causa principale nella scala mobile, ossia nel meccanismo di adeguamento automatico dei salari all'aumento del costo della vita. L'abolizione di alcuni suoi punti, attuata il 14 febbraio 1984 col cosiddetto decreto di "San Valentino", in accordo con la Confindustria, i liberali, la CISL di Carniti e la UIL di Benvenuto, scatenò le proteste dei settori più estremisti della CGIL di Lama, che indussero quest'ultimo a rompere l'unità con le altre sigle sindacali dopo la ricomposizione del 1969, ma soprattutto la durissima opposizione del Partito Comunista Italiano, il quale in aperta sfida a Craxi proclamò dei pesanti scioperi insieme alla CGIL.
Poiché Craxi non demorse, Berlinguer fece indire un referendum per sconfiggere il suo decreto convertito intanto in legge, ma morì improvvisamente per un aneurisma nel giugno 1984 durante un comizio in vista delle imminenti elezioni europee. La commozione per la morte di Berlinguer spinse il PCI in quelle elezioni a superare la DC facendolo momentaneamente diventare il primo partito, e inducendo il segretario democristiano De Mita a prefigurare una nuova alleanza trasversale col Partito Comunista, il quale rivendicava da tempo una propria legittimità e superiorità "morale" rispetto ai partiti di governo. Alessandro Natta, figura di mediazione tra le varie anime del PCI, fu il nuovo segretario che condusse il partito al referendum tenutosi l'anno dopo nel giugno del 1985, che si risolse però in una vittoria di Craxi e una sconfitta inaspettata per il PCI; quest'ultimo, ritrovandosi isolato, e senza più il carisma di Berlinguer, da allora si avviò a una lenta e inesorabile perdita di consensi.
Sul versante estero, Craxi da un lato rafforzò i legami dell'Italia con il Patto Atlantico, intensificando i rapporti con l'America di Ronald Reagan, ma dall'altro mantenne una politica filo-araba nella questione israelo-palestinese del Medio-Oriente, spalleggiato dal ministro degli Esteri Andreotti. Nell'autunno 1985, ad esempio, in occasione del sequestro della nave da crociera Achille Lauro da parte di un gruppo terrorista guidato da Abu Abbas, Craxi rivendicò la giurisdizione italiana del caso garantendo la libertà ai sequestratori contro il parere degli Stati Uniti che intendevano giudicarli per l'uccisione di un loro concittadino; la conseguente crisi di Sigonella fece aumentare il prestigio di Craxi anche presso i comunisti per il suo mantenimento della parola data. Anche durante il bombardamento americano di Tripoli, che vide una rappresaglia libica con lancio di missili su Lampedusa nell'aprile 1986, Craxi fu reputato eccessivamente prudente verso Gheddafi, mostrando di disapprovare piuttosto l'attacco americano e il suo coinvolgimento del suolo italiano.
Per il resto, tuttavia, l'Italia di Craxi diede attuazione pratica al progetto americano di uno scudo di euromissili in risposta alle minacce del mondo comunista-sovietico fattesi sempre più pressanti, progetto già approvato in fase teorica nel dicembre 1979 dal governo Cossiga e a cui si erano allineati anche gli altri paesi occidentali come il Regno Unito, la Francia, la Spagna, la Germania, e che si rivelerà determinante per mettere in crisi l'apparato strategico e finanziario dell'Unione Sovietica, accelerandone la caduta e la svolta di Gorbačëv. Il PCI, invece, in occasione dell'installazione della base missilistica a Comiso, si schierò dalla parte dei sovietici.

Il successo delle trasmissioni commerciali si inserì in quel cambiamento sociale di costume che contribui a fare di Milano una capitale della moda e dello spettacolo

Nella seconda metà degli anni ottanta ci fu una crescita significativa del PIL italiano anche grazie al calo dell'inflazione, che portò l'Italia ad affermarsi come la quinta potenza economica mondiale. Si impose il made in Italy, trascinato dalla moda e dai prodotti alimentari di consumo. Da paese di emigranti l'Italia si scoprì terra di immigrati, provenienti soprattutto dai paesi "extracomunitari" del terzo mondo. Avvertendo il ritardo del sistema politico rispetto ai cambiamenti in atto nella società, Craxi fu tra i primi a parlare della necessità di riforme istituzionali, ad esempio in senso presidenzialista, sebbene egli stesso riconoscerà che questi progetti resteranno alla fine un «inutile abbaiare alla luna». Nell'estate del 1986, intanto, la DC si dichiarò non più disponibile a dargli la fiducia, obbligandolo ad un patto noto come "staffetta", che porterà nel 1987 alla fine del governo Craxi, ad elezioni anticipate, e al subentro di Giovanni Goria, uomo vicino a De Mita, sempre col sostegno del pentapartito. Avversario di Craxi, De Mita era espressione dell'ala sinistra della DC e favorevole all'antico progetto di alleanza consociativa col PCI. Per evitare che il PSI si logorasse nella forzata alleanza col centro che gli sottraeva visibilità a sinistra (come avvenuto sin dagli anni sessanta), Craxi diede vita a una politica movimentista di piazza, antagonista alla DC, che di fatto trasferiva all'interno del governo quella che avrebbe dovuto essere una contrapposizione dialettica tra maggioranza e opposizione. Risultato di queste iniziative furono i referendum del 1987 a favore della punibilità civile dei magistrati (vanificato in seguito dalla legge Vassalli) e quello sul "nucleare" che riscosse molti consensi sull'onda emotiva del disastro di Černobyl': esso portò all'abolizione della produzione di energia atomica in Italia, e vi si opposero soltanto i liberali, i repubblicani e missini.

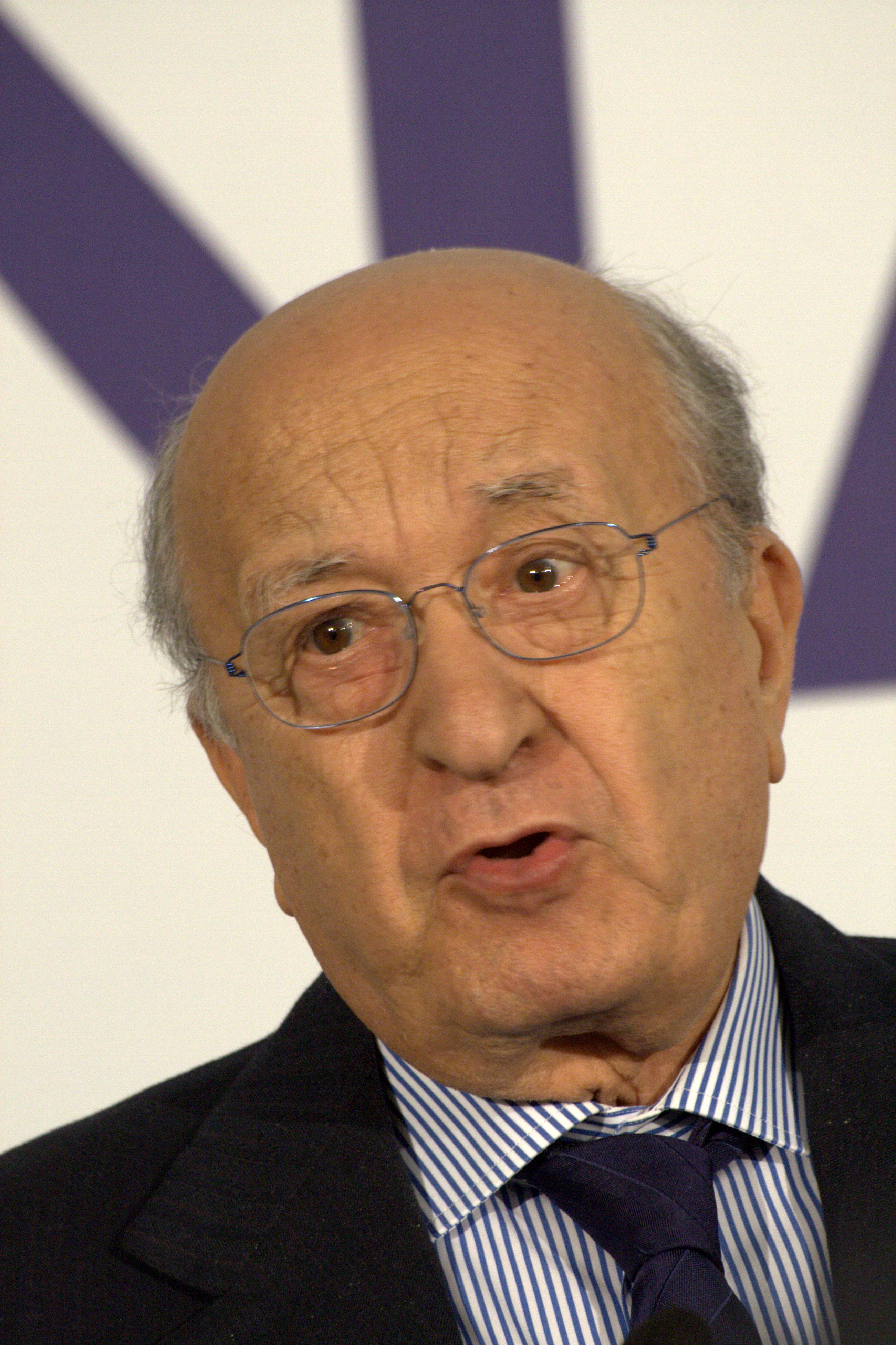
Ciriaco De Mita

Un'altra battaglia ingaggiata da Craxi riguardò quegli ambiti, come l'informazione, che vedevano un'assegnazione dei posti di influenza non solo alle forze di maggioranza (DC e PSI), ma anche di opposizione (PCI). Mentre le tre reti pubbliche televisive erano infatti così spartite fra quelle tre formazioni, i principali quotidiani nazionali erano invece per lo più schierati contro i socialisti, i quali non disponevano di un radicamento ideologico-culturale nel paese pari a quello dei due grandi «partiti-chiesa». Particolarmente ostile nei loro confronti era La Repubblica di Scalfari, appartenente al gruppo editoriale Caracciolo-Espresso dell'imprenditore Carlo De Benedetti, vicino al PCI e alla sinistra democristiana. Fu per questo che nel giugno 1988, all'indomani del primo scontro per la scalata alla Mondadori tra Berlusconi, possibile amico dei socialisti sul terreno delle reti private, e De Benedetti, l'appoggio di Craxi andò al primo, sostenendo un progetto di legge antitrust del repubblicano Oscar Mammì che di fatto avrebbe escluso il secondo dal mercato televisivo. La stessa preoccupazione aveva spinto Craxi nel 1985 a impedire l'operazione con cui l'IRI presieduta da Romano Prodi, appoggiato da De Mita, si impegnava a cedere il gruppo SME alla Buitoni di De Benedetti.
Quando poi nell'aprile del 1988 fu il suo avversario De Mita a succedere a Goria alla guida del governo, in vista di una lunga fase che doveva attuare un progressivo coinvolgimento dei comunisti, Craxi sfruttò il malcontento di diversi settori della DC, contrari al doppio incarico di De Mita di segretario del partito e presidente del Consiglio, formando contro di lui nel maggio 1989 una solida alleanza con Giulio Andreotti e Arnaldo Forlani, esponenti della destra democristiana; l'alleanza fu ribattezzata C.A.F. dalle iniziali dei cognomi dei tre protagonisti (Craxi-Andreotti-Forlani), e prevedeva una loro alternanza al governo con programmatica esclusione della sinistra estrema.

### La fine della guerra fredda

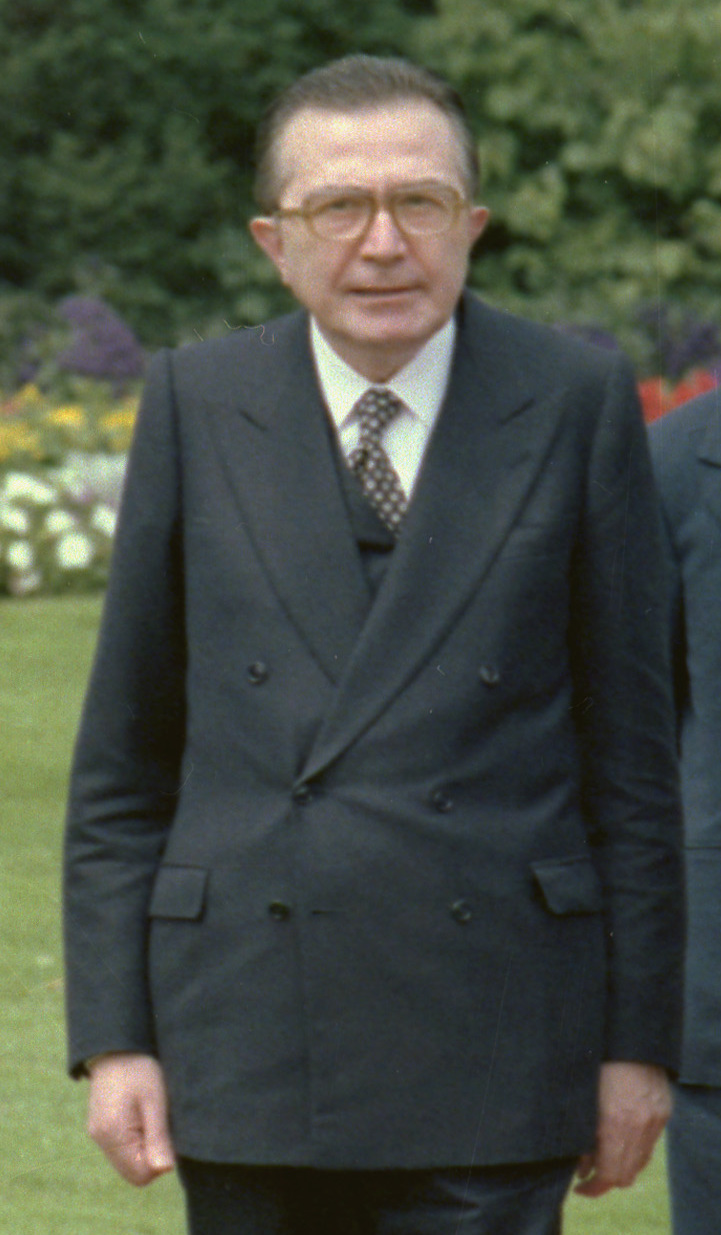
Giulio Andreotti, uno dei principali esponenti della Democrazia Cristiana, sette volte Presidente del Consiglio

Il patto Craxi-Andreotti-Forlani costrinse alle dimissioni De Mita, che fu sostituito nel luglio 1989 da Andreotti, mentre Forlani assumeva la segreteria della DC. Il fatto che un tale progetto politico sembrasse non prevedere alternative suscitò tuttavia una sensazione di immobilismo, dando l'impressione che i partiti si accordassero tra loro indipendentemente dal resto del paese. Ciò nonostante, dal governo Andreotti furono avviate alcune importanti riforme economiche come l'apertura agli investimenti privati nelle università, e soprattutto l'adesione al trattato di Maastricht, che avrebbe aperto il mercato italiano alla libera concorrenza internazionale, rendendo obsoleto il sistema economico basato sulle partecipazioni statali su cui si era retto fino allora.
Con la caduta del muro di Berlino avvenuta il 9 novembre 1989, che assunse il significato ideale di un crollo dell'alternativa al capitalismo, sembrarono aprirsi nuovi spazi di intesa tra il PSI e un PCI finalmente libero dalla pregiudiziale sovietica, ma il rapporto travagliato tra i due partiti che si era andato deteriorando lungo tutto il decennio fece ben presto naufragare una tale prospettiva. Venuto meno il "fattore K", il 12 novembre 1989 Achille Occhetto, da poco più di un anno divenuto segretario del Partito Comunista Italiano, annunciò la "svolta della Bolognina", che comportava l'abbandono della tradizione comunista e l'avvio alla socialdemocrazia, pur mantenendo tuttavia la distanza che lo separava dal PSI.

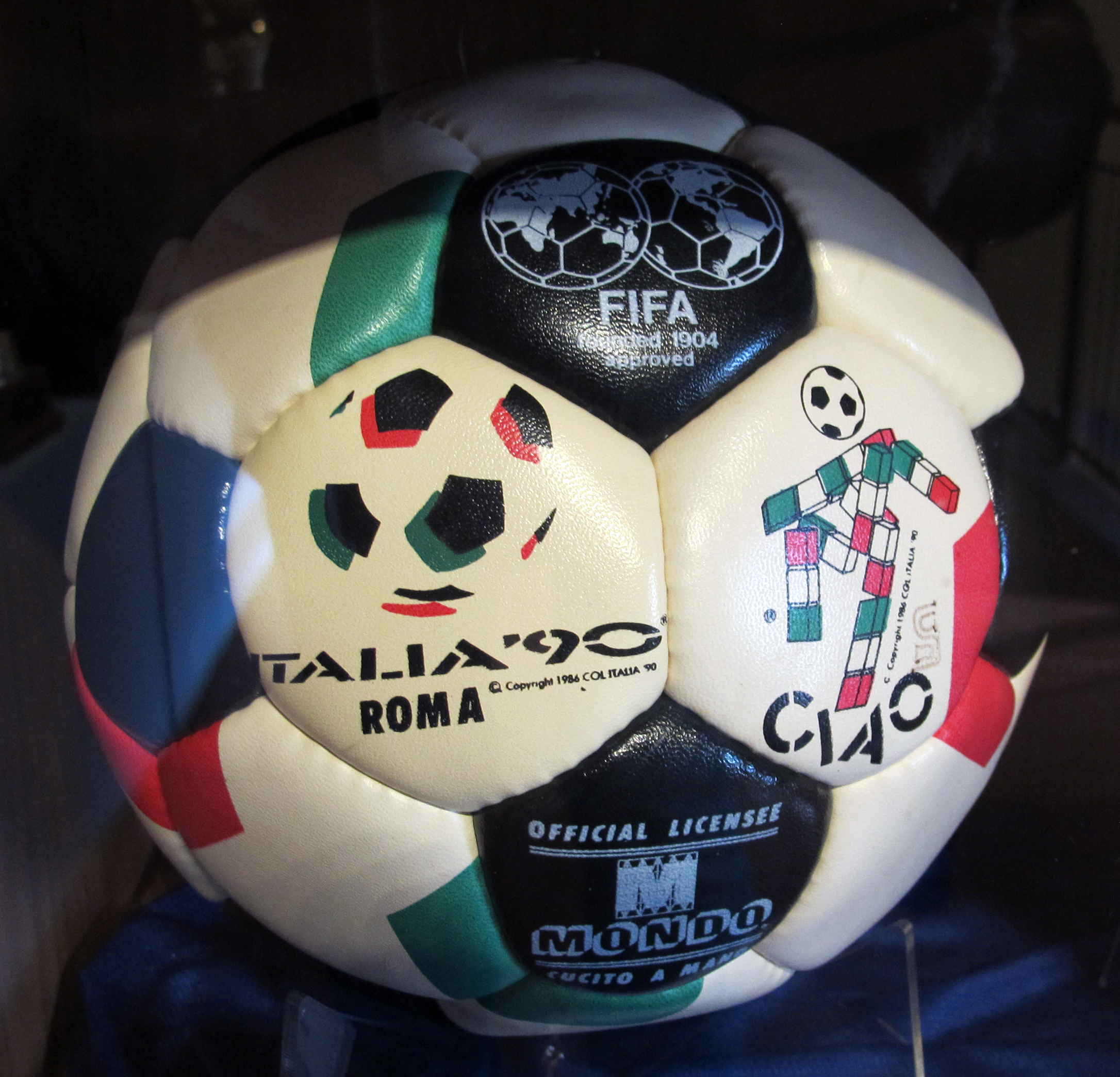
Un pallone da calcio con gli stemmi di Italia '90

Nel 1990 si celebrò il Campionato mondiale di calcio in Italia, un evento molto seguito dalla popolazione, a cui però seguirono discussioni circa gli appalti per la costruzione degli impianti sportivi. Avevano cominciato infatti a svilupparsi nuovi partiti di protesta nei confronti di quella che è stata definita partitocrazia, che contestavano un eccessivo carico fiscale, ravvisavano malsani rapporti tra politica e imprenditoria, ed esigevano la necessità di riforme. In particolare la Lega Nord, della quale fu nominato Segretario generale Umberto Bossi, già eletto la prima volta in Senato nel 1987 (e per questo da allora soprannominato senatùr) si fece portatrice di una tale protesta, arrivando a prospettare l'autonomia del Nord Italia dal resto del paese.

Il tramonto delle ideologie, che già negli anni ottanta aveva portato in tutto l'Occidente a un indebolimento del voto di appartenenza in favore di una maggiore personalizzazione della politica (incarnata in Italia dalla figura di Craxi), contribuì alla crisi dei partiti tradizionali; parallelamente era cresciuto così il ruolo supplente del presidente della Repubblica, sin dal tempo di Pertini.

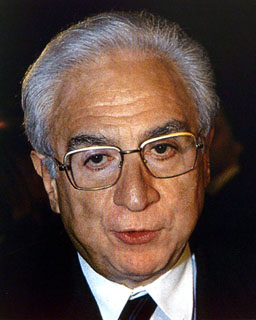
Francesco Cossiga, Presidente della Repubblica dal 1985 al 1992

Con Francesco Cossiga, eletto al Quirinale nel 1985 con una larghissima maggioranza, si assistette a un incremento di interventi nella vita politica: sebbene avesse svolto con discrezione il proprio mandato nei primi anni del proprio settennato, dopo la caduta del muro Cossiga iniziò una fase di conflitto, spesso provocatoria e con una fortissima esposizione mediatica, verso il sistema dei partiti, da lui accusato di immobilismo, e contro la politicizzazione dei magistrati. Definito perciò il grande «picconatore», Cossiga ruppe uno dei più antichi tabù della politica democristiana, che consisteva nel mettere a tacere le turbolenze e le piaghe del sistema. Quando nel 1990 Andreotti rese pubblici i documenti su Gladio a cui lo stesso Cossiga apparteneva, organizzazione clandestina pronta a intervenire in caso di invasione sovietica, egli lo interpretò come un tentativo di spodestarlo, e nel novembre 1991 si autodenunciò alla magistratura come referente politico di Gladio, per rivelare agli italiani il prezzo che in termini di legalità era costato il mantenimento della pace pubblica durante la cinquantennale presenza in Italia del più forte partito comunista d'Occidente. Un mese dopo, l'opposizione parlamentare, in particolare quella ex-comunista, presentò una richiesta di messa in stato di accusa contro di lui, richiesta tuttavia respinta in quanto manifestamente infondata in base agli atti parlamentari del 12 maggio 1993. Sebbene inviso a quasi tutti i partiti, Cossiga trovò una sponda nei progetti presidenzialisti di Craxi, e un asse col MSI guidato dal nuovo segretario Gianfranco Fini, succeduto da pochi anni ad Almirante.

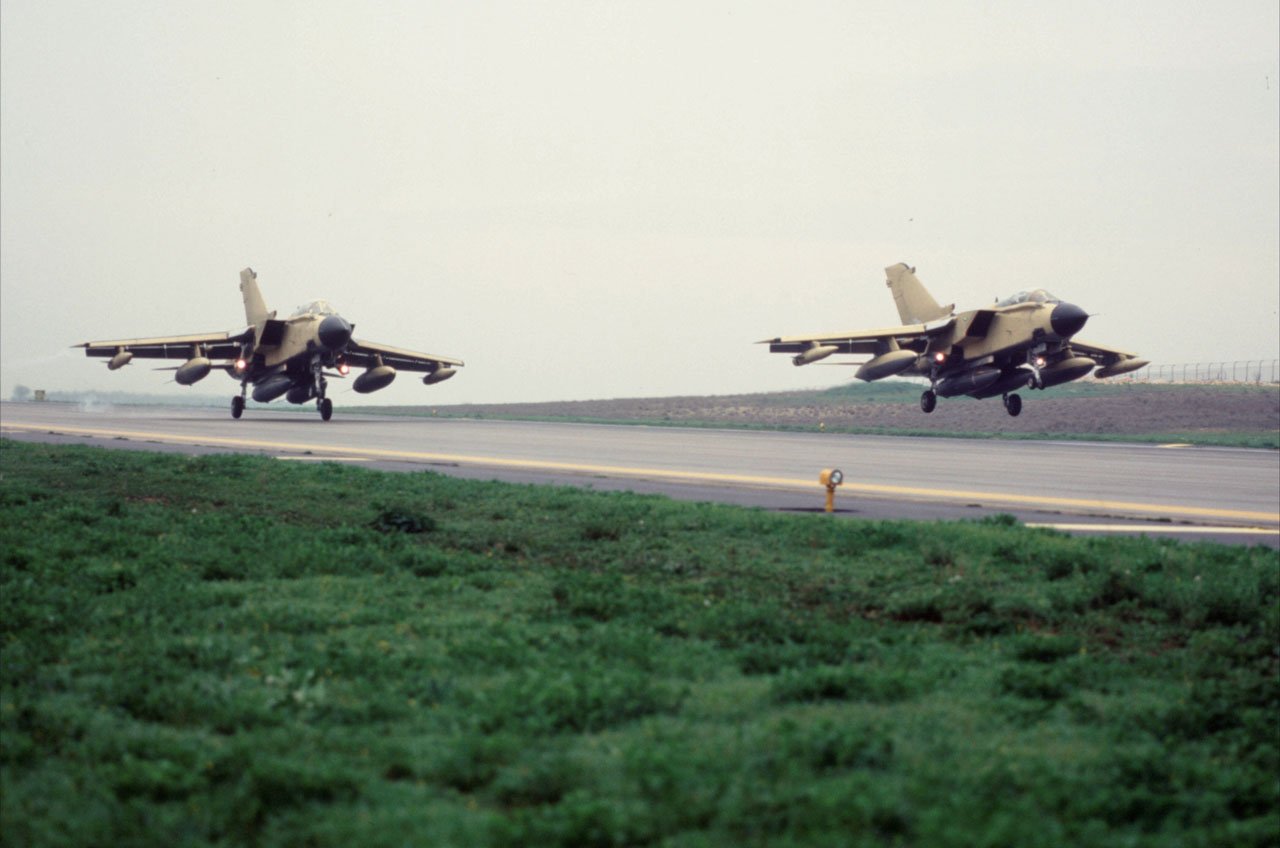
Tornado italiani in partenza da Gioia del Colle, inviati nella cosiddetta «operazione Locusta» della guerra del Golfo, che vide il primo impiego di equipaggi dell'Aeronautica Militare dalla fine della Seconda guerra mondiale

Nel novembre 1990, intanto, Occhetto annunciò il cambio di nome del suo partito, che si sarebbe chiamato Partito Democratico della Sinistra (PDS), evitando la denominazione "socialista" e prefigurando già in questo modo la chiusura di ogni possibilità di intesa col PSI. Nonostante gli umori contrari della base, il 3 febbraio 1991 il PCI deliberò il proprio scioglimento, provocando la scissione di Armando Cossutta e Fausto Bertinotti che daranno vita al Partito della Rifondazione Comunista. Il neonato PDS, che si proponeva come alternativa al pentapartito, conobbe già un momento di tensione in occasione della guerra del Golfo contro il dittatore iracheno Saddam Hussein, esplosa da poche settimane, tra una maggioranza antiamericana, fautrice del ritiro delle forze militari italiane inviate in Iraq dal governo sotto l'egida dell'ONU, e i "miglioristi" come Giorgio Napolitano, riluttanti ad una rottura col blocco eurosocialista; poiché prevalse la contrarietà alla guerra, in antitesi all'orientamento della comunità internazionale, il neonato partito della sinistra si attirò le critiche, da parte di Craxi, di aver attuato una svolta filo-occidentale poco credibile.
Il perdurare del gelo nei rapporti tra PSI e PDS, e la conseguente impossibilità di costruire un blocco di sinistra alternativo alla DC nonostante la caduta della pregiudiziale anticomunista, continuò a mantenere il sistema politico in una fase di stallo, tanto più che il sorpasso a sinistra, progettato da Craxi ai danni del PCI-PDS, appariva ancora lontano da venire, nonostante la lenta e progressiva crescita dei socialisti durante tutti gli anni ottanta. Non riuscendo a trovare la sua «onda lunga», il PSI seguitò a ritenersi alleato "costretto" alla DC, cercando di contenderle quanti più spazi di visibilità e mezzi finanziari possibili per sopravvivere nella moderna società mediatica, esponendosi alle critiche della stampa avversa che continuava a cavalcare la "questione morale". Da più parti si cominciò a pensare che la paralisi del sistema favorisse la corruzione. Per far fronte alla crisi della politica, l'emergente leader Mario Segni propose dei referendum per abolire il voto proporzionale, ritenuto una delle cause di quella paralisi: il primo passo in questa direzione fu la proposta di introduzione della preferenza unica, che ebbe notevole successo ai referendum del giugno 1991. Craxi, che aveva invitato i cittadini ad «andare al mare», ritenendo che quella proposta avrebbe ridotto il diritto di scelta dei cittadini, apparve agli occhi dell'opinione pubblica come uno dei principali sconfitti.

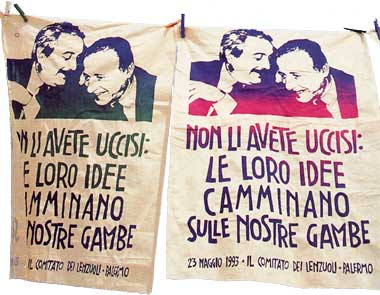
Lenzuoli dedicati a Giovanni Falcone e Paolo Borsellino

Si era fatto intanto sempre più minaccioso l'attacco della mafia nei confronti dello Stato, un attacco cominciato sin dall'omicidio del generale Carlo Alberto dalla Chiesa nel 1982, e acuitosi a partire dal 10 febbraio 1986, data di inizio del maxiprocesso contro "cosa nostra", avviato in seguito alle dichiarazioni dei pentiti Tommaso Buscetta, Totuccio Contorno, e Francesco Marino Mannoia, rilasciate al giudice Giovanni Falcone, e che aveva portato all'arresto di 456 imputati. Tra questi vi erano Luciano Liggio e Michele Greco, esponenti della cosca di Corleone, capeggiata da Salvatore Riina, Leoluca Bagarella e Bernardo Provenzano, che erano saliti al vertice della cupola mafiosa sconfiggendo il clan rivale di Stefano Bontate e Salvatore Inzerillo. All'indomani delle sentenze costoro scatenarono una rappresaglia non solo contro le famiglie dei pentiti, ma anche contro alcuni referenti politici, già sospettati di collusione, presumibilmente per aver fatto mancare la consueta protezione nei loro confronti: nel 1988 uccisero l'ex sindaco di Palermo Giuseppe Insalaco, e nel 1992 il presidente della DC siciliana Salvo Lima.
Furono uccisi anche i magistrati Antonino Saetta nel 1988, Rosario Livatino nel 1990, e Antonino Scopelliti nel 1991. Nel 1992, pochi mesi dopo che la Corte di Cassazione ebbe confermato le condanne del maxiprocesso, due grandi stragi colpirono l'Italia: la strage di Capaci avvenuta sull'autostrada A29, nei pressi dello svincolo di Capaci a pochi chilometri da Palermo, in cui persero la vita il magistrato antimafia Giovanni Falcone, sua moglie Francesca Morvillo e tre agenti della scorta (Vito Schifani, Rocco Dicillo, Antonio Montinaro); e la strage di via D'Amelio in cui morì il giudice antimafia Paolo Borsellino e la sua scorta, avvenuta per l'esplosione di una Fiat 126 contenente circa 100 chilogrammi di tritolo.

### L'inchiesta "Mani pulite" e la fine della prima repubblica

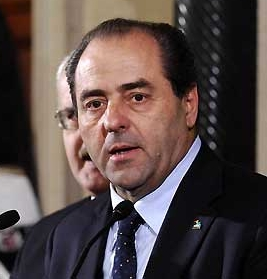
Antonio Di Pietro, il magistrato più famoso dell'inchiesta Mani pulite

Nel 1992 le indagini della magistratura milanese, dette Mani pulite, sul fenomeno dilagante delle tangenti (da cui il nome dello scandalo chiamato appunto Tangentopoli), portarono alla scoperta di numerosi intrecci irregolari tra politica e affari, originati da un consociativismo patologico. Furono colpiti quasi solamente esponenti del pentapartito, ossia delle forze politiche di maggioranza che fino allora erano state al governo. Fu per questo che Craxi, uno dei principali imputati, in un discorso al Parlamento chiamò in correità anche i partiti dell'opposizione, dichiarando «spergiuro» chi avesse negato di non aver fatto ricorso al finanziamento illecito dei partiti.
Il fenomeno speculativo dell'estate 1992 coinvolse la lira italiana e la sterlina britannica. Il governo italiano, retto da Amato, il 13 settembre decise di svalutare il cambio di riferimento della valuta nazionale complessivamente del 7%, in particolare la lira in sé fu svalutata del 3,5%, mentre le altre valute furono rivalutate del 3,5%.
Nonostante ciò, la crisi finanziaria sembra precipitare verso la bancarotta. Il 16 settembre il governo britannico decise di far uscire la moneta nazionale dallo SME.
Il 17 settembre 1992 il governo Amato decise una drastica svalutazione della lira (pari al 25% del suo valore), la conseguente fuoriuscita dallo SME - il sistema monetario europeo in cui la lira era entrata nel 1979 - e una parallela manovra finanziaria del valore di quasi centomila miliardi. I provvedimenti attuati, quali l'aumento dell'età pensionabile e dell'anzianità contributiva, il blocco dei pensionamenti, la "minimum tax" sui redditi autonomi, la patrimoniale sulle imprese, il prelievo sui conti correnti bancari, i ticket sanitari, l'istituzione dell'ICI, provocarono episodi di protesta sociale che si rivolsero anche contro i sindacati confederali.
Sul piano economico, intanto, l'Italia subì una pesante crisi finanziaria: nel 1992 la lira venne svalutata e uscì dal Sistema monetario europeo avendo superato i margini di fluttuazione consentiti. Cresceva anche il debito pubblico, salito costantemente sin dagli anni settanta per il vertiginoso aumento della spesa pubblica (quasi raddoppiata dal 1960) causato da un oneroso sistema di Stato sociale e dall'attuazione di politiche keynesiane di sostegno alla produzione. Se negli anni settanta il peso del debito era stato mitigato dalla forte inflazione, negli anni ottanta era andato fuori controllo a causa del continuo disavanzo primario (e non a causa della separazione, solo pubblicistica, tra Ministero del Tesoro e Banca d'Italia nel 1981 - di fatto la relazione tra i due enti prosegue fino al 1994), fino a raggiungere il 121,8% nel 1994, alimentato dal circolo vizioso della spesa per interessi passivi sui titoli di stato.
Nelle elezioni politiche del 5 aprile 1992 la DC ottenne il minimo storico con quasi il 30% dei suffragi pur conservando la maggioranza relativa, PDS e PRC assommati ricevettero molti meno voti del vecchio PCI, mentre gli altri partiti di governo rimasero pressoché stabili nelle preferenze; la Lega Nord ottenne un risultato sorprendente vincendo in numerosi collegi settentrionali e ottenendo quasi il 9% a livello nazionale. Anche La Rete e i Verdi riuscirono a fare eleggere alcuni loro candidati: conseguenza del voto fu un parlamento molto frammentato e senza una maggioranza robusta. Quando, a maggio, le Camere appena riunite furono chiamate a votare il nuovo Presidente della Repubblica, le votazioni si tennero in un clima di caos totale (in quegli stessi giorni avvenne la strage di Capaci, in cui rimasero uccisi il giudice Giovanni Falcone, la moglie Francesca Morvillo e tre agenti di scorta) e fu affossata dapprima la candidatura di Arnaldo Forlani, poi quella di Giulio Andreotti. Alla fine, fu eletto il democristiano Oscar Luigi Scalfaro, che si rifiutò di concedere incarichi ai politici vicini agli inquisiti: Craxi, che aspirava a tornare alla presidenza del Consiglio, dovette rinunciare in favore di Giuliano Amato, che varò una finanziaria molto onerosa, detta di «lacrime e sangue», mentre le forze del pentapartito crollavano sotto i colpi dell'inchiesta "Mani Pulite", che portò alle dimissioni degli allora ministri Claudio Martelli (PSI), Francesco De Lorenzo (PLI), Giovanni Goria (DC) e Franco Reviglio (PSI), raggiunti dagli avvisi di garanzia. In seguito alla strage di via d'Amelio (19 luglio), in cui rimasero uccisi il giudice Paolo Borsellino e cinque agenti di scorta, il governo Amato diede il via all'Operazione Vespri siciliani, con cui vennero inviati in Sicilia 7000 militari per presidiare gli obiettivi sensibili, e dispose inoltre il trasferimento in blocco di circa cento detenuti mafiosi nelle carceri dell'Asinara e di Pianosa.
La DC ricevette accuse di collusione con la mafia, con l'incriminazione dello stesso Andreotti nel marzo 1993, mentre il 15 gennaio venne catturato dal CrimOr il capo di cosa nostra Totò Riina, latitante dal 1969. Per far fronte al dilagare di tangentopoli nel marzo 1993 il governo Amato presentò il decreto Conso che mirava ad una "soluzione politica" del fenomeno depenalizzando il finanziamento illecito ai partiti, ma per la prima volta nella storia repubblicana il presidente della Repubblica Scalfaro, sull'onda dalla contrarietà dell'opinione pubblica, rifiutò di firmarlo. Il 18 aprile 1993 i nuovi referendum voluti da Mario Segni, forte del successo del 1991, sancirono la fine del proporzionale e l'introduzione del Mattarellum, cioè di un sistema di voto in gran parte maggioritario, che spingendo i partiti ad accorparsi in coalizioni avrebbe segnato la fine di un'epoca. Dinanzi ai nuovi scenari Amato rassegnò le dimissioni e subentrò un governo guidato per la prima volta non da un parlamentare ma da un tecnico indipendente, Carlo Azeglio Ciampi, che avrebbe traghettato il sistema verso la seconda repubblica.
Intanto le bombe di mafia esplosero per la prima volta fuori dalla Sicilia, tramite autobombe nel maggio 1993 furono compiuti l'attentato di via Fauro a Roma e la strage di via dei Georgofili a Firenze, mentre il 27 luglio 1993 avvenne la strage di via Palestro a Milano e quaranta minuti dopo gli attentati alle chiese di Roma infine il 31 ottobre a causa di un malfunzionamento fallì l'attentato allo Stadio Olimpico di Roma. Questa strategia si collocava nell'ambito della feroce risposta di Cosa Nostra all'applicazione di nuovi strumenti legislativi per la lotta alla mafia (articolo 41 bis, legge sui collaboratori di giustizia). Nello stesso periodo scoppiò anche lo "scandalo SISDE", relativo alla gestione di fondi riservati, che arrivò a coinvolgere il Presidente della Repubblica Oscar Luigi Scalfaro.

## Il bipolarismo e la crisi economica (1994-2011)

### Le elezioni del 1994
Il declino della DC e del PSI avevano lasciato un vuoto di potere nello schieramento moderato, che nelle elezioni amministrative del 1993 fu momentaneamente riempito a Nord dalla Lega, che vinse a Milano, e al Centro-Sud dal Movimento Sociale Italiano (MSI), che a Roma e Napoli andò al ballottaggio ottenendo percentuali inaspettate di poco inferiori al 50%. Nell'occasione, durante un'intervista concessa nel novembre del medesimo anno sulla contesa per la candidatura a sindaco di Roma, che si disputava tra Francesco Rutelli della sinistra e Gianfranco Fini del Movimento Sociale, Silvio Berlusconi affermò che avrebbe scelto quest'ultimo.
La successiva campagna elettorale per le elezioni del 27 marzo 1994, seguite allo scandalo suscitato dall'inchiesta Mani Pulite, segnarono il definitivo cambiamento dello scenario politico italiano. Il preludio per lo svolgimento di queste elezioni furono le dimissioni di Carlo Azeglio Ciampi. Questi, che prima degli incarichi governativi era stato Governatore della Banca d'Italia, aveva proceduto ad attuare ulteriori tagli della spesa pubblica e nuovi inasprimenti fiscali per fronteggiare la svalutazione della lira, con una politica di duri sacrifici.

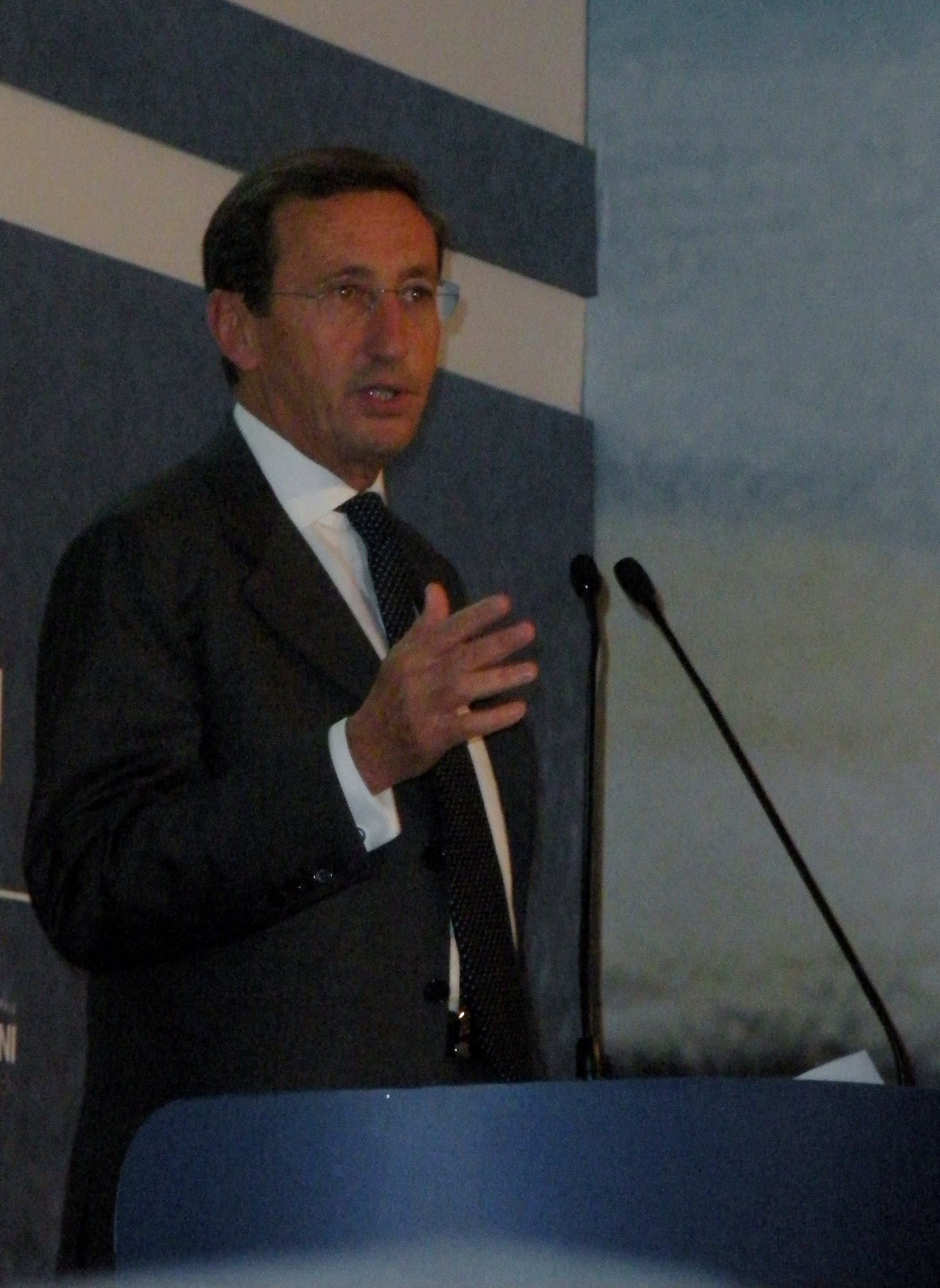
Gianfranco Fini, cofondatore con Silvio Berlusconi del Polo delle Libertà

Il PCI era già divenuto PDS nel 1991, e confortato dalle previsioni di un successo elettorale diede vita a uno schieramento di sinistra paragonato da Occhetto a una «gioiosa macchina da guerra». La DC si trasformò in Partito Popolare Italiano (PPI), riprendendo il nome adottato dal partito cattolico del 1919; un settore di esso però, in particolare una componente dell'ala destra già facente capo a Forlani, decise di scindersi fondando il Centro Cristiano Democratico, guidato da Pier Ferdinando Casini, mentre gran parte della sinistra democristiana rimase nel PPI, alleandosi col nuovo movimento di Mario Segni, il Patto per l'Italia. Il MSI-DN, invece, per mettere a frutto i successi di Roma e Napoli in vista di una propria definitiva fuoriuscita dall'emarginazione, operava una svolta in senso moderato dando origine ad Alleanza Nazionale (AN).
Nasceva infine Forza Italia, un movimento promosso da Silvio Berlusconi (allora proprietario delle maggiori reti televisive private italiane e del gruppo Fininvest-Mediaset) allo scopo di opporsi alla possibile affermazione delle sinistre che avevano vinto i turni delle elezioni amministrative, su un programma di rilancio dell'iniziativa privata, di aumento dell'occupazione (1 milione di posti di lavoro), di riduzione dei carichi fiscali per le imprese.

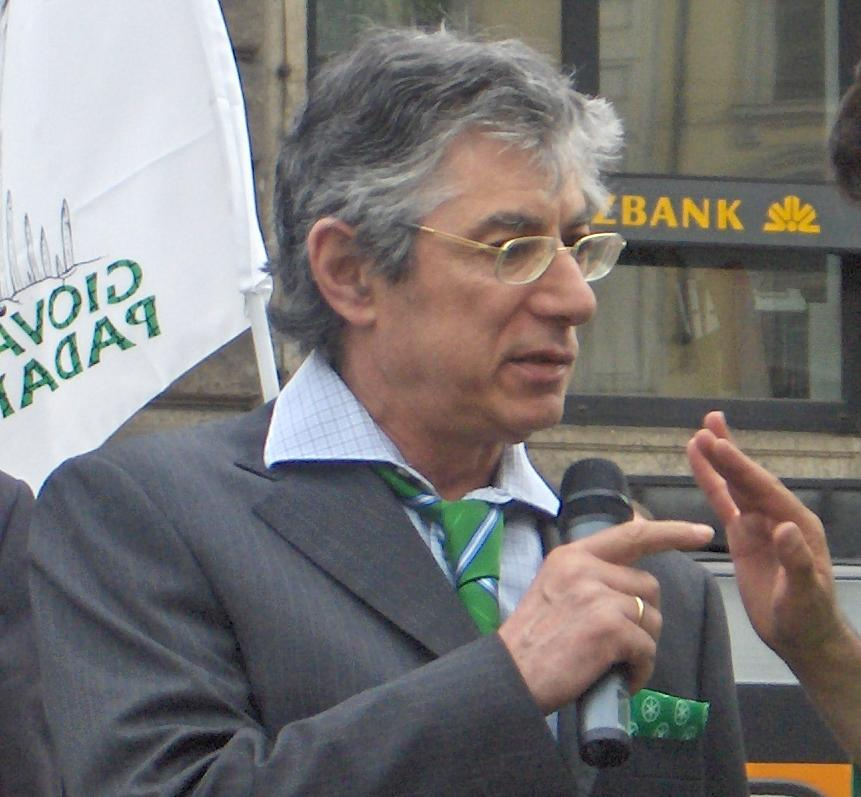
Umberto Bossi, leader e fondatore della Lega Nord, nel dicembre 1994 tolse il sostegno al governo Berlusconi I, determinandone la caduta

Sparivano intanto formazioni di lunga tradizione quali il PSDI e il PLI; quest'ultimo, che decretò il proprio scioglimento il 6 febbraio 1994, decise di aderire ai diversi movimenti liberali sparsi per il territorio riuniti nella Federazione dei Liberali Italiani. Altri invece confluirono nel nuovo partito Forza Italia. Il 13 novembre 1994 sarà la volta della diaspora del Partito Socialista Italiano: gran parte dei reduci sarà recuperata da Enrico Boselli che fonderà i Socialisti Italiani; altri fonderanno invece il Partito Socialista Riformista, la Federazione Laburista e l'Alleanza Democratica; altri ancora confluiranno in Forza Italia.
Il nuovo sistema elettorale, di tipo maggioritario, favorì la formazione di alleanze tra i partiti. Le elezioni del 27 marzo 1994 decretarono al Nord la vittoria di Forza Italia e Lega Nord, unite nel Polo delle Libertà, e al Centro-sud di Forza Italia e Alleanza Nazionale, unite nel Polo del Buon Governo; uscirono sconfitti gli altri due poli, cioè i Progressisti (Pds, Rifondazione, Verdi, Alleanza Democratica, Rete, Psi) guidati dal segretario pidiessino Achille Occhetto, e il Patto per l'Italia (Ppi e Patto Segni) guidato da Mario Segni e Mino Martinazzoli.

### Berlusconi e il primo governo di destra

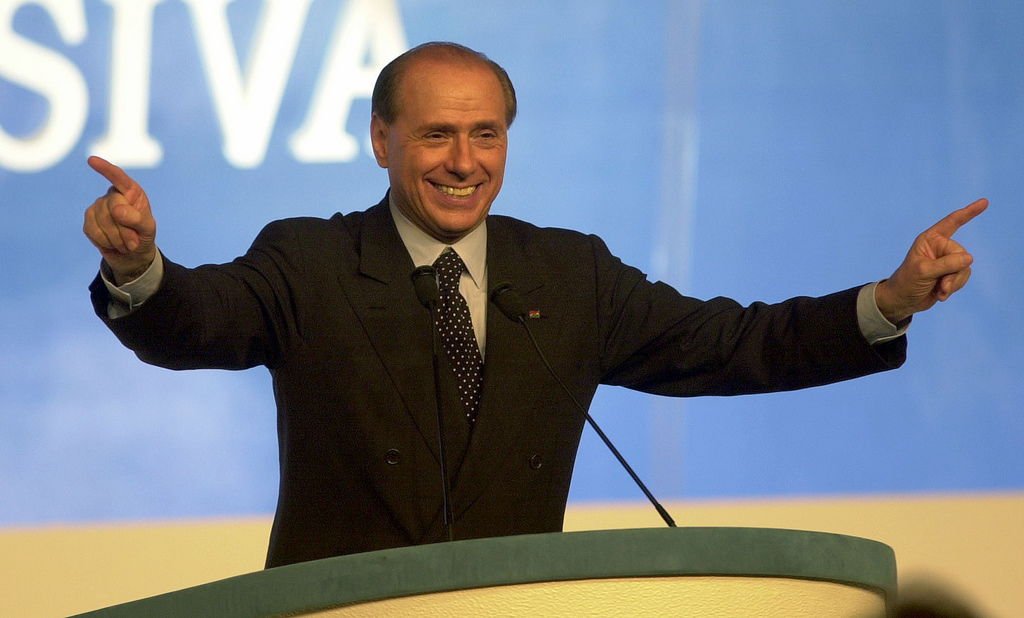
Silvio Berlusconi, Presidente del consiglio dal 1994 al 1995, durante una convention elettorale

Il vero vincitore risultò Silvio Berlusconi, il quale formò il suo primo governo, che vedeva per la prima volta l'ingresso nella stanza dei bottoni dei missini di Fini. Il suo governo, tuttavia, incontrò subito numerose difficoltà che sfociarono in scontri giudiziari con la Procura di Milano, in scontri politici con la Lega di Bossi e in scontri sociali con i sindacati (sulla questione della riforma delle pensioni) tali da portare ad una rapida caduta del suo governo nel dicembre del '94, in particolare a seguito di un avviso di garanzia emesso a Napoli contro Berlusconi per un presunto reato dal quale sarà assolto con formula piena per non aver commesso il fatto.
Si insediò allora il governo tecnico di Lamberto Dini (ex ministro del Tesoro del governo Berlusconi), appoggiato dall'esterno da centrosinistra e Lega Nord, che durò per tutto il 1995, dopo il quale la legislatura giunse prematuramente alla fine.

### La prima volta della sinistra post-comunista

Romano Prodi, Lamberto Dini e Massimo D'Alema nel 1996

Le nuove elezioni anticipate del 1996 videro contrapporsi il Polo delle Libertà di centro-destra (ma senza Lega Nord), guidato da Berlusconi, e la coalizione di centro-sinistra, l'Ulivo (Pds, Ppi e forze minori), guidate da Romano Prodi, economista di area cattolica.
L'Ulivo vinse di misura e alla Camera ebbe bisogno dei voti di Rifondazione comunista per formare la maggioranza ed il nuovo governo. Tra gli intenti della nuova legislatura ci fu il tentativo di riformare la Costituzione, esigenza che si avvertiva in maniera sempre più pressante sin dagli anni ottanta, e che si rendeva ormai necessaria per adeguare le istituzioni al nuovo modello politico della Seconda Repubblica, orientato rispetto alla Prima in senso decisamente bipolare. A tal proposito si diede vita ad una Commissione bicamerale presieduta da D'Alema, che tra varie difficoltà riuscì dapprima a trovare una fragile intesa per approvare un modello presidenzialista che prevedesse l'elezione diretta del Capo dello Stato, ma fu poi costretta a rinunciarvi per l'emergere di disaccordi tra le opposte parti politiche.
Diversi obiettivi, intanto, come la privatizzazione di importanti aziende statali, il risanamento dei conti pubblici e l'ingresso nell'euro, furono raggiunti dal governo attraverso un inasprimento della pressione fiscale. Alla fine del 1998 il governo Prodi cadde tuttavia a causa della scelta di Rifondazione comunista di ritirare la fiducia sulla legge finanziaria. Seguirono altri due governi di centro-sinistra, retti con l'apporto di alcuni parlamentari dal centro e di una parte di comunisti rimasti fedeli a Prodi, autori di una scissione da Rifondazione. Il primo dei due governi fu presieduto da Massimo D'Alema, segretario dei Democratici di Sinistra (la nuova denominazione del Pds), e il secondo da Giuliano Amato, ex socialista.
Il 13 maggio 1999 vide l'elezione di Carlo Azeglio Ciampi alla presidenza della Repubblica sin dalla prima votazione, con un'ampia maggioranza parlamentare.
Pochi giorni dopo venne alla luce una recrudescenza del terrorismo quando un commando delle Nuove Brigate Rosse uccise Massimo D'Antona, giuslavorista e collaboratore del ministro del lavoro Antonio Bassolino. Tre anni dopo la stessa tragica sorte toccherà ad un altro giuslavorista, Marco Biagi, collaboratore del nuovo ministro del lavoro Roberto Maroni.

### I primi anni duemila
Già dal 1º gennaio 1999 l'euro esisteva come unità di conto (1 € = 1936,27 lire), usata nei mercati finanziari. L'introduzione delle banconote e delle monete avviene a partire dal 1º gennaio 2002, in parallelo alla lira, che resta in circolazione fino al 28 febbraio. Le lire (monete e banconote) in corso legale all'introduzione dell'euro possono essere ancora cambiate presso le filiali della Banca d'Italia. La data di prescrizione delle lire, fissata al 29 febbraio 2012, verrà poi anticipata in modo incostituzionale dal governo Monti al 7 dicembre 2011.

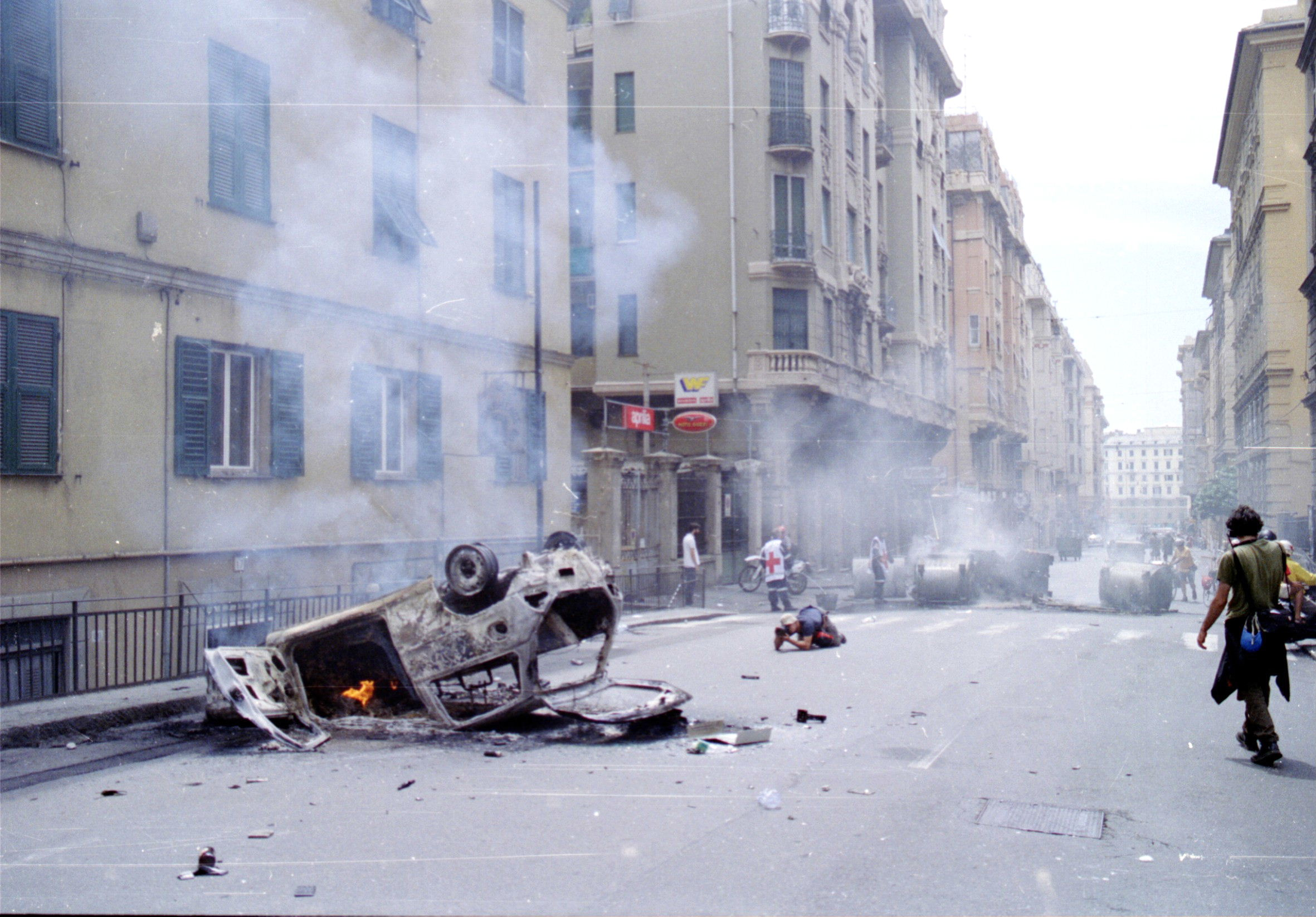
Un'auto bruciata in Via Montevideo, a Genova, in occasione del G8

Nel 2001 si registra il primo caso di «mucca pazza» in Italia.
Dopo la sconfitta dell'Ulivo nelle Regionali del 2000, intanto, alcuni partiti di centro come i Popolari, Rinnovamento Italiano, I Democratici e l'UDEUR crearono la federazione de La Margherita, presieduta da Francesco Rutelli, la quale, insieme ai Democratici di Sinistra, si presentò alle elezioni nell'aprile 2001 contro la Casa delle Libertà, la coalizione di centro-destra guidata dal ticket Silvio Berlusconi-Gianfranco Fini, di cui era tornata a far parte la Lega Nord di Umberto Bossi, con l'aggiunta del Nuovo PSI di Gianni De Michelis.

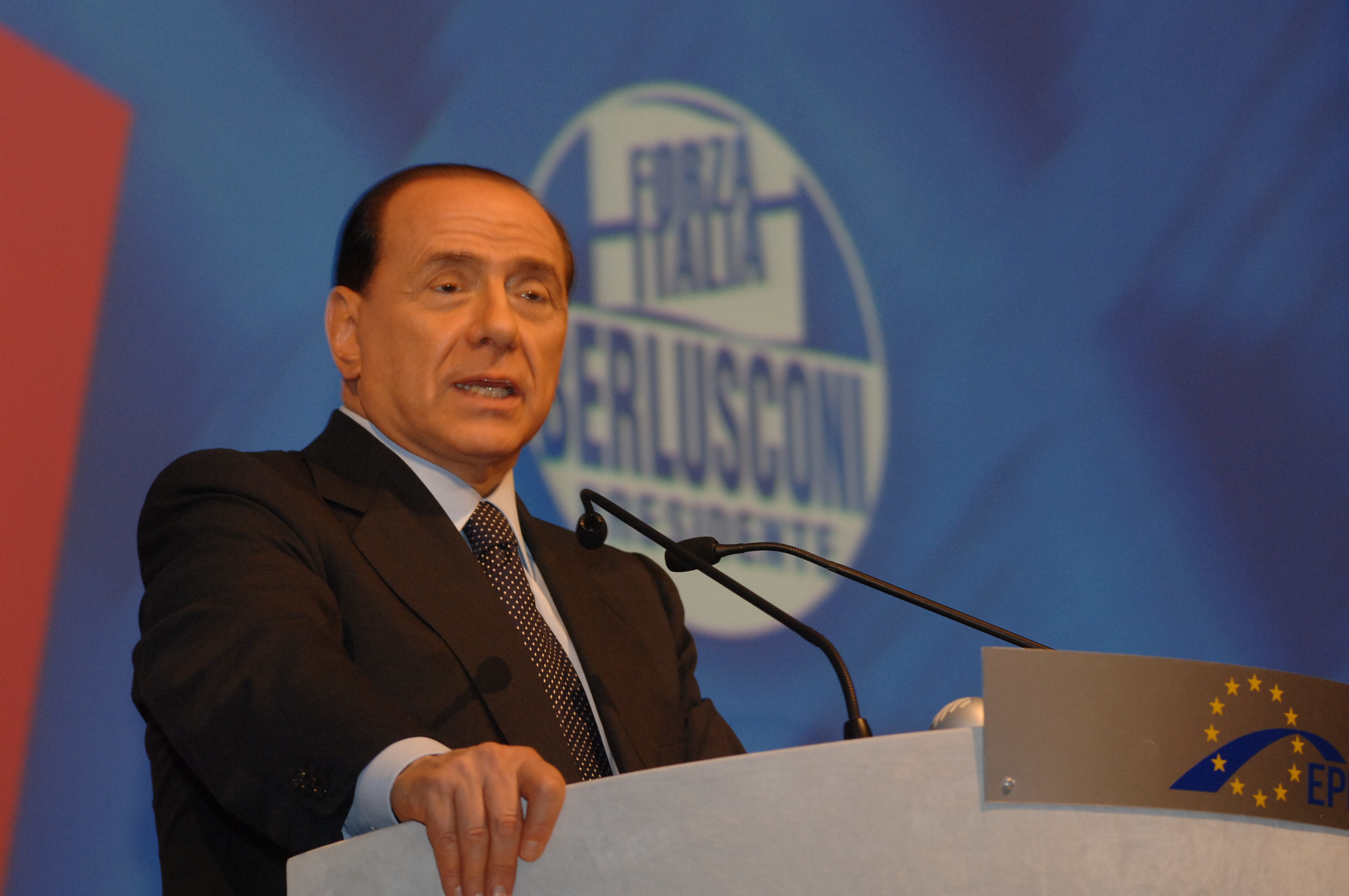
Silvio Berlusconi, di nuovo Presidente del consiglio dal 2001 al 2006

Alle elezioni politiche del 12 maggio 2001 quest'ultima batté lo schieramento ulivista, e Forza Italia registrò un notevole successo, raccogliendo circa il 30 per cento dei consensi globali. Berlusconi tornò così al governo: tra le prime emergenze con cui si misurò vi fu la riunione del G8 a Genova in cui, nonostante fossero state prese eccezionali misure di sicurezza per prevenire incidenti, si verificarono violenti scontri tra i manifestanti e le forze dell'ordine. Esplose poi il problema della prevenzione del terrorismo islamico a seguito degli attentati dell'11 settembre 2001 a New York.
Dal 1º gennaio 2002 la circolazione della lira italiana cominciò inoltre ad essere affiancata da quella dell'euro, la moneta adottata dall'Unione europea: l'euro sostituì definitivamente la lira il 28 febbraio 2002.

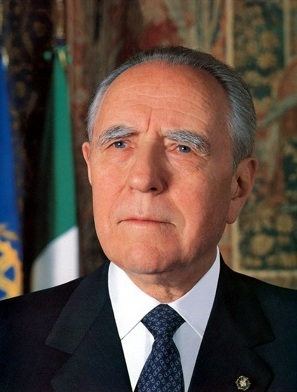
Carlo Azeglio Ciampi, Presidente della Repubblica dal 1999 al 2006. Tra i suoi atti vi fu la reintroduzione della parata delle forze armate nel cerimoniale della Festa della Repubblica Italiana del 2 giugno..

Le principali riforme del governo Berlusconi II furono: l'anticipazione della sospensione delle chiamate al servizio militare di leva in Italia, le pensioni portate alla soglia minima di 1 milione di lire mensili, la riforma del mercato del lavoro con l'emanazione della legge 30/2003, quella riguardante codice della strada - sempre nel 2003 - con l'istituzione della patente a punti, una legge antifumo, e il ritorno dei discendenti maschi di casa Savoia.

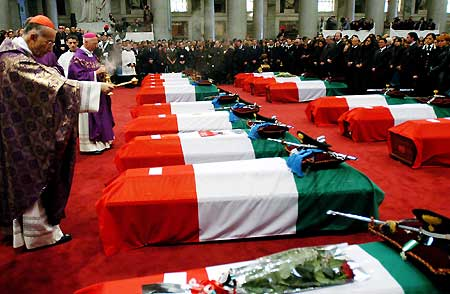
Un momento dei funerali di Stato per i caduti nell'attentato di Nassiriya (18 novembre 2003)

Dal luglio 2003 l'Italia partecipò all'Operazione Antica Babilonia volta al mantenimento della pace in Iraq a seguito della seconda guerra del Golfo. Il 12 novembre dello stesso anno avvenne il primo grave attentato di Nassiriya ai danni delle truppe italiane, con la morte di diverse persone tra Carabinieri, militari e civili.
Nel dicembre 2003 Gianfranco Fini in Israele in qualità di Ministro degli Esteri critica le leggi razziali promosse dal regime fascista, provocando la scissione di Azione Sociale, guidata da Alessandra Mussolini.
Nelle elezioni regionali del 2005, che coinvolgono 14 regioni italiane, sono presenti due principali coalizioni: la già nota Casa delle Libertà, costituita da Forza Italia, Alleanza Nazionale, Unione dei Democratici Cristiani e di Centro e Lega Nord e la nascente in chiave anti-berlusconiana Unione, costituita da: Ulivo (che da coalizione si stava trasformando in federazione di Margherita, Democratici di Sinistra e Repubblicani Europei), Socialisti Democratici Italiani, Verdi, Udeur, Rifondazione Comunista, Comunisti Italiani e Italia dei Valori. Oltre a questi c'è Alternativa Sociale, una federazione di partiti di estrema destra nata un anno prima, costituita da: Azione Sociale, Fronte Sociale Nazionale e Forza Nuova. L'Unione ottiene già un successo conquistando 12 delle 14 regioni in questione. Queste elezioni risultano fatali per il governo e Berlusconi, il 27 aprile 2005, forma un nuovo governo di fine legislatura, il governo Berlusconi III. Il governo Berlusconi II risulta il più longevo della storia repubblicana, rimanendo in carica per quasi quattro anni, dal giugno 2001 all'aprile 2005.

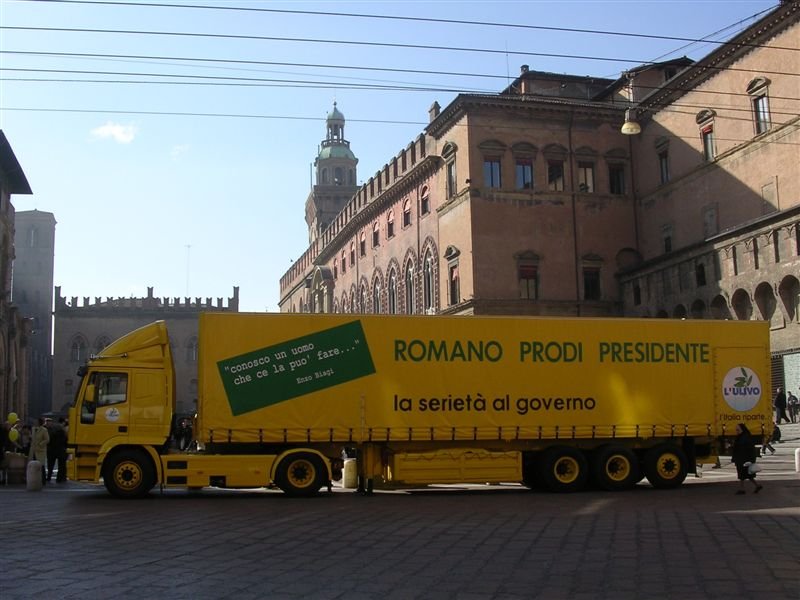
Campagna elettorale 2006, piazza Maggiore, Bologna, febbraio 2006

Il 10 aprile 2006 si svolgono nuove elezioni politiche tra la Casa delle Libertà e L'Unione. Queste elezioni si svolgono per la prima volta secondo la legge Calderoli del 2005 che ha modificato il precedente meccanismo misto maggioritario, in favore di un sistema proporzionale corretto, con premio di maggioranza per la coalizione e senza possibilità di indicare preferenze (la selezione dei parlamentari viene effettuata dai partiti). Alla Camera, l'Unione ottiene il 49,81% dei consensi, mentre la Casa delle Libertà il 49,74%; mentre, al Senato, la coalizione guidata da Prodi prevale per due seggi (determinanti i voti ottenuti nella circoscrizione Estero, per la prima volta al voto). Ciò decreta un'esigua vittoria dell'Unione. La limitata maggioranza e l'eterogeneità della coalizione, sostenuta dall'intera sinistra parlamentare, solleva ben presto dubbi sulla solidità del governo.
Il 10 maggio 2006, al quarto scrutinio, Giorgio Napolitano viene eletto Presidente della Repubblica italiana.

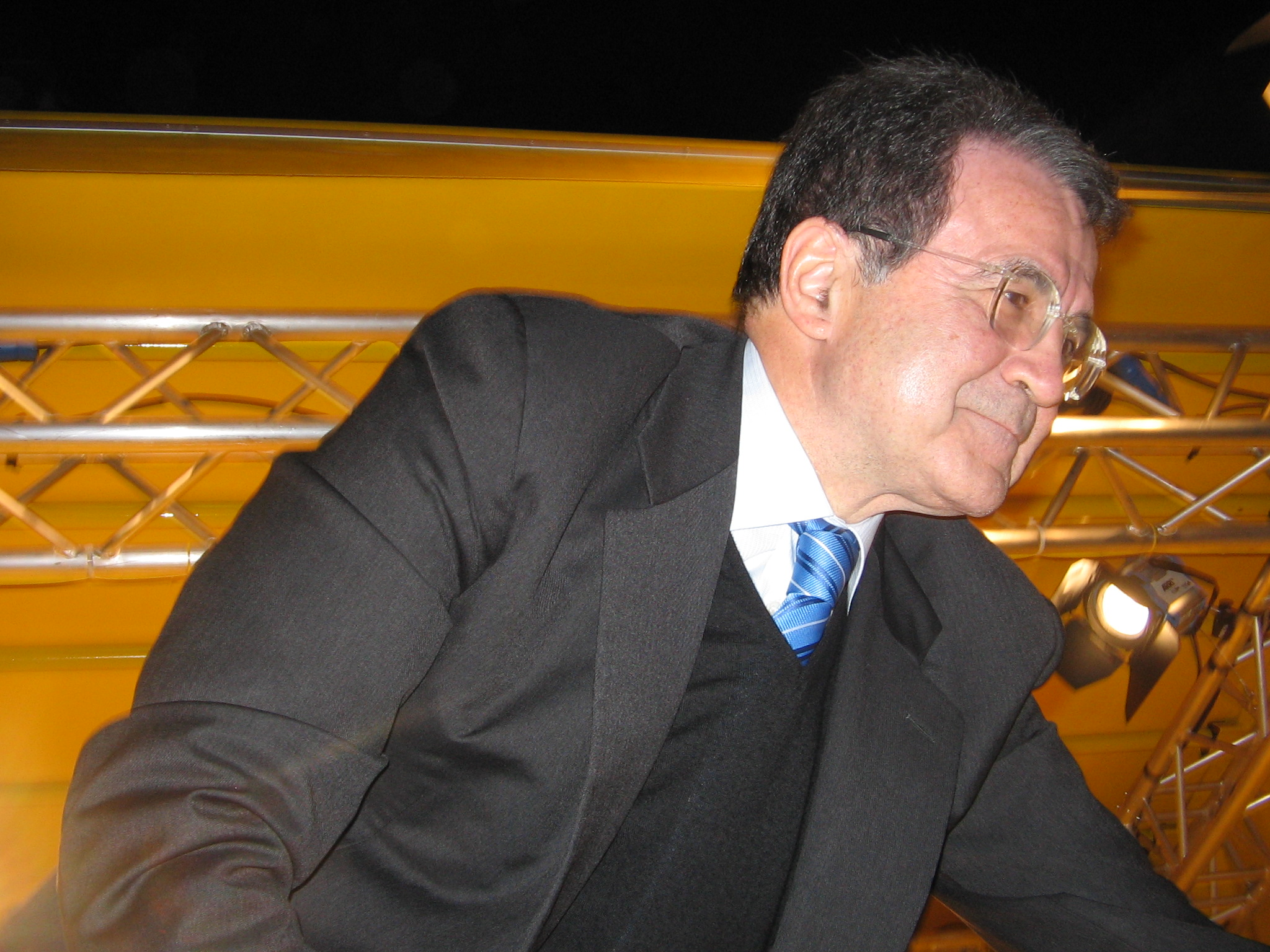
Romano Prodi al comizio di Bari, durante la campagna elettorale per le Politiche del 2006

Alla fine di giugno 2006 si concludono le indagini che portarono allo scandalo di Calciopoli, scandalo che ha investito il calcio italiano coinvolgendo diverse società professionistiche fra le più importanti e numerosi dirigenti sia delle stesse società sia dei principali organi calcistici italiani (Federazione Italiana Giuoco Calcio, Lega Nazionale Professionisti, Associazione Italiana Arbitri), oltre ad alcuni arbitri ed assistenti. A stemperare il clima tetro del calcio italiano, giunge il 9 luglio 2006 la vittoria in Germania del quarto titolo mondiale da parte della nazionale italiana. Tra il febbraio ed il marzo 2006, si svolgono a Torino ed in altre 8 località piemontesi i XX Giochi olimpici invernali e i IX Giochi paralimpici invernali.
Il 29 luglio 2006 il Parlamento ha approvato con un'ampia maggioranza trasversale una legge sull'indulto. Il 2 dicembre 2006 viene portato a compimento il ritiro dei militari italiani dall'Iraq.
Con l'aiuto di parte dell'opposizione verranno inoltre approvati diversi provvedimenti in materia di politica estera: il rifinanziamento delle missioni militari all'estero, il decreto sulla partecipazione italiana alla missione UNIFIL in Libano, il permesso di estensione della Caserma Ederle, base militare statunitense situata in territorio vicentino. Questi provvedimenti, ma non solo, aprono contrasti interni alla maggioranza parlamentare che nel frattempo regge in senato grazie al sostegno, spesso decisivo, dei senatori a vita.
Negli ultimi mesi del 2007 sono numerose le esternazioni, da parte di componenti della maggioranza di governo, di insoddisfazione per i provvedimenti fino ad allora prodotti (Fausto Bertinotti) e riguardo alla difficoltà di realizzare a causa del sostanziale equilibrio parlamentare (Lamberto Dini, Francesco Rutelli, Clemente Mastella). Lo stesso presidente Napolitano giudica come "abnorme" il ricorso ad eccessivi voti di fiducia.

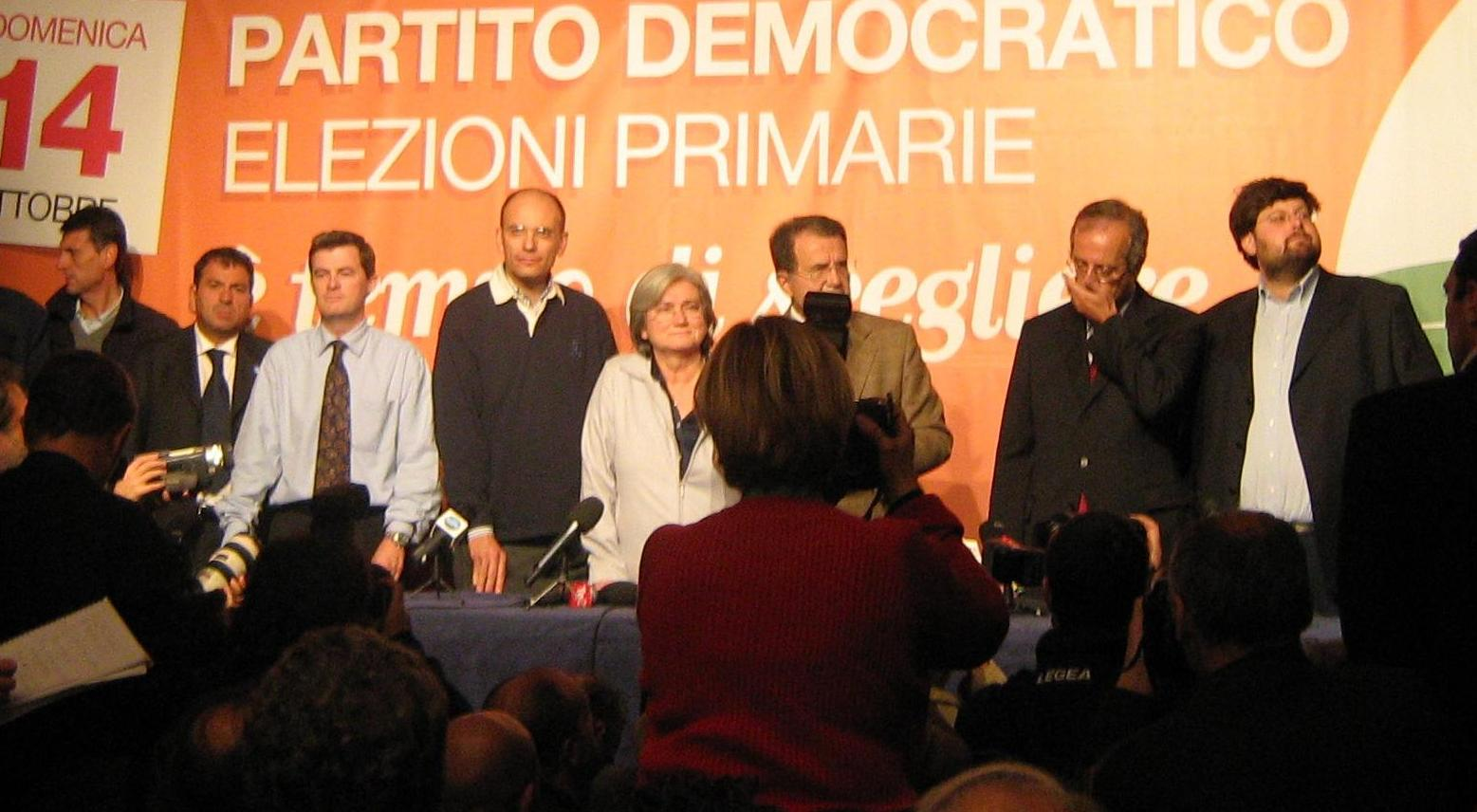
Le prime elezioni primarie del PD, il 14 ottobre 2007: (da sinistra) Jacopo Schettini Gherardini, Enrico Letta, Rosy Bindi, Romano Prodi, Walter Veltroni e Mario Adinolfi.

Nel 2007 i partiti maggiori dello schieramento di centro-sinistra, ossia i Democratici di Sinistra e La Margherita avviano un processo unificatore nel segno dell'Ulivo, proiettato alla costituzione di un unico grande partito che ricalchi il modello dell'americano "Partito Democratico". Il 14 ottobre 2007 vede la luce il Partito Democratico, del quale presidente è Romano Prodi e Segretario Nazionale Walter Veltroni, i quali vengono così eletti dopo aver partecipato a delle primarie con altri candidati.

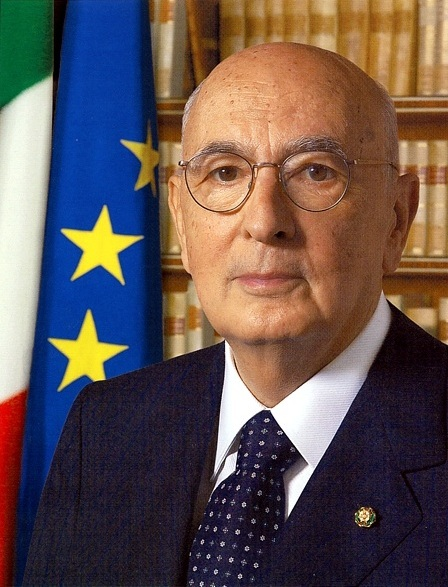
Giorgio Napolitano, Presidente della Repubblica dal 2006 al 2015, primo nella storia ad essere stato rieletto per un secondo mandato

Il 16 gennaio 2008 viene arrestata la moglie del ministro di giustizia Clemente Mastella, seguita il giorno successivo dallo stesso ministro, entrambi per concussione. Mastella dà allora le dimissioni da ministro di giustizia, e pur affermando in un primo momento che l'UDEUR continuerà ad appoggiare il governo esternamente, avverte la mancanza di solidarietà politica da parte della maggioranza: per questo il 21 gennaio decide alla fine di farne uscire il suo partito, dando il via alla crisi di governo. Prodi, apprestandosi a chiedere la fiducia al Parlamento, spera ancora di poterla ottenere: il 23 gennaio alla Camera dei Deputati ottiene 326 sì e 275 no. Il giorno dopo però è la volta del Senato della Repubblica, dove ottiene 161 no e 156 sì: la sua maggioranza non c'è più. A seguito della sconfitta Prodi rassegna le proprie dimissioni, restando in carica per il disbrigo degli affari correnti.
Subito dopo la caduta del governo il Partito Democratico decide di candidare Presidente del Consiglio Walter Veltroni, il quale decide di proporre un'alleanza ai soli Italia dei Valori e Radicali Italiani in cambio di un futuro incorporamento, che accettano, chiudendo di fatto l'esperienza dell'Unione.

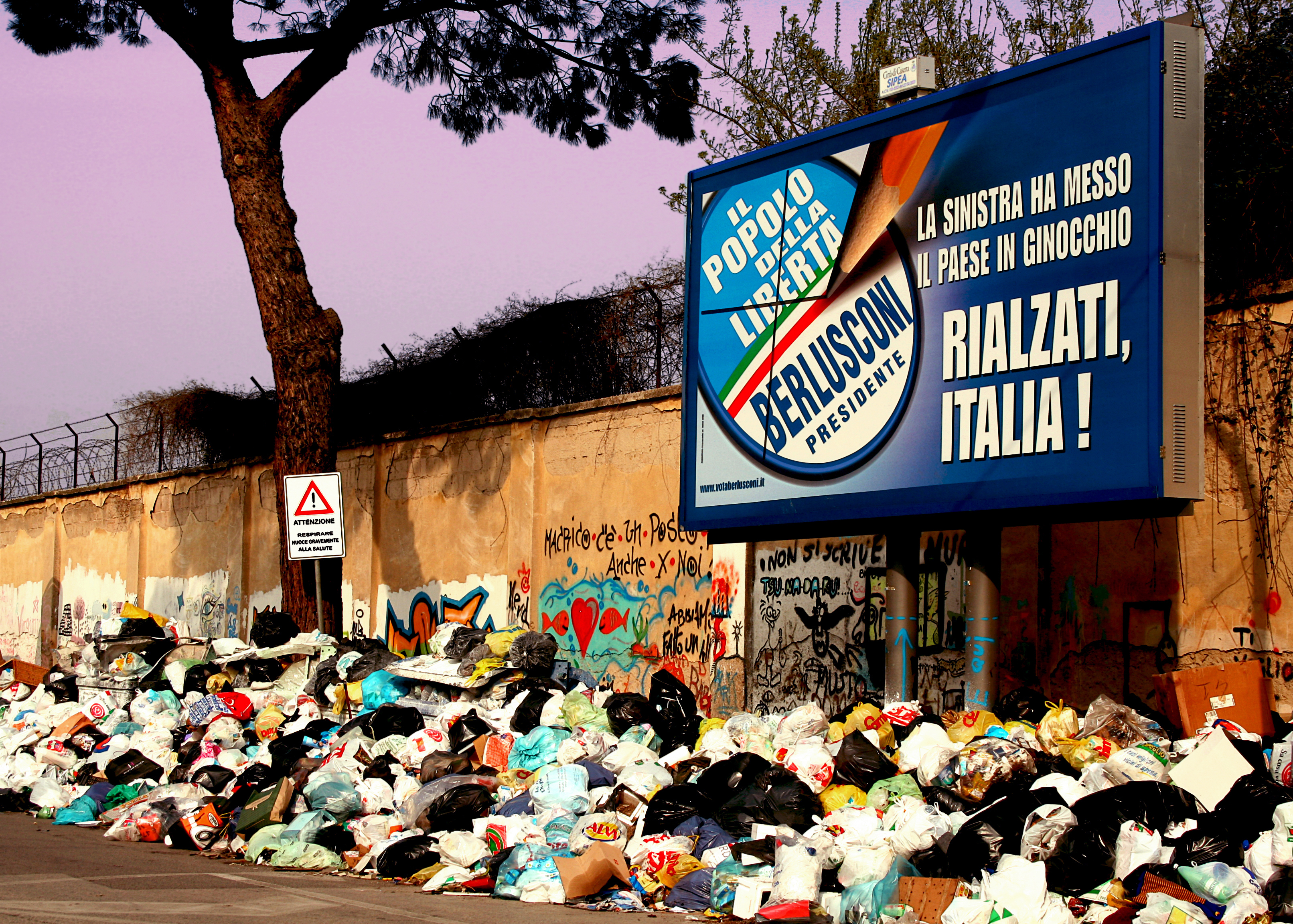
Emergenza dei rifiuti in Campania durante la campagna elettorale del 2008

La nascita del PD accelerò gli eventi anche all'interno del centro-destra, dove Silvio Berlusconi aveva già lanciato il 18 novembre 2007 una nuova formazione denominata Popolo della Libertà, prefigurando un allontanamento dai suoi alleati tradizionali. L'8 febbraio dell'anno seguente, tuttavia, Forza Italia e Alleanza Nazionale trovarono un accordo per fondersi insieme nel neonato progetto di unificazione del centro-destra, quello appunto del Popolo della Libertà, destinato a diventare un partito unitario. In esso confluiranno vari esponenti di movimenti minori, ad eccezione di Pier Ferdinando Casini il cui rapporto col centro-destra entrò in crisi. La Lega Nord rimase invece soltanto alleata della nuova formazione, non entrando a farne parte.
Nel corso del 2007 si verificò un riacuirsi della crisi dei rifiuti in Campania, con la saturazione delle discariche nella regione d'Italia. La gestione dell'emergenza fu uno dei maggiori temi trattati durante la campagna elettorale del 2008. Verso la fine della legislatura venne esposto dai media all'opinione pubblica il caso Alitalia. I tentativi di privatizzazione della compagnia in crisi di debito, cominciati nel 2006, incontravano l'opposizione dei sindacati agli esuberi previsti. La situazione verrà successivamente risolta dal governo Berlusconi IV con l'acquisizione di parte dell'azienda da parte di una cordata italiana senza placare però le polemiche sulle modalità della vendita e rimediando, da parte della Commissione Europea, la contestazione di aiuti illeciti dallo Stato italiano.

### Il quarto governo di Berlusconi

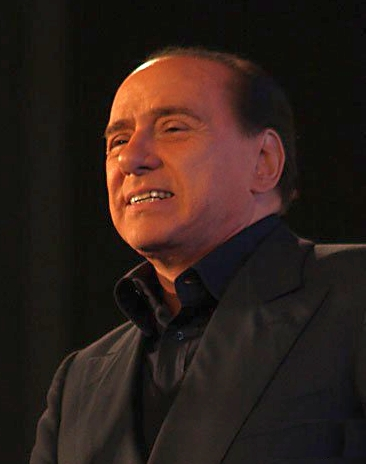
Silvio Berlusconi, Presidente del consiglio dal 2008 al 2011

Le elezioni politiche in Italia del 2008 - svoltesi il 13 e 14 aprile - furono vinte dalla coalizione composta da Il Popolo della Libertà, Lega Nord e Movimento per l'Autonomia, che, con il 47% delle preferenze, ottiene la maggioranza relativa dei voti e, in base alla vigente Legge Calderoli, il 55% dei deputati ed il 54% dei senatori. La nomina dei 21 ministri e dei 37 sottosegretari viene comunicata da Silvio Berlusconi il 7 maggio, contestualmente al conferimento dell'incarico da parte del Presidente della Repubblica Giorgio Napolitano.
Subito dopo le elezioni nazionali 2008, Romano Prodi abbandona la carica di presidente del Partito Democratico.

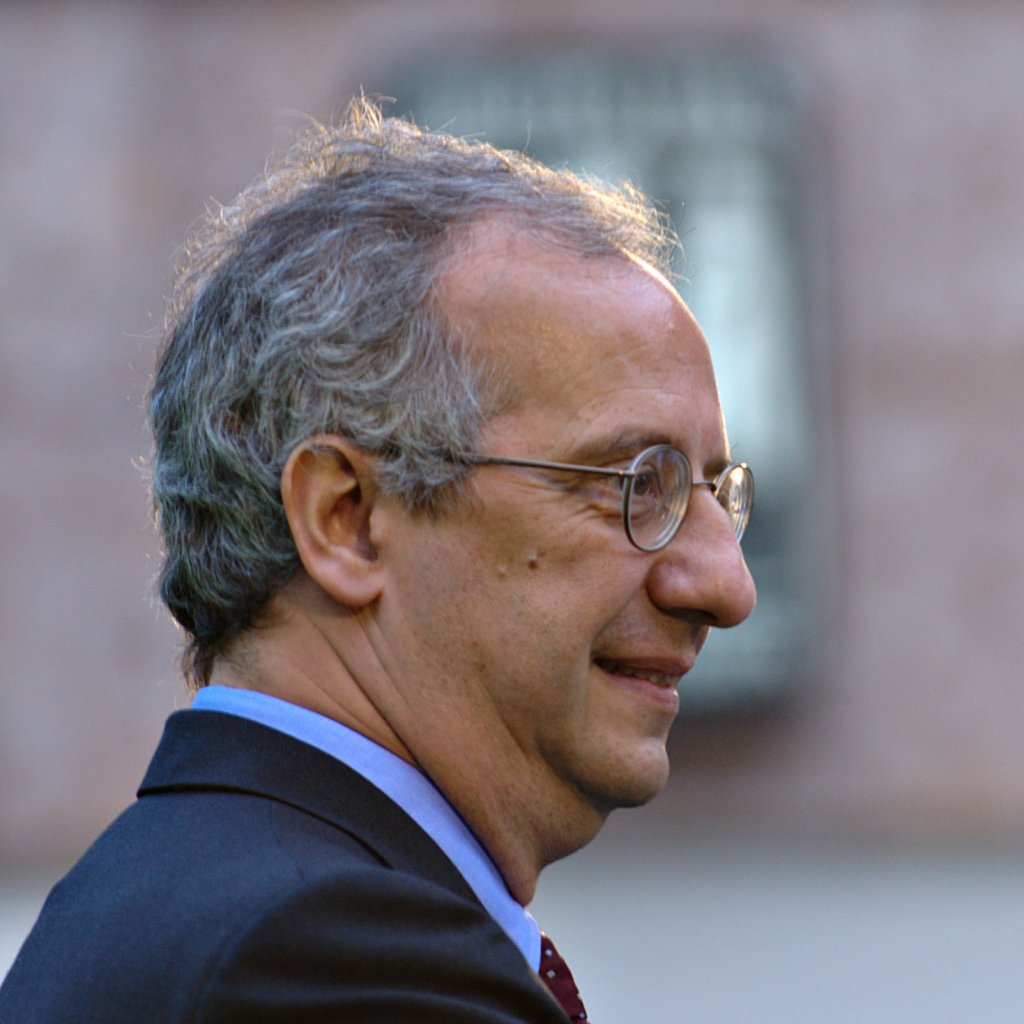
Walter Veltroni, il leader della nuova formazione partitica, sconfitta nelle elezioni del 2008

La maggioranza assoluta in Parlamento (ridottasi tuttavia notevolmente a partire dal 2010 per la scissione di Futuro e Libertà) ha garantito una solidità tale da permettere al governo Berlusconi IV di essere il secondo governo più longevo della Repubblica Italiana e di varare numerose riforme. Nei mesi immediatamente successivi alle elezioni il governo legifera soprattutto riguardo ai temi trattati durante la campagna elettorale: vengono approvati i decreti per la privatizzazione di Alitalia, che viene ceduta alla CAI, una cordata di imprenditori italiani guidati da Roberto Colaninno; viene gestita la crisi dei rifiuti in Campania stabilendo la costruzione di quattro nuovi inceneritori, dichiarando dieci nuove discariche come zone di interesse strategico nazionale e di competenza militare, prevedendo sanzioni per i Comuni che non dovessero portare a regime la raccolta differenziata, e nominando Guido Bertolaso sottosegretario all'emergenza rifiuti, già commissario durante il governo Prodi; nel maggio 2008 l'ICI sulla prima casa, che già il governo Prodi aveva in parte ridotto, viene abolita del tutto, con l'esclusione delle abitazioni signorili, delle ville e dei castelli; vengono poi detassati gli straordinari e i premi di produttività. Nel 2009 viene approvato lo scudo fiscale per favorire il rimpatrio o la regolarizzazione delle attività finanziarie e patrimoniali illegalmente detenute all'estero fino al 31 dicembre 2008. Divengono legge il decreto Salva Banche, con i cosiddetti Tremonti bond, e i decreti Anti Crisi volti a tentare di fronteggiare la crisi creditizia ed economica che nel solo 2009 portava il Pil italiano ad una contrazione del 5% a fronte di una crescita dell'indebitamento pari al 5,3% del Pil. In materia di istruzione vengono approvati il decreto Gelmini su scuola primaria e secondaria e quello sull'università. Nel marzo 2009 viene approvato il decreto del ministro della Pubblica Amministrazione Renato Brunetta mirante all'efficienza e alla trasparenza della produttività del lavoro pubblico per colpire fenomeni come gli assenteismi e le inefficienze nella Pubblica Amministrazione. In campo giudiziario divengono legge: il lodo Alfano, riguardante l'immunità per le quattro più alte cariche dello Stato, tuttavia successivamente giudicato anticostituzionale dalla Corte costituzionale; il ddl sicurezza 2009, riguardante soprattutto disposizioni su immigrazione e lotta alla mafia; il DDL Intercettazioni, che restringe la possibilità per i pubblici ministeri di servirsi di intercettazioni telefoniche nelle indagini; la legge sul legittimo impedimento ed il decreto Svuota Carceri, che riduce la popolazione carceraria di 7 000 unità. Di anno in anno vengono prorogate le missioni internazionali e raggiungono l'approvazione il Trattato di Bengasi ed il Trattato di Lisbona.
All'inizio del 2009 si accende la discussione riguardo all'accanimento terapeutico e alle questioni di fine vita per via del caso Eluana Englaro. Il governo italiano, contrario alla sospensione di alimentazione ed idratazione della paziente, vara un decreto legge che non viene firmato dal Capo dello Stato in quanto giudicato incostituzionale.
Tra il 27 e il 29 marzo Il Popolo della Libertà, con la convocazione del suo primo congresso, si costituisce ufficialmente come partito. Silvio Berlusconi è eletto presidente del partito all'unanimità.

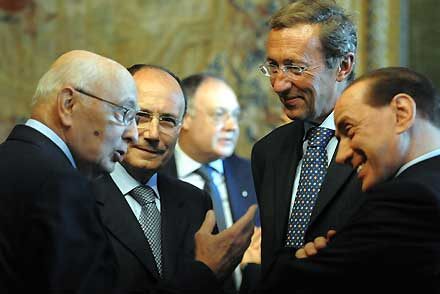
Giorgio Napolitano con Renato Schifani, Gianfranco Fini e Silvio Berlusconi

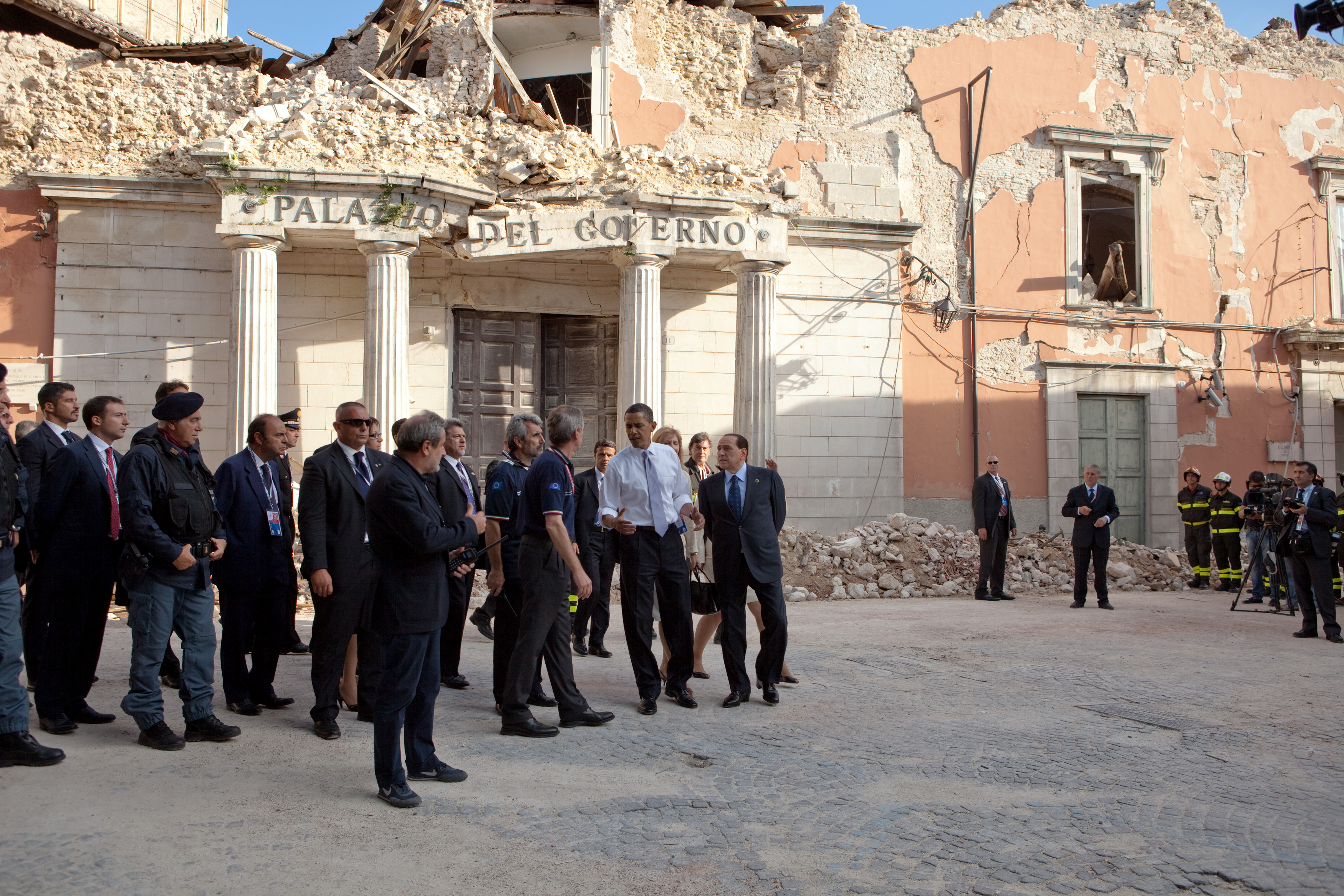
Il presidente USA Barack Obama, accompagnato dall'allora commissario Guido Bertolaso e da Silvio Berlusconi nel centro storico dell'Aquila

Il 6 aprile 2009 il grave terremoto dell'Aquila di magnitudo 5,9 della scala Richter, causa la morte di 308 persone, 1 500 feriti e 65 000 sfollati circa. Compagnie italiane, governi nazionali e soprattutto l'Unione Europea hanno contribuito al finanziamento della ricostruzione. A quasi otto mesi dal sisma viene realizzato il Progetto C.A.S.E. con costruzione di nuove abitazioni antisismiche e chiusura ufficiale di tutte le tendopoli allestite. Si sviluppa la polemica riguardo alla comunicazione del rischio reale cui era soggetta la popolazione e la trascuratezza delle norme antisismiche. Nell'ottobre 2012 vennero condannati per diversi reati tutti i membri della commissione «Grandi rischi», in Appello vennero invece assolti e poi tranne un imputato scagionati tutti definitivamente dalla Cassazione.
Il 13 dicembre 2009, dopo un comizio in piazza del Duomo a Milano, Silvio Berlusconi viene colpito al volto con una riproduzione in miniatura del duomo, lanciata da distanza ravvicinata da Massimo Tartaglia, che il 29 giugno 2010 verrà ritenuto incapace di intendere e di volere, e perciò assolto.

### La crisi economica
Alle elezioni regionali 2010 si conferma la solidità del governo Berlusconi e del centrodestra, a cui seguirà tuttavia uno scontro politico interno al PdL fra il vertice del partito ed il Presidente della Camera Gianfranco Fini, che il 30 luglio 2010, porterà 33 deputati e 10 senatori politicamente vicini a quest'ultimo a costituire nuovi gruppi parlamentari denominati "Futuro e Libertà. Per l'Italia", uscendo dal PdL, e passando dopo pochi mesi all'opposizione. Non ottiene successo tuttavia un tentativo, nel dicembre 2010, di sfiduciare il governo, il quale mantiene una maggioranza in Parlamento, anche se fortemente ridimensionata a soli tre voti in più.
Il 21 dicembre 2010 Silvio Berlusconi viene indagato dalla procura di Milano, in seguito allo scandalo denominato "Rubygate", con le accuse di sfruttamento della prostituzione minorile con l'ipotesi di aver fatto sesso dietro retribuzione con la ballerina di night club minorenne, Karima El Mahroug, e di presunta concussione per aver indotto i funzionari della Questura di Milano ad affidare indebitamente la ragazza, scappata da una comunità per minori, alla consigliera regionale lombarda Nicole Minetti. La stampa nazionale ed estera danno molta enfasi all'avvenimento.

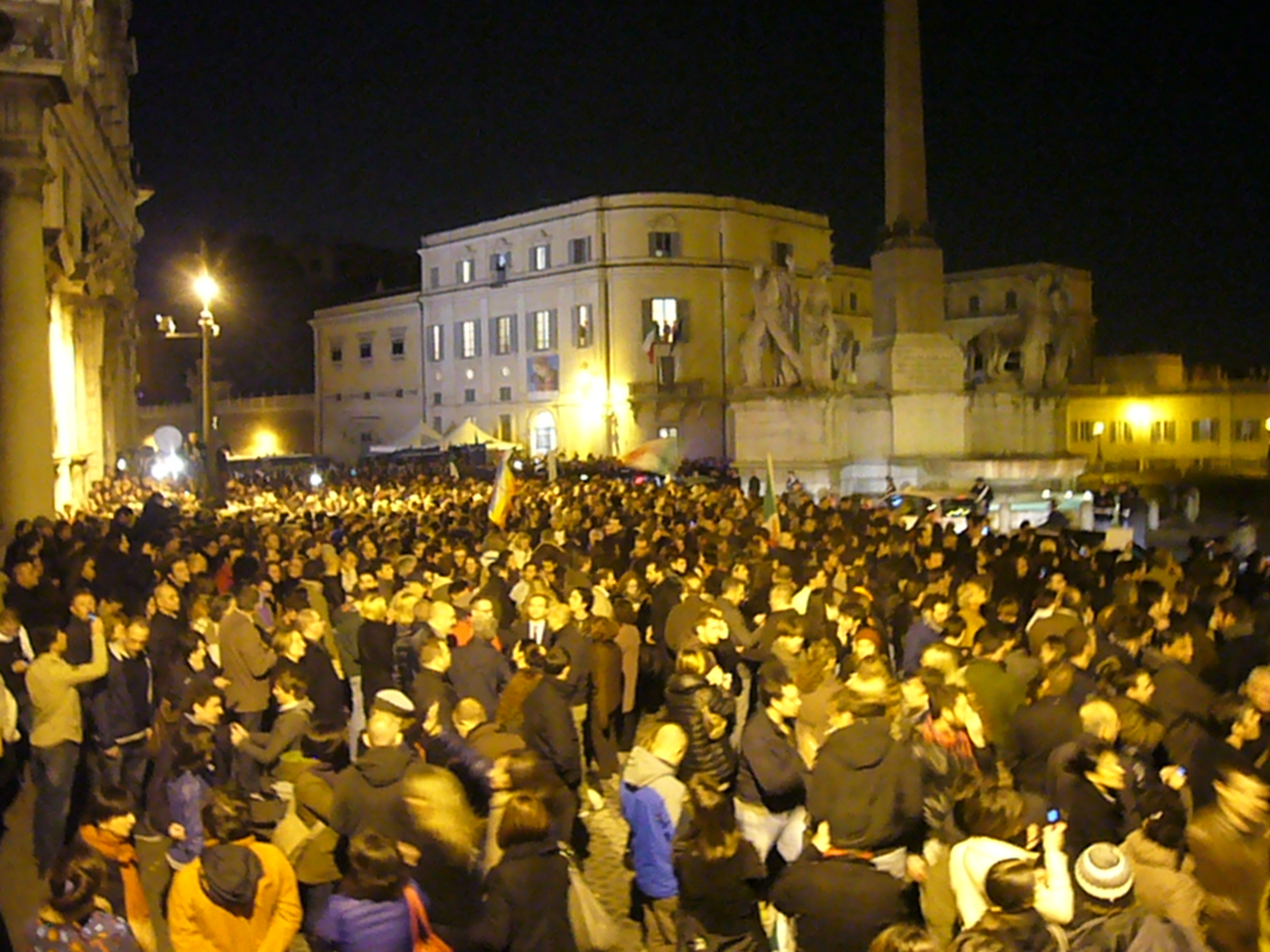
Roma, 12 novembre 2011. In piazza del Quirinale si aspetta che Berlusconi venga a presentare le dimissioni.

Dal mese di marzo 2011 l'Italia prende parte all'intervento militare in Libia nel contesto della guerra civile libica che vide la fine del regime quarantennale di Muʿammar Gheddafi. Tra l'ottobre e il novembre 2011 lo Spezzino, la Lunigiana e il Genovese vengono colpiti da forti alluvioni che causano la morte di 19 persone e svariati danni materiali.
Alle elezioni amministrative 2011 si registra un calo di consenso nella maggioranza e una vittoria sostanziale delle liste di centro-sinistra. Nei successivi referendum del 12 e 13 giugno 2011 viene raggiunto per la prima volta dal 1995 il quorum in un referendum nazionale: vengono abrogate 4 norme riguardanti l'energia nucleare (che il governo stava valutando se reintrodurre), la privatizzazione della gestione dei servizi idrici e il legittimo impedimento (quest'ultima già pesantemente mutilata a seguito di una sentenza della Corte costituzionale).
Durante l'estate 2011 la "Crisi del debito sovrano europeo" raggiunge elevati livelli di criticità in Italia, ed il governo Berlusconi viene accusato dalle opposizioni di inadeguatezza a fronteggiare l'emergenza. In seguito all'acuirsi della crisi, riguardante in particolare l'aumento dello spread o differenziale tra i titoli italiani e quelli tedeschi, e dopo che il governo perse la maggioranza l'8 novembre, nel voto sul rendiconto generale dello Stato, il 12 novembre 2011 Berlusconi rassegna le dimissioni. Il Presidente della Repubblica Giorgio Napolitano affida a Mario Monti l'incarico di formare un governo tecnico.
Il 16 novembre 2011, dopo un rapido giro di consultazioni, Mario Monti e i ministri designati hanno prestato giuramento davanti al Presidente della Repubblica Giorgio Napolitano, dando così inizio al governo Monti, il secondo esecutivo tecnico della storia repubblicana. Gli obiettivi dichiarati del governo sono di affrontare le riforme più importanti per il paese al fine di superare la crisi finanziaria e di rispettare gli impegni presi con i partner europei. Quasi tutti i partiti, ad esclusione della Lega Nord e dell'Italia dei Valori, hanno garantito il loro appoggio al nuovo esecutivo.

## Gli anni 2010 e 2020 (dal 2011)

### Il superamento della crisi finanziaria

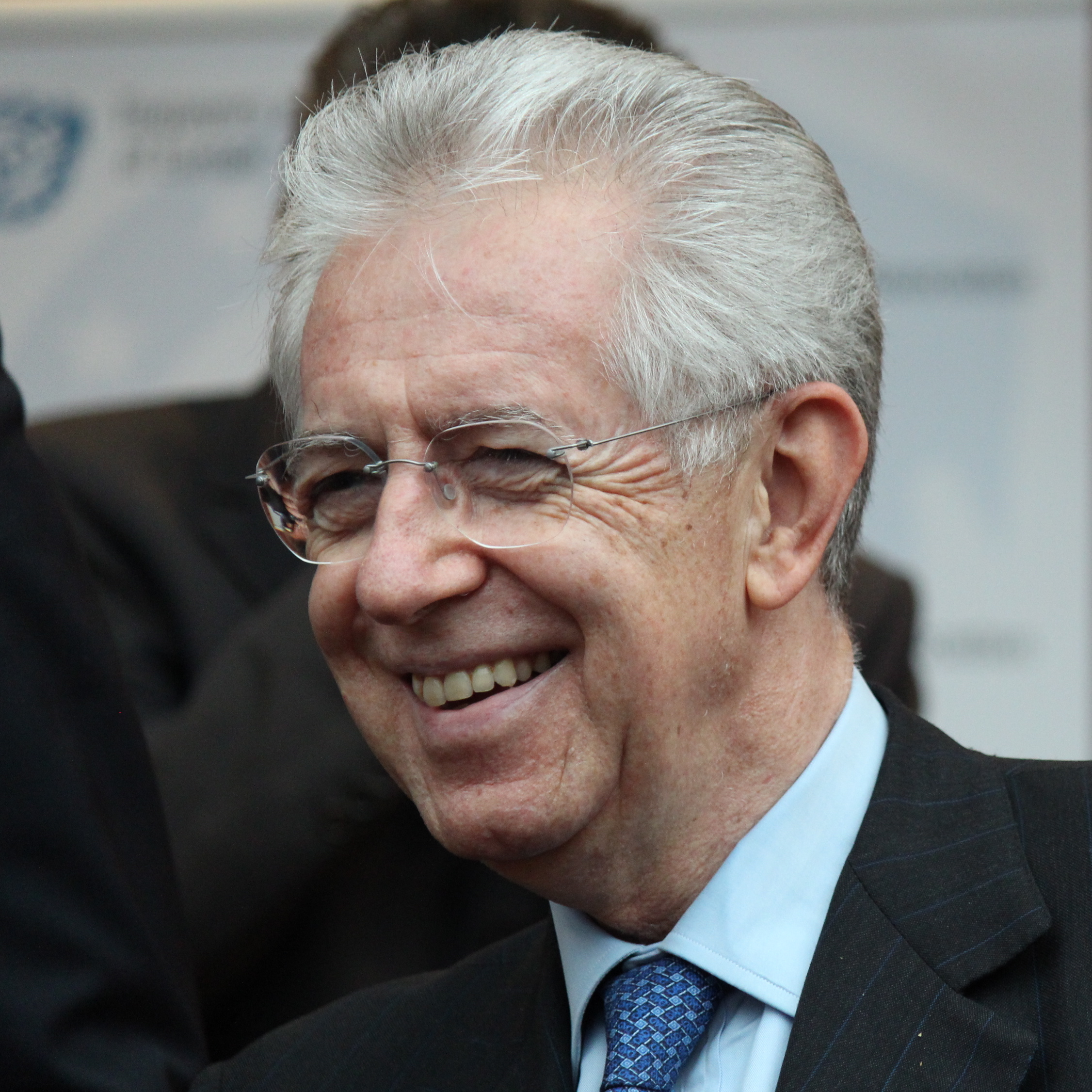
Mario Monti, Presidente del Consiglio dal novembre 2011 ad aprile 2013

Le riforme, volte al ripristino della credibilità nazionale, tentano di coniugare l'uscita dalla recessione con l'obiettivo del pareggio di bilancio nel 2013 e vengono presentate agli italiani come sacrifici necessari. Vengono attuate: la riforma delle pensioni che ha dato vita al problema dei cosiddetti "esodati"; la riforma del mercato del lavoro, il cui punto più discusso riguarda la modifica dell'articolo 18 dello Statuto dei Lavoratori; il ddl liberalizzazioni; viene potenziata la lotta all'evasione fiscale; e nasce l'IMU, che de facto ripristina l'imposta sugli immobili precedentemente cancellata. Il provvedimento Salva Italia del 6 dicembre 2011, se da un lato viene accettato dalle parti sociali e dall'opinione pubblica, dall'altra accende la polemica sulla mancata estensione dei sacrifici ai parlamentari.

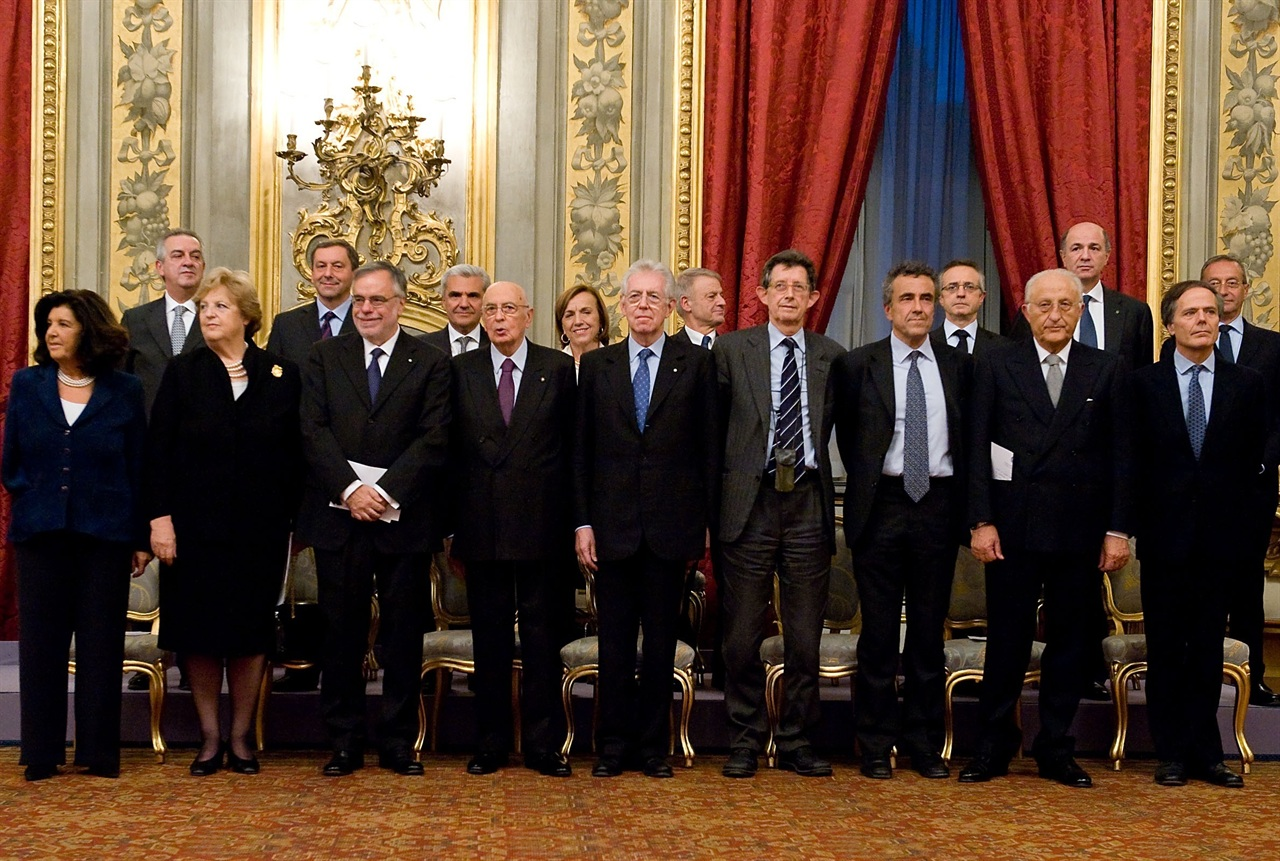
Il governo Monti il giorno del giuramento

Nei primi mesi del 2012 alcune inchieste portano alla luce casi di corruzione, appropriazione indebita dei rimborsi elettorali e truffa ai danni dello Stato. I principali indagati sono il Tesoriere della Lega Nord, Francesco Belsito, il Tesoriere della Margherita, Luigi Lusi, il presidente del Consiglio Regionale della Lombardia, Davide Boni, della Lega Nord, diversi consiglieri della regione Lombardia e della giunta guidata da Roberto Formigoni, il Capogruppo del PdL e Presidente della Commissione Bilancio della Regione Lazio, Franco Fiorito.
Gli scandali, la limitata autoriduzione di pensioni e stipendi da parte dei parlamentari, l'appoggio dei partiti alle manovre del governo e la disputa sull'attitudine al buon governo dei politici rispetto ai tecnici sono fra le possibili cause di una crescente sfiducia nella classe politica. Alle elezioni amministrative in Italia del 2012, oltre ad una diminuita affluenza, si registra il forte calo di consenso dei partiti al governo nella precedente legislatura (Lega Nord e Popolo della Libertà) ed il lieve calo per il Partito Democratico; riscuote un notevole successo il Movimento 5 Stelle.

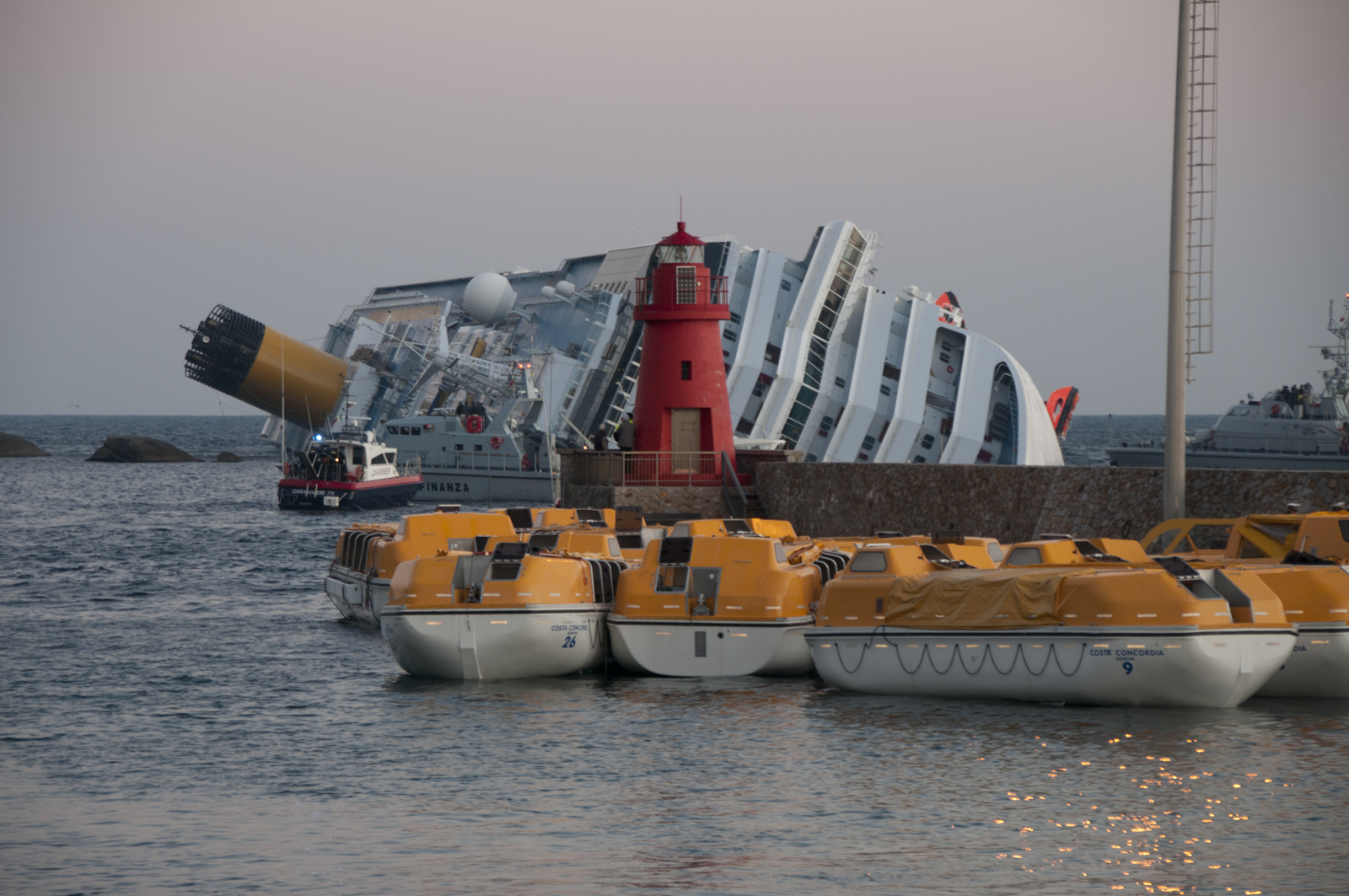
La Costa Concordia parzialmente inabissata presso l'Isola del Giglio

Il 13 gennaio 2012, la nave Costa Concordia della compagnia Costa Crociere naufraga davanti al porto dell'Isola del Giglio. L'incidente causa la morte di 32 persone e il parziale affondamento della nave. È la nave passeggeri di più grosso tonnellaggio mai naufragata.
A cavallo del maggio-giugno 2012 una serie di eventi sismici localizzati nel distretto sismico della pianura padana emiliana e mantovana causa 27 vittime ed ingenti danni ai centri abitati coinvolti.
Il 6 dicembre 2012 il PdL lascia la maggioranza. Il 21 dicembre 2012, dopo l'approvazione della Legge di stabilità, Monti rassegna le dimissioni da Presidente del Consiglio.

### Il centrosinistra

#### Il governo Letta

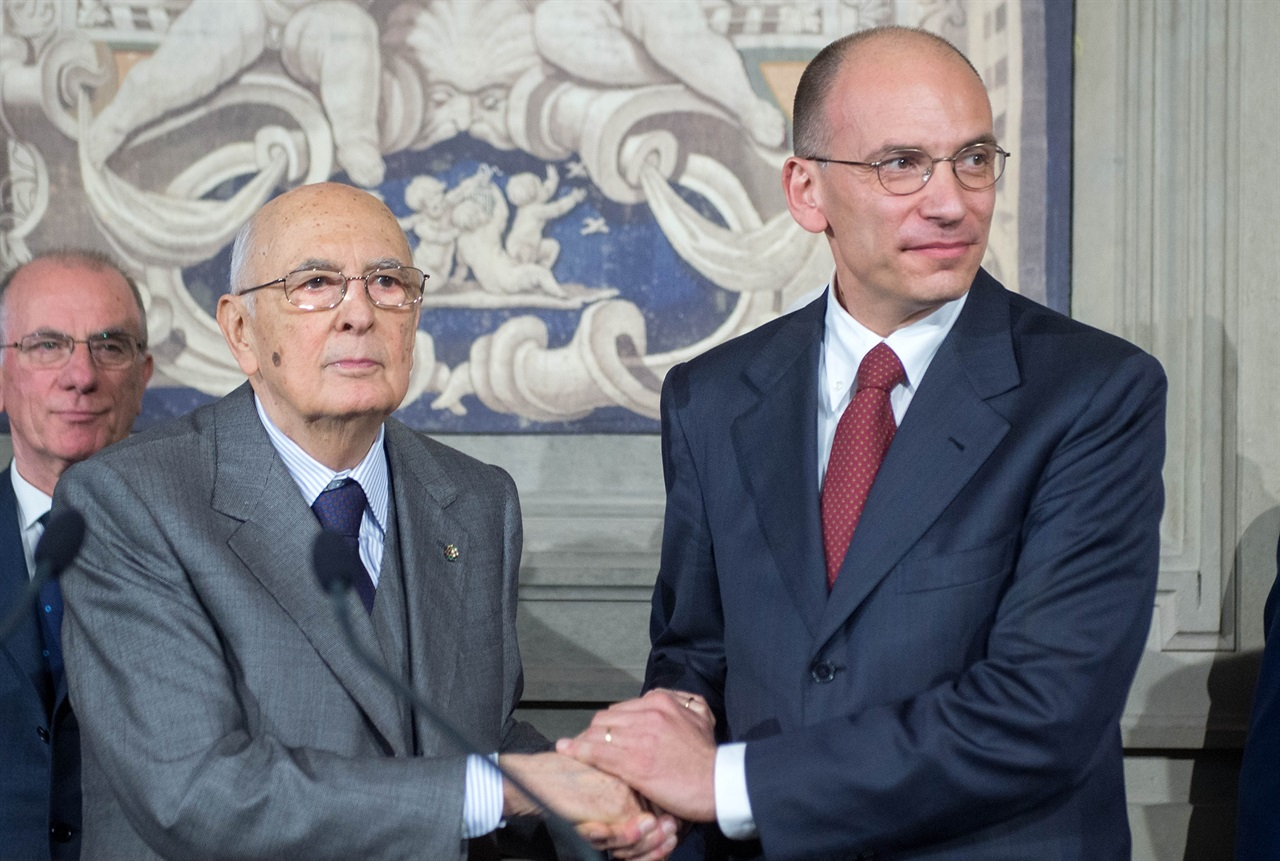
Il presidente Giorgio Napolitano incarica Enrico Letta per la formazione del nuovo governo

Le elezioni politiche del febbraio 2013 segnano l'ascesa del Movimento 5 Stelle di Beppe Grillo, che raccogliendo oltre il 25% dei consensi pone di fatto fine alla contrapposizione bipolare tra centro-destra e centro-sinistra. La coalizione di centro-sinistra guidata dal Partito Democratico di Pier Luigi Bersani riesce però a prevalere su quella di centro-destra riferita a Il Popolo delle Libertà di Silvio Berlusconi, ottenendo così il premio di maggioranza alla Camera dei Deputati, ma vista la differente distribuzione dei seggi al Senato vede solo la maggioranza relativa a Palazzo Madama. A seguito di un primo giro di consultazioni Il presidente della Repubblica Giorgio Napolitano affida un incarico esplorativo al segretario del PD Pier Luigi Bersani, il quale però non riesce a trovare un sostegno parlamentare per la formazione di un nuovo governo. A seguito dell'elezione del Presidente della Repubblica, che si conclude con la rielezione di Giorgio Napolitano, la prosecuzione delle consultazioni porta a fine aprile alla nascita del governo Letta, detto anche delle "larghe intese" essendo sostenuto sia dal Partito Democratico che da Il Popolo delle Libertà, oltre che da alcune formazioni centriste.
Nel settembre 2013 Il Popolo delle Libertà apre una crisi di governo che si risolve con la scissione del partito in due formazioni: Forza Italia, all'opposizione e guidata da Silvio Berlusconi e, il Nuovo Centrodestra filogovernativo di Angelino Alfano. Contestualmente alla crisi del centro-destra Silvio Berlusconi viene rimosso dalla carica di senatore per effetto della Legge Severino in seguito alla condanna definitiva per frode fiscale nel processo Mediaset. Nel centro-sinistra a dicembre Matteo Renzi, sindaco di Firenze, vince a larga maggioranza le elezioni primarie del Partito Democratico. Nell'arco di tre mesi le continue tensioni tra il segretario del Partito Democratico e il presidente del consiglio sfociano nelle dimissioni del capo di governo, sfiduciato dal suo stesso partito.
Sul piano internazionale, in risposta la primavera araba avvenuta due anni prima, le migrazioni dall'Africa verso l'Italia subiscono un brusco incremento e il 3 ottobre del 2013 al largo delle coste dell'isola di Lampedusa avviene un naufragio in cui perdono la vita centinaia di persone. In risposta all'avvenimento il governo Letta vara l'operazione militare Mare nostrum volta a fronteggiare lo stato di emergenza umanitaria in corso nel canale di Sicilia. Sul fronte interno invece nel dicembre 2013 avviene la protesta del "Movimento dei Forconi", che attraverso blocchi stradali e ferroviari provoca tensioni principalmente a Torino e in alcune aree del Nord Italia.

#### I governi Renzi e Gentiloni

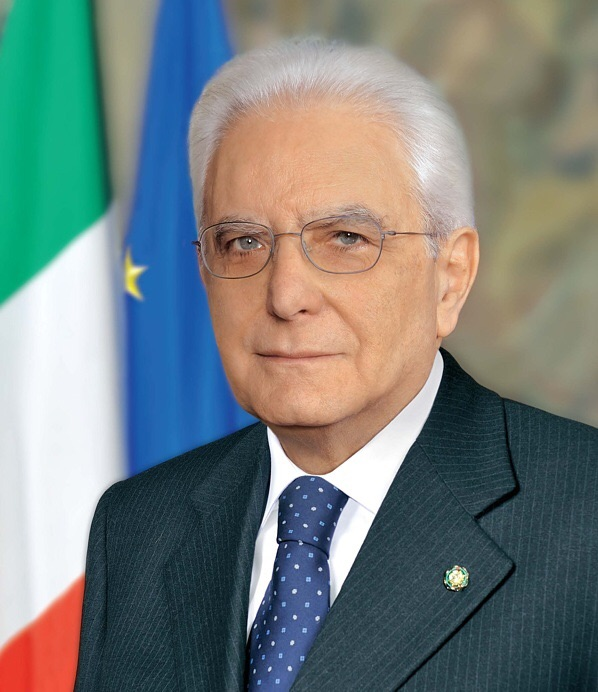
Sergio Mattarella, Presidente della Repubblica dal 3 febbraio 2015

Con la sfiducia al governo Letta, Matteo Renzi forma nel febbraio 2014 un nuovo governo sostenuto dalla stessa maggioranza. Nel gennaio del 2014 Matteo Renzi e Silvio Berlusconi siglano il cosiddetto Patto del Nazareno sulle riforme istituzionali. Raccolto oltre il 40% dei consensi alle elezioni europee il governo inizia una riforma del diritto del lavoro in senso liberale, il cosiddetto Jobs Act, a cui però seguono manifestazioni di dissenso dall'ala della sinistra del Partito Democratico. Nel gennaio 2015 il Presidente della Repubblica Giorgio Napolitano rassegna le dimissioni, si svolge quindi un'elezione in cui su indicazione del Partito Democratico viene eletto al quarto scrutinio Sergio Mattarella. Nel 2015 l'Italia ospita a Milano per sei mesi l'esposizione universale. Il fenomeno migratorio si intensifica ulteriormente raggiungendo il suo apice con il grave naufragio nel Canale di Sicilia del 18 aprile 2015; dal novembre 2014 l'operazione Mare nostrum è sostituita da quella dell'Unione europea Triton.

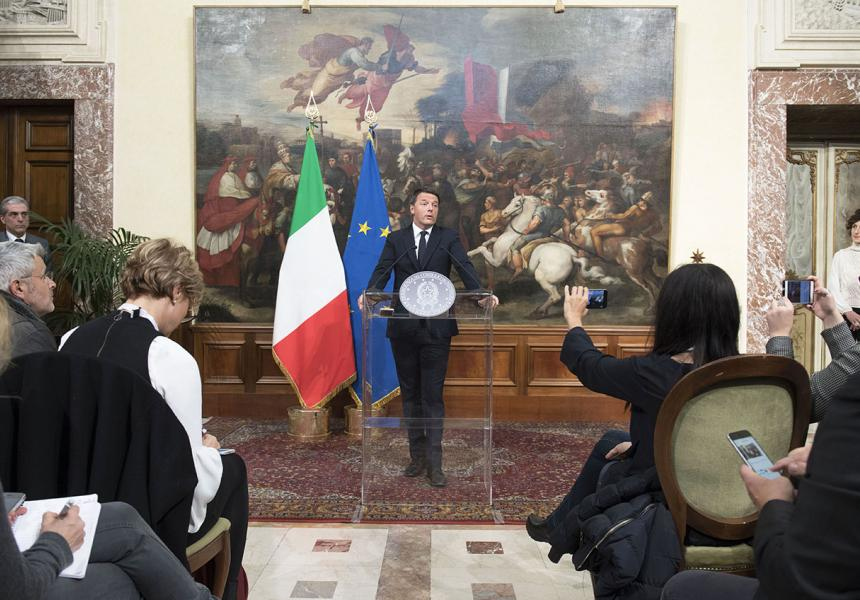
Matteo Renzi alla conferenza stampa dopo il risultato del referendum costituzionale del 2016

Nel maggio 2016 sono istituite le unioni civili tra persone dello stesso sesso. Il 24 agosto 2016 una forte scossa di terremoto ha interessato le regioni dell'Italia centrale danneggiando gravemente i centri interessati. La sequenza sismica è proseguita fino al gennaio del 2017 provocando complessivamente 299 vittime e decine di migliaia di sfollati. Il 4 dicembre 2016, in seguito alla vittoria del No nel referendum sulla riforma costituzionale Renzi-Boschi, il premier Matteo Renzi annuncia le dimissioni. In seguito alle consultazioni al ministro degli esteri Paolo Gentiloni è assegnato l'incarico di formare un nuovo governo, che presta giuramento 12 dicembre e ottiene la fiducia il giorno successivo. Per contrastare il fenomeno migratorio il 2 febbraio 2017 il governo firma un memorandum con la Libia con l'intenzione di rafforzare la sicurezza della frontiera marittima con il paese nordafricano.

#### Le elezioni e il governo Conte I
Dopo lo scioglimento delle Camere alla fine del 2017, le elezioni del marzo 2018 vedono una forte affermazione del Movimento 5 Stelle, che indicava in Di Maio il proprio candidato premier, e in misura minore della Lega retta da Salvini. Dopo due mesi i due leader danno vita a un'alleanza di governo, denominato «giallo-verde» dai colori con cui tradizionalmente sono soliti presentarsi i due rispettivi partiti, sotto la guida dell'indipendente Giuseppe Conte. Il 14 agosto 2018 avviene crollo del Ponte Morandi a Genova, che causa la morte di 43 persone e determina il ritorno della partecipazione statale nella maggiore società autostradale italiana. In seguito alle elezioni europee del 2019, in cui i rapporti di forza tra i due partiti di governo si ribaltarono, crebbe il livello di tensione all'interno della maggioranza. Nell'agosto 2019 si ebbe una crisi di governo aperta dalla Lega, che portò alla caduta del Governo Conte I ed alla formazione di una nuova maggioranza composta da Movimento 5 Stelle e Partito Democratico, più altri partiti di sinistra, e perciò rinominata «giallorossa»; nacque così il governo Conte II.

### La pandemia di COVID-19

#### Il governo Conte II
Dal 2020, anche l'Italia è colpita dalla pandemia di COVID-19, con il primo caso confermato il 30 gennaio 2020. Per contenerne la diffusione, il governo Conte II impone il confinamento domiciliare e il blocco totale di ogni attività e spostamento non essenziale sull'intero territorio nazionale per nove settimane, da lunedì 9 marzo a lunedì 18 maggio; misure giudicate da alcuni osservatori tra le più rigide in Europa. Alla seconda ondata iniziata in autunno, il governo risponde con restrizioni modulate sulle regioni, raggruppandole in tre livelli di gravità in base al loro scenario epidemiologico.
In seguito ad un lungo periodo di tensioni con Italia Viva, partito di maggioranza guidato da Matteo Renzi, il 26 gennaio 2021 Giuseppe Conte rassegna le dimissioni ponendo fine all'esperienza di governo.

#### Il governo Draghi

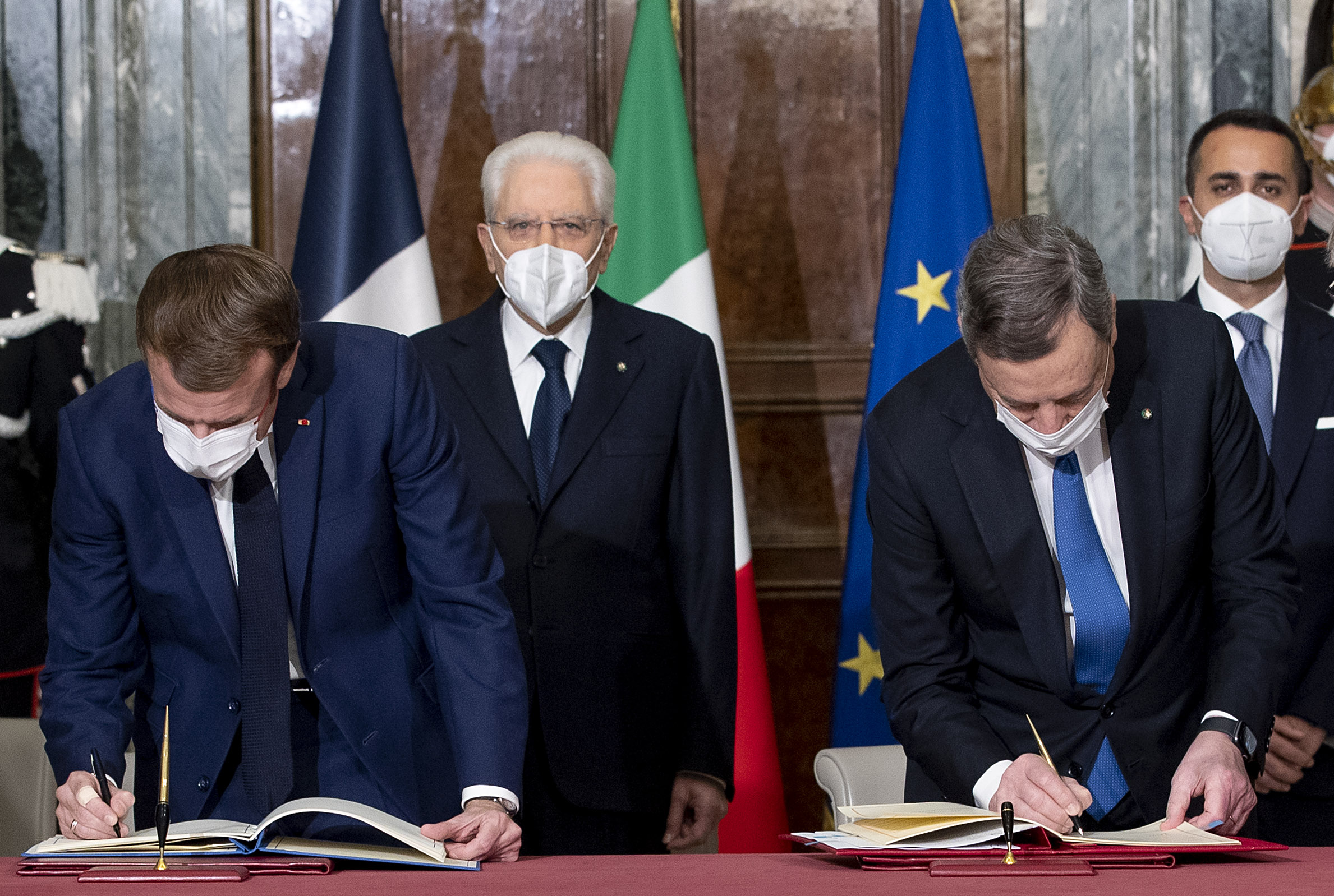
La firma del trattato del Quirinale

Dopo un periodo di consultazioni e trattative tra le forze politiche per tentare di formare un nuovo governo guidato da Giuseppe Conte, il Presidente della Repubblica conferisce a Mario Draghi l’incarico di formare un nuovo governo. Draghi ha accettato l'incarico con riserva, la quale è stata poi sciolta il 12 febbraio 2021, dopo due giri di consultazioni con tutte le forze politiche e colloqui con le parti sociali. Il 13 febbraio 2021 l’esecutivo presta giuramento, entrando ufficialmente in carica; nei giorni seguenti riceverà la fiducia al Senato ed alla Camera.
Grazie a un massiccio afflusso di dosi di vaccino, la campagna vaccinale contro il COVID accelera (con l'85% di popolazione over-12 vaccinata a inizio dicembre 2021); si provvede inoltre a redigere e iniziare ad applicare il Piano Nazionale di Ripresa e Resilienza (PNRR), documento che stabilisce la destinazione d'uso dei fondi e prestiti del Next Generation EU spettanti all'Italia.
Tra il 24 e il 29 gennaio 2022 si svolge l'elezione del Presidente della Repubblica che ha riconfermato Sergio Mattarella attraverso un accordo tra i partiti di maggioranza.
Il 21 luglio 2022 il Presidente del Consiglio Mario Draghi rassegna le dimissioni al Capo dello Stato. Nel pomeriggio, una volta sentiti il Presidente Fico e la Presidente Casellati, il Presidente della Repubblica Sergio Mattarella decreta lo scioglimento delle Camere e indice elezioni anticipate per il 25 settembre, con la prima riunione delle nuove Camere fissata il 13 ottobre. Di conseguenza viene anticipata la fine della XVIII legislatura, il cui termine naturale era previsto per marzo 2023.

#### Il governo Meloni

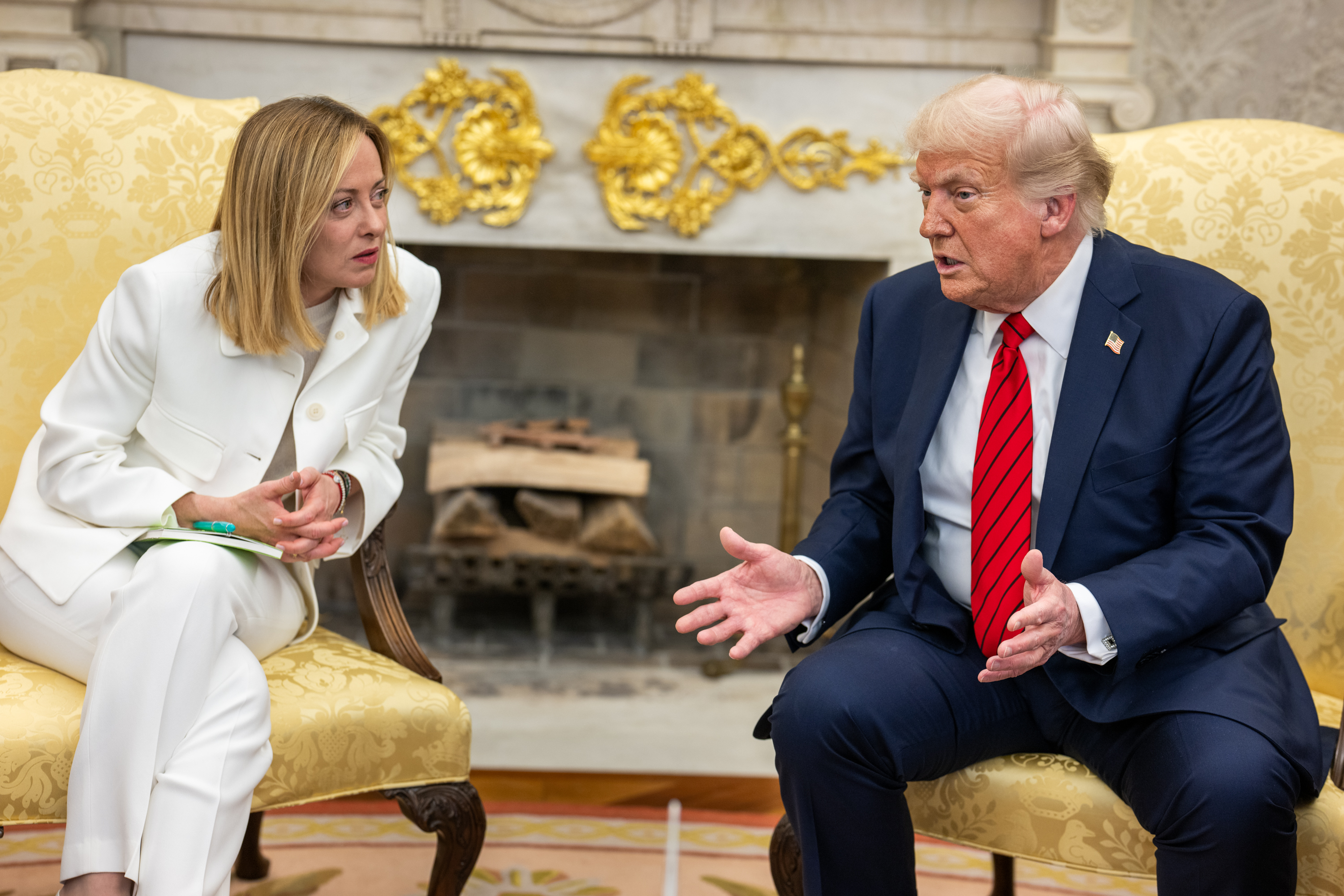
Giorgia Meloni incontra il presidente statunitense Donald Trump il 17 aprile 2025

I risultati delle elezioni politiche del 2022 hanno visto la vittoria del centro-destra guidato da Giorgia Meloni, affermandosi come coalizione più votata con circa il 44% delle preferenze, conquistando la maggioranza assoluta in entrambi i rami del Parlamento italiano per la prima volta dalle elezioni del 2008. Per la prima volta dalla nascita del sistema bipolarista nel 1994, inoltre, ha ottenuto la maggioranza relativa dei consensi la stessa coalizione più votata alle elezioni precedenti (anche se in quel caso non ha potuto godere della maggioranza assoluta dei seggi in Parlamento). A seguito della riforma costituzionale approvata nel 2019 e confermata con il referendum del 2020, il numero di parlamentari è stato ridotto a 400 deputati e 200 senatori (mentre in precedenza erano rispettivamente 630 e 315 in tutte le legislature dalla IV alla XVIII); inoltre l'elettorato attivo per il Senato ha incluso, per la prima volta, tutti i maggiorenni, data l'abolizione della soglia di 25 anni richiesta per esprimere il proprio voto per la camera alta.
Il 20 ottobre il capo dello Stato ha cominciato un giro di consultazioni terminato il giorno successivo, quando ha conferito a Giorgia Meloni l'incarico di formare un nuovo governo. Meloni ha accettato l'incarico senza riserva (come prima di lei fecero Giuseppe Pella nel 1953, Silvio Berlusconi al suo quarto governo nel 2008 e Giuseppe Conte al suo primo governo nel 2018), presentando contestualmente la lista dei ministri. 
Il giorno seguente, sabato 22 ottobre, il governo ha prestato giuramento al Palazzo del Quirinale, entrando ufficialmente in carica immediatamente dopo la cerimonia. Il governo è il primo ad essere presieduto da una donna nella storia dell'Italia unita e della Repubblica Italiana.